# A kiválasztott – Az amerikai látnok epizódjainak listája
Ez a lap A kiválasztott – Az amerikai látnok című filmsorozat epizódjainak listáját tartalmazza.

## Évados áttekintés
| Évad | Évad | Epizódok | Évadpremier          | Évadfinálé      |
| ---- | ---- | -------- | -------------------- | --------------- |
|      | 1    | 23       | 1996. szeptember 18. | 1997. május 10. |
|      | 2    | 22       | 1997. szeptember 17. | 1998. május 23. |
|      | 3    | 23       | 1998. szeptember 26. | 1999. május 15. |
|      | 4    | 22       | 1999. szeptember 25. | 2000. május 27. |

## Epizódok

### 1. évad
| # | Szám | Eredeti cím                | Rendezte              | Írta                                      | Eredeti vetítés      | Magyar vetítés       |
| --- | ---- | -------------------------- | --------------------- | ----------------------------------------- | -------------------- | -------------------- |
| 1 | 1    | „Pilot”                    | Michael Dinner        | Bob Brush, Ian Abrams                     | 1996. szeptember 28. | 2002. április 9.     |
| Gary Hobbson egy nap az látja, hogy a szállodaszobája ajtaja előtt egy macska és egy újság van, később rájön, hogy a holnapi újságot kapta meg. |      |                            |                       |                                           |                      |                      |
| 2 | 2    | „The Choice”               | Michael Dinner        | Bob Brush, John Romano                    | 1996. október 5.     | 2002. április 16.    |
| Gary hiába próbálja megérteni furcsa küldeménye titkát, nem jár sikerrel. Szeretne ellenállni a kihívásnak, de amikor meglátja, hogy egy Miamiba tartó repülőgép lezuhanása 190 emberéletet követel, kénytelen belefogni fura küldetésébe. Eközben mérlegelnie kell, mi a fontosabb: egyetlen gyermek vagy a repülő utasainak élete. |      |                            |                       |                                           |                      |                      |
| 3 | 3    | „Baby”                     | Randall Zisk          | Bob Brush, Alex Taub                      | 1996. október 12.    | 2002. április 23.    |
| Gary a válása kimondása után nincs a legjobb hangulatban. Chuck próbálja jobb kedvre deríteni és együtt járják az utcákat egész éjszaka és az újságban megírt eseményeket próbálják megakadályozni. Mire hazaérnek, már ott az ajtó előtt a másnapi friss szám, a címoldalon Chuck, mint egy terhes asszony megmentője. |      |                            |                       |                                           |                      |                      |
| 4 | 4    | „The Paper”                | Michael Nankin        | Bob Brush, John Romano                    | 1996. október 19.    | 2002. április 30.    |
| Gary elkezd nyomozni az újság után a Chicago Sun-Times irodaházában és ezzel felkelti az egyik riporter, Meredith Carson figyelmét. |      |                            |                       |                                           |                      |                      |
| 5 | 5    | „Thief Swipes Mayor's Dog” | Susan Seidelman       | Bob Brush, Robert Rabinowitz, John Romano | 1996. október 26.    | 2002. május 10.      |
| Chuck folyamatosan noszogatja Garyt, hogy játsszák meg a már jó ideje halmozódó lottó nyerőszámait, ami az újságban van, de Gary nem hallgat Chuckra. Egyszer csak észreveszik az újságban, hogy valaki el akarja rabolni a polgármester kutyáját, és amikor megmentik a kutyát, rájönnek, hogy a kutya elrablását akaró ember Chuck bácsikája, akinek elütötte a kutyáját egy szemétszállító. |      |                            |                       |                                           |                      |                      |
| 6 | 6    | „Hoops”                    | Rick Rosenthal        | Bob Brush                                 | 1996. november 2.    | 2002. május 17.      |
| Chuck egyik legnagyobb szenvedélye a fogadás. Most éppen nagy nyereményt remél a főiskolás kosárlabdameccsre tett téttől. Gary azonban az újságból megtudja, hogy a győztesnek hitt csapat legjobb játékosa súlyos szívbeteg. |      |                            |                       |                                           |                      |                      |
| 7 | 7    | „After Midnight”           | Michael Toshiyuki Uno | Deborah Joy LeVine                        | 1996. november 9.    | 2002. május 24.      |
| Gary egy tízhetes csecsemő megmentésére indul, akit a Maria templom lépcsőjére akar kitenni az anyja, Samantha. Kiderül, hogy a lányt volt barátja kábítószer csempészésre kényszeríti, és a babával zsarolja. Nincs más hátra, meg kell találnia Samantha szüleit és meg kell akadályoznia egy öngyilkosságot. |      |                            |                       |                                           |                      |                      |
| 8 | 8    | „Gun”                      | Jace Alexander        | Robert Rabinowitz, Alex Taub              | 1996. november 16.   | 2002. május 31.      |
| Gary újabb tragédiát, egy kisfiú véletlen halálát készül megakadályozni. Egy fiatal, elvált családanya és két fia életébe csöppen bele. A két testvér önfeledten játszik, amikor előkerül egy töltött pisztoly. Ráadásul ott van még a féltékeny volt férj, aki komoly fenyegetést jelent a családnak. |      |                            |                       |                                           |                      |                      |
| 9 | 9    | „His Girl Thursday”        | Stephen Cragg         | Jeff Melvoin                              | 1996. november 23.   | 2002. június 7.      |
| Gary egy 11 tagú családot ment meg egy tornádótól. Miután Meredith újra megjelenik Gary életében, a nő és Chuck személyes hasznukra használják az újság információit. Chuck 15 millió dollár nyereséget termel a cégének, ami felkelti a tőzsdefelügyelet figyelmét és bennfentes kereskedés gyanúja miatt egy FBI-nyomozót küldenek Chuck nyakára. A nyomozótól csak úgy tud megszabadulni, hogy (óvatos információgyűjtés után az újságból) másnap ugyanolyan összeget elveszít. |      |                            |                       |                                           |                      |                      |
| 10 | 10   | „The Wrong Man”            | David Jones           | Bob Brush, Alex Taub                      | 1996. december 7.    | 2002. június 13.     |
| Marcia, a volt feleség felbukkan, és bejelenti, hogy újra férjhez megy. A férjjelölt Phil Pritchard ingatlanbefektető, Gary gyűlölt főnöke. Eközben Phil miatt akar az egyik volt kollégája öngyilkos lenni. Gary fallabdázás közben az ütővel véletlenül orrba veri Philt, aki azt hiszi, hogy meg akarja ölni, és folyamatosan menekül előle. Gary-nek sikerül lebeszélnie az egyik postázó kollégát, hogy ne ölje meg Philt. A másik kolléga eldönti, hogy inkább kilép a cégtől. Marcia felbontja az eljegyzését Phillel, és nem jelenik meg a tervezett esküvőjükön. |      |                            |                       |                                           |                      |                      |
| 11 | 11   | „Christmas”                | Daniel Attias         | Bob Brush                                 | 1996. december 21.   | 2002. június 20.     |
| Chuck azt javasolja Gary-nek, hogy karácsonykor menjenek el síelni. Gary azonban úgy tippeli, hogy éppen ilyenkor szükség lehet rá. Amikor rápillant az újság címoldalára, azt olvassa, hogy a jégpályán egy bombamerénylet miatt 20 ember meghalt. Nagy nehezen sikerül meggyőznie a rendőrfőnököt, hogy pár emberrel menjenek ki a helyszínre és nézzenek szét. Alapos vizsgálat után nem találnak semmit. Gary újból ránéz az újságra és a címlap nem ír robbantásról. Kis idő múlva azonban az jelenik meg rajta, hogy egy játékáruházi robbantásban 30-an meghaltak. A helyszínen a nyomozók szétszedik a játékmackókat, de megint nem találnak bombát. Azonban a merénylő hagyott egy szöveges üzenetet. A rendőrfőnököt a polgármester felfüggeszti, mert a merénylő után már több hete nyomoznak és annak eddig semmi eredménye. Közben Chuckot letartóztatják és dutyiba zárják, mert már sok esetben nem fizette be a parkolási bírságot. Chuck hajlandó lenne fizetni, de ahhoz bírói végzés kell, hogy őt elengedjék, arra pedig leghamarabb két nap múlva lesz lehetőség. A cellában már van egy mikulásnak öltözött idősebb férfi, akit egy kéménybe való bemászási kísérlet közben kaptak el. A férfi furcsa módon névről ismeri Chuck gyerekkori barátait, és azt is tudja róluk, hogy jó gyerekek voltak-e vagy rosszak. Megemlíti Chucknak, hogy neki a rénszarvasokhoz kell jutnia, akik egy parkban várják, ehhez ki kell jutnia a cellából. Az öreg rosszullétet színlel, és mire az őrmester elmegy orvosért, a két cellatárs lelép az őrmester kulcsával. A rendőrfőnök és Gary egy kocsmába mennek beszélgetni, ahol hamarosan megjelenik a merénylő is. Gary újságja most 40 áldozatról ír. Próbálnak beszélni az illetővel, hogy engedje el a túszokat, de nem hajlandó rá. Közben megérkezik a menekülő Mikulás és Chuck. A Mikulás a merénylőt is név szerint szólítja, és rábeszéli, hogy adja oda neki egy kicsit a mackót. Amikor ez megtörténik, a Mikulás a mackóval a kezében kirohan a kocsmából, majd hatalmas robbanás hallatszik. A Mikulásnak nyoma vész, és Chuck észreveszi, hogy az autókulcsa eltűnt. A rendőrségi parkolóban, ahol az elkobzott kocsikat tartják, nincs ott az autója, a helyén egy szánkó áll, a Mikulás üzenetével, hogy kölcsön vette a kocsit. |      |                            |                       |                                           |                      |                      |
| 12 | 12   | „Frostbite”                | Lee Bonner            | Alex Taub, Deborah Joy LeVine, Bob Brush  | 1997. január 11.     | 2002. június 27.     |
| Chucknál kikapcsolják a fűtést, ezért Garyhez költözik egy időre, és belakja a lakást. Chicagóban -20 fok hideg van az utcán. Gary egy hajléktalanról olvas az újságban, aki a nagy hidegben megfagyott. Keresni kezdni, de minduntalan egy fiatal fiúba ütközik, akinek többször is pénzt ad. Végül a fiú ellopja a tárcáját. Gary kidobja az újságot, de ugyanaz a speciális példány megjelenik egy önkiszolgáló tárolóban is. Ezúttal odaadja néhány hajléktalannak, hogy égessék el. Azonban az újság egy darabkája megpörkölődve visszahullik, és egy fiatal hajléktalan haláláról ír. Gary hirtelen észreveszi a fiút, aki menekül előle és egy elhagyatott, romos raktárépület alagsorában bújik el. Gary követi, végül megtalálja. Az épület annyira rossz állapotban van, hogy az ajtót eltorlaszolja a lehulló törmelék, miután Gary bement rajta. Chuck éjszaka az újságban azt olvassa, hogy egy Gary Hobson nevű férfi és egy hajléktalan fiú megfagytak egy raktár pincéjében. Chuck elvánszorog a helyszínre, ahol feltűnik a rendőrjárőrnek, akik kihívják a mentőket az átfagyott férfihoz. Gary szól nekik, hogy még van egy fiú az épületben, így őt is sikerül kimenteniük. Chuck kiköltözik Gary lakásából. |      |                            |                       |                                           |                      |                      |
| 13 | 13   | „Mob Wife”                 | Rick Rosenthal        | Dusty Kay, Norman Morrill, Alex Taub      | 1997. január 26.     | 2002. július 4.      |
| Gary legújabb megmenteni való áldozata nem más, mint Theresa Laparco, a maffiafőnök felesége. Elmennek a szállodához, ahol az újság szerint a nőt az utcán két fegyveres lelövi. A nő azonban eléggé felkészült, és már menekülésben van. Gary lakására mennek mind a hárman, majd Chuck és a nő a pályaudvarra. Két fegyveres megtalálja őket, de a nő fegyverével felkényszerítik őket egy Milwaukee-ba tartó vonatra. Közben Gary-t kihallgatja az FBI, majd a maffiafőnök is, ő azonban nem tudja, hogy a nő hol lehet. Chuck és a nő egymásba szeretnek, de a maffia megtalálja őket, és a főnök meg akar öletni mindenkit „üzleti érdekből”. A nő hiába ígéri meg, hogy visszamegy hozzá. Gary megtalálja az éttermet, ahol beszélgetnek, és egy bizalmas infóért cserében a főnök elengedi Chuckot (a főnök ugyanis hisz a személyes horoszkópban). Később Gary azt olvassa, hogy a maffiafőnök feleségét egy hídon megölték. Chuck és Gary odarohannak. A főnök kiszáll a kocsiból és a feleségével karonfogva feléjük indul, végül a nő szaladni kezd abba az irányba. Ekkor Chuck és Gary mögött egy motoros tűnik fel és velük egy irányban haladva több lövést ad le a nőre, aki a korláton átesve több emeletnyit zuhan és a folyóba esik. A temetésén Chuck megemlíti, hogy kapott egy képeslapot, amin egy pillangó volt. Az étteremben ugyanis azt mondta a főnöknek, hogy „akit szeretünk, azt el kell engednünk, hogy szabadon elszállhasson, mint a pillangó”. Egy fekete ruhás nő tűnik fel a sírnál, aki megszólalásig úgy néz ki, mint a megölt maffia feleség. |      |                            |                       |                                           |                      |                      |
| 14 | 14   | „The Wall (Part 1)”        | Michael Dinner        | Bob Brush                                 | 1997. február 1.     | 2002. július 11.     |
| Gary egy levélbomba megállításán ügyködik, amivel Harry Hawkes főszerkesztőt kis híján megölik. A titkosszolgálat embere is megjelenik (ugyanis az amerikai elnök a városba fog látogatni), aki Garyre, a „látnok”-ra gyanakszik. Emellett Gary az újságja múltja után kutat, ami egy régi, a Kennedy elleni merényletről szóló hírhez vezeti. Gary lakásába éjszaka bemászik valaki az ablakon, és az íróasztal fiókjában egy pisztolyt és az elnöki útvonal térképét helyezi el. Még aznap este hirtelen házkutatást tartanak a lakásban, de mivel csak Chuckot találják ott, így őt letartóztatják. Közben Gary a főszerkesztővel szeretne beszélni, de úgy találja az irodájában, hogy egy golyó ütötte lyuk van a homloka közepén. |      |                            |                       |                                           |                      |                      |
| 15 | 15   | „The Wall (Part 2)”        | James Quinn           | Bob Brush                                 | 1997. február 8.     | 2002. július 18.     |
| Gary a titkosszolgálat elől menekül, mert az elnök megölésére való kísérlettel vádolják. A menekülő Gary szerint egy J.T. Marley nevű titkos ügynöknél lehet a megoldás, aki a Kennedy elleni merényletnél is a helyszínen volt. Az ügynök azonban meg akarja ölni a mostani amerikai elnököt. |      |                            |                       |                                           |                      |                      |
| 16 | 16   | „Bat Masterson”            | Rick Wallace          | Bob Brush, Dusty Kay                      | 1997. február 22.    | 2002. július 25.     |
| Gary találkozik egy zárt intézetben lévő úriemberrel, Battel, aki valamikor rendőrnyomozó volt, de miután úgy gondolja, hogy a társa őmiatta halt meg, egy múltbeli bűnüldöző szerepében, Bat Masterson alteregójaként vadászik a bűnözőkre. Gary segít neki, aminek során egy kábítószercsempész bandát lekapcsolnak, és Bat is rátalál önmagára. |      |                            |                       |                                           |                      |                      |
| 17 | 17   | „The Jury”                 | Stephen Cragg         | Norman Morrill, Matt Dearborn             | 1997. március 8.     | 2002. augusztus 1.   |
| Garyt esküdtnek hívják, ahol a vádlott egy De Luca nevű ember, akit sikkasztással vádol a főnöke. Gary az egyetlen, aki ártatlannak gondolja (az újság alapján, amit azonban a törvényszolga elkoboz tőle, mert tilos használni, ezért nem tud elolvasni minden részletet), ezért megkeresi a feleségét, hogy tanúskodjon a férje mellett. A nő nem mer tanúskodni, de elmondja neki, hogy a férje főnöke sikkasztotta el a pénzt, és megfenyegette őket. Egy másik alkalmazottját az embereivel megverette, aki csak azért nem halt meg, mert Gary megmentette. Garynek őt is sikerült megtalálnia, és rábírja, hogy tanúskodjon. Végül az eredeti vádlott helyett a főnökét találják bűnösnek sikkasztás elkövetésében. |      |                            |                       |                                           |                      |                      |
| 18 | 18   | „Psychic”                  | Mel Damski            | Alexander J. Taub, Gina Wendkos           | 1997. április 12.    | 2002. augusztus 8.   |
| Gary megmenti egy jósnő, Clear életét a szén-monoxid mérgezéstől, aki az eset után társulni akar vele. Gary eleinte csalónak hiszi, de aztán kiderül, hogy a nőnek mégis vannak megérzései, például megmutatja, melyik iskolai buszon van a mérgeskígyó (egy fekete mamba), ami elszabadult az állatkertből. A nő elárulja, hogy fiatalabb korában egy Miklós nevű magyar cigányember tanította őt emberismeretre. Később Garyvel egy eltűnt csecsemőt találnak meg az elrablójával együtt, aki a korábbi dadája volt. |      |                            |                       |                                           |                      |                      |
| 19 | 19   | „The Cat”                  | Daniel Attias         | Norman Morrill                            | 1997. április 13.    | 2002. augusztus 15.  |
| A másnapi újságot elhozó macska lebetegszik, ezért Gary elviszi egy állatorvoshoz, ahol a macska barátságosan viselkedik az állatorvosnő anyjával, és mintha a betegsége is elmúlt volna. A doktornő bent tartja a macskát megfigyelésre éjszakára, de másnap reggel a macska eltűnik az állatorvosi lezárt ketrecből, és a doktornő anyjának házában tűnik fel. A nő Rómába szeretne utazni, de nemsokára bevallja Garynek, hogy súlyos beteg, és már nincs sok ideje hátra. A lánya előtt azonban titkolja az állapotát. Kiderül, hogy a nőnek majdnem negyven évvel azelőtt Rómában volt egy szerelme, aki váratlanul eltűnt és azóta sem adott hírt magáról. A nő csak az emlékei miatt szeretne odautazni. Mutat egy fényképet kettejükről Rómában, és Garynek ismerősnek tűnik a nő mellett álló férfi, rájön, hogy az egykori szedő az, Lucius Snow (akinek halála óta a macska Gary szobája előtt jelenik meg az újsággal). Gary másnap azt olvassa az újságban, hogy a nő meghal aznap, ezért odarohan és sikerül összehoznia egy őszinte beszélgetést anya és lánya között. A nő kórházba kerül és egy kicsit javul az állapota és már nem akar elutazni Rómába, az emlékei közé, hanem inkább a lánya és a két lányunoka közelében szeretné tölteni a hátralévő idejét. Az epizód elején Roger Ebert filmkritikus is megjelenik egy kameoszerepben (Ebert a Chicago Sun-Times munkatársa volt). |      |                            |                       |                                           |                      |                      |
| 20 | 20   | „Phantom at the Opera”     | Jan Eliasberg         | John J. Sakmar, Kerry Lenhart             | 1997. április 19.    | 2002. augusztus 22.  |
| Gary megmenti egy fiatal restaurátornő életét, akivel megbeszélnek egy vacsorát egy elegáns étteremben, ám az újság miatt Gary előtte elmegy, hogy megmentsen egy idősebb nőt, aki egy magas épületről le akar ugrani, mert a férje nemrég meghalt és nem tud nélküle élni. Garynek sikerül lebeszélnie erről, de a „mentés” túl sokáig tart, a fiatal nő közben befejezte a vacsorát és elment. Gary elnézést kér és újabb randit beszélnek meg, ezúttal egy lepukkant étteremben, de az is hasonlóképpen sikerül, mivel Garynek közben több ember életét kell megmentenie, bár a kocsijával Chuck is besegít neki a szállítással. Gary és Marissa sem tudja eldönteni, hogy az újság „mit akarhat”, hogy randizzanak, vagy éppen ellenkezőleg. Végül operába mennek a nővel, ahol Gary ráébred, hogy a kis nő szenvedélyesen valaki mást szeret, egy Marco nevű embert, akivel 7 éve elvesztették a kapcsolatot, de (az újság szerint) ma este az operában találkozni fognak. Gary fájó szívvel, és átlátszó ürüggyel, de elbúcsúzik a nőtől. |      |                            |                       |                                           |                      |                      |
| 21 | 21   | „Faith”                    | John Kretchmer        | Bob Brush                                 | 1997. április 27.    | 2002. augusztus 29.  |
| Gary az újságban arról olvas, hogy egy fekete autó elüt valakit az egyik hídon. A megadott időben az autó feltűnik, majd továbbmegy. Gary nem érti a dolgot, mert az újság mindig az igazat írja. A következő pillanatban feltűnik egy másik kocsi, és elüti. Gary egy kórházi ágyon tér magához. A kórházban összeismerkedik egy 11 éves kislánnyal, akinek új szívre lenne szüksége. Gary az újságban egy balesetről olvas, aminek áldozata jó donor lenne a lánynak, emiatt Gary dilemmába kerül, hogy kinek és hogyan kellene segítenie. Végül odamegy, ahol két fiatal fiú ki akar rabolni egy vegyesboltot, hogy némi pénzhez jussanak. A fiatalabb fiúnak beteg az anyja, és gyógyszerre van szüksége. A nagyobbik fiúnál viszont fegyver van, amivel rálő Garyre, de elhibázza. A kocsijához rohan, és otthagyja a másik fiút az eszméletlen Garyvel. Gary újból a kórházban találja magát, de ezúttal látomása van, őt nem látja senki, csak a műtőben fekvő kislány. Ő azt mondja, hogy hinnie kell, és hogy dobja el az újságot, amivel a jövőbe lát. Gary megteszi és ő maga ébred fel a műtőasztalon. A menekülő másik fiú balesetet okozott és meghalt, az ő szívét kapja meg a kislány, aki az átültetés nélkül meghalt volna. |      |                            |                       |                                           |                      |                      |
| 22 | 22   | „Dad”                      | Randall Zisk          | Alex Taub, Bob Brush                      | 1997. május 3.       | 2002. szeptember 9.  |
| Gary apja egy lakókocsival váratlanul a városba érkezik, mert összeveszett Gary anyjával, és az kirúgta. Miután kideríti, hogy a fia mások életének megmentésével foglalkozik az újságból vett információk segítségével, ő is mellé szegődik. Eleinte csak segédkezik, majd reggelente kikapcsolja Gary ébresztőóráját („hadd aludjon”), és ő maga indul akcióba, ami azonban nem mindig sikerül tökéletesen. Például kimenti a túszokat egy fegyveres karmaiból, de nem sokkal később az üzlethelyiség felrobban, mert a fegyveresnél levélbomba is volt, amit Gary apja nem vett észre. Mivel Gary egy korábbi mentés során egy lányos apa szemében gyanúba keveredett, ezért az elrabolja Garyt, és talán még arra is el van szánva, hogy megölje. Gary apja azonban észreveszi, hogy a fia bajban van, és utánuk megy a lakókocsival. Sikerül beszélnie a másik apával, aki megbékél a helyzettel, hogy egy 20 éves lányt nem könnyű felnevelni. Végül Gary apja is kibékült a feleségével, aki hazavárja. |      |                            |                       |                                           |                      |                      |
| 23 | 23   | „Love Is Blind”            | Michael Lange         | John J. Sakmar, Kerry Lenhart             | 1997. május 10.      | 2002. szeptember 16. |
| Gary megtudja, hogy egy egyetemi professzornőt valaki fel akar robbantani, éppen azt, akihez Marissa tanulni jár. Senki nem sérül meg, mert Gary megakadályozza, hogy megközelítsék a tanárnő szobáját, ami felrobban. Másnap azt olvassa az újságban, hogy ugyanaz a tanárnő sztrichnin-mérgezésben meghalt. Ezt is megakadályozza, de a tanárnőnek Gary lesz a leggyanúsabb. Bár megígéri neki, hogy megvizsgáltatja annak a fűszerszórónak a tartalmát, amiből a salátájára akart egy kicsit szórni. Ezalatt Marissának új udvarlója lesz, akivel együtt tanulnak több alkalommal, Marissa egyszer el is megy a férfi lakására, ahol kezdi úgy érezni, valami nem stimmel. (a nézők látják, hogy Gary és Chuck, valamint a tanárnő kinagyított fényképei vannak kiaggatva). Marissa véletlenül a könyveivel magával visz néhány fényképet, és Chuck másnap észreveszi, hogy ők vannak a képeken. Eközben a tanárnő behívatja Garyt, hogy nézzék át a korábbi bírósági ügyeit, amikben pszichológus szakértőként véleményt mondott, mert arra tippel, hogy valamelyik elítélt lehet a dolog mögött. Amikor Gary belenéz abba az aktába is, amiben azoknak az elítélteknek a fényképei vannak, akik pillanatnyilag is a büntetésüket töltik, Gary észreveszi az egyik képen Marissa udvarlóját. Ő nem elítélt volt, hanem az egyik testvére. Közben az udvarló rájön, hogy Marissa megtudott valamit, ezért Marissa menekül előle az egyetemen. A férfi nem siet elkapni, de közben egy rugóskést vesz elő. Gary odarohan a helyszínre, és sikerül lebeszélnie róla a férfit, hogy támadjon, úgyhogy az a kést a földre ejti, majd elfogják a rendőrök. |      |                            |                       |                                           |                      |                      |

### 2. évad
| # | Szám | Eredeti cím                | Rendezte       | Írta                  | Eredeti vetítés      |
| --- | ---- | -------------------------- | -------------- | --------------------- | -------------------- |
| 24 | 1    | „Home”                     | Mel Damski     | H. Wiggins            | 1997. szeptember 27. |
| Gary hotelszobája leég egy elektromos tűz miatt, ezért új lakást kell keresnie. Eközben megtudja, hogy egy Kadisan nevű pénzember cége modern lakóparkot akar csinálni egy árvaház helyén, és kedvenc kocsmájukat is le akarja rombolni. Az árva gyerekek már bankrablást akarnak elkövetni, hogy pénzt szerezzenek, és együtt tudjanak maradni, de Gary megakadályozza a rablást, és megígéri nekik, hogy beszél Kadisan úrral. A férfi azonban nem tárgyal vele, és kidobatja. Mielőtt kidobják, Gary észreveszi, hogy a férfi asztalán egy asszony és két kisgyerek fényképe látható. Kadisan mindenféle üzlettel foglalkozik, ennek kapcsán nagyobb mennyiségű készpénz van éppen az irodájában, ami szállításra vár. Kadisan két testőre úgy gondolja, hogy a pénz jól jönne nekik bónuszként, ezért kezdik elpakolni a pénzt, és Kadisant az egyikük pisztollyal sakkban tartja. Az árvaházból az egyik kislány szintén Kadisan irodájába tart, és miután megérkezik, megzavarja az emberrablókat, Kadisan megszerzi az egyikük fegyverét, közben Gary és az árvaház vezetőnője is megérkezik a kislányt keresve. A rablókat elviszik a biztonságiak. Kadisan elmegy az árvaházba hálából, hogy megakadályozták a kirablását, de a hely lerombolásáról nem akar lemondani. Azonban Gary közben kiderítette róla, hogy a fényképen Kadisan családja volt látható, akik egy repülőgép-balesetben meghaltak nyolc évvel azelőtt, Kadisan utána lett ilyen könyörtelen pénzember. A kislány azonban elmondja neki, hogy az ő szülei is ugyanazon a gépen utaztak, és felajánlja Kadisannak, hogy kölcsönadja neki a kedvenc maciját, hogy őt is segítse egy kicsit. Kadisan meggondolja magát, és visszavonja a rombolási terveket. Még a kocsma megvásárlását is visszavonja, és Gary nevére íratja. Gary felmegy a kocsma feletti, rég elhagyott, pókhálós, poros helyiségbe, és ott az egyik fiókban egy újságcikket talál egy 1948-as tűzről, amiben arról írnak, hogy a Blackstone hotel leégett. |      |                            |                |                       |                      |
| 25 | 2    | „The Medal”                | Daniel Attias  | Sean Clark            | 1997. október 4.     |
| Gary megmenti egy vietnámi háborús hős életét, aki nem örül ennek, még a kitüntetését is kidobja a szemétbe, amit a társai megmentéséért kapott. Gary érdekesnek találja, hogy sem a férfi felesége nem tud a férje kitüntetéséről, sem a fia (aki egyetemre jár, és nem tartja a kapcsolatot az apjával). Chuck elkezd úgy viselkedni, mintha ő lenne Gary éttermének a tulajdonosa; tárgyal a beszállítókkal, ahol megismerkedik egy egzotikus távol-keleti lánnyal. A háborús hős többször megpróbálja megölni magát. A néző számára világosság válik, hogy akkor régen hibát követett el, mert egy fegyvertelen, 12 éves lány meghalt miatta, amikor egy szűk alagútban tévedésből rálőtt. Ez a gyilkosság azóta is nyomasztja. A beszállítók raktárát egy zsarolókból álló csapat felgyújtja, miután a távol-keleti lányt és az apját bezárták oda. Gary az újságból értesül a gyújtogatásról, és az egykori háborús hőssel és Chuckkal még időben a helyszínre érnek, hogy kimentsék a tűzből a két embert és az elkövetőket is feltartóztassák. Úgy tűnik, az egykori háborús hős megtalálta a lelki békéjét és kibékül a családjával. |      |                            |                |                       |                      |
| 26 | 3    | „The Wedding”              | James Quinn    | Carla Kettner         | 1997. október 11.    |
| Chuck egy esküvői menüt szervez. Gary ismeri a menyasszonyt, mivel Genie a diákkori szerelme volt. Genie apja a tanúvédelmi program védelme alatt áll, mert egy veszélyes ügyben ő az egyetlen koronatanú. Gary az újságban azt olvassa, hogy az esküvő alatti lövöldözésben a menyasszonyra rálőttek és az apja meghalt. Gary próbálja őket megmenteni, de a biztonsági szolgálat emberei nem veszik őt komolyan. A vőlegény igen elfoglalt ember, egy szoftvercég elnök-vezérigazgatója. Ezért nem ér rá, hogy kimenjen Bob bácsikája elé az állomásra. Gary Chuckot bízza meg a feladattal. Közben az újságban azt olvassa, hogy Chuck meghalt egy közlekedési balesetben, így a helyszínre rohan, és az utolsó pillanatban figyelmeztetni tudja Chuckot, akinek kocsijába belerohant volna egy teherautó. Bob bácsi megkéri Chuckot, hogy álljon meg egy áruháznál, hogy esküvői ajándékot tudjon venni. Közben Gary egy elrejtett revolvert talál a templomban a lelkész fiókjában. Marissa segítségével behatolnak az egyház számítógépes nyilvántartásába, és megállapítják, hogy nincs a nyilvántartásukban a templomban látott „lelkész”. Amikor Gary ezt az infót elmondja a biztonságiaknak, kiderül, hogy a „lelkész” az FBI embere (ezért volt nála elrejtve egy fegyver). Chuckot a baleset után feltartja a rendőrség, mert a kocsijában egy pisztolyt találnak. Chuck és Gary megállapítja, hogy az csak „Bob bácsié” lehet. Ugyanakkor az újság már nem lövöldözést ír, hanem bombarobbanást, 20 halottal. Rájönnek, hogy az csak a nászajándéknak szánt csomagok között lehet, amit „Bob bácsi” szállított (akit személyesen senki nem ismer, csak a vőlegény, ő viszont nem találkozott vele). Gary felszólítására minden esküvői vendég kirohan a templomból és Gary az egyik biztonsági emberrel megtalálja a bombát, amit az illető megfog és kirohan vele az utcára, és beledobja egy szeméttárolóba, amit a kollégái kinyitottak a számára. Genie másnap már hajlana rá, hogy ne menjen feleségül a kiszemelt férfihoz, de Gary összehozza őket az étteremben. |      |                            |                |                       |                      |
| 27 | 4    | „Jenny Sloane”             | Gary Nelson    | Alex Taub             | 1997. október 18.    |
| Gary megment egy 11 éves, leukémiás fiút attól, hogy egy autóbusz csomagterében megfulladjon, ahova elbújt. A fiú, Kevin, elmenekült otthonról, mert nem akar több kemoterápiás kezelést kapni. A tévében Gary és barátai egy fiatal, szintén rákbeteg nőre figyelnek fel, akinek agydaganata van, és a tévében aktívan hirdeti a kezelések fontosságát, és erre biztat másokat is. Gary úgy gondolja, hogy ha beszélhetne a nővel, ő rábeszélhetné Kevint, hogy folytassa a kezelést. Elmegy az újsághoz, de az újságíró, Howard Banner, aki a cikksorozatot írja a nőről, nem hajlandó Garyt összehozni vele. Chucknak az az ötlete támad, hogy szmokingot kölcsönöz mindkettőjüknek, és felszolgálónak kiadva magukat belógnak a következő jótékonysági estre, ahol a fiatal nő, Jenny Sloane is jelen lesz, így Garynek van esélye rá, hogy beszéljen vele a beteg fiúról, ami sikerül is neki. Jenny megígéri, hogy másnap meglátogatja a fiút a kórházban, hogy beszéljen vele, bár az újságíró ezt nagyon ellenzi. Jenny elbeszélget Kevinnel, és sikerül meggyőznie, hogy folytassa a kezelést, ugyanakkor őt is meg akarja vizsgálni egy orvos, de az újságíró ismét közbelép, és közösen távoznak Jennyvel. A szállodai szobájukban kiderül, hogy Jenny Sloane és a betegsége csak kitaláció, amit az újságíró talált ki a drámai cikksorozat kedvéért. A nő tolvajlásért 3 hónapos büntetést kapott Washington államban, és az újságíró a buszpályaudvaron szemelte ki a feladatra, hogy híres cikkalany legyen. Pénzt is adott neki, hogy vállalja a nyilvános szerepléseket. A feszültség éleződik, amikor Gary azt olvassa másnap, hogy Jenny Sloane este 7-kor öngyilkos lett, az egyik hídon búcsúlevelet hagyott hátra. Valójában az újságíró fél, hogy lebukik a csalással, és azt akarja, hogy a lány elutazzon Hawaii-ra, ő pedig írhasson egy olyan cikket, hogy a lány meghalt. Gary megkeresi az újságírót, akinek persze gyanús, hogy Gary honnan tud előre a lány öngyilkosságáról (amiről éppen akkor írja a cikket), és miután Gary távozik tőle, megváltoztatja a híd nevét „Randolph Street Bridge”-ről „Lake street bridge”-re. Gary átrohan a másik helyszínre, ahol nem a lány jelenik meg, hanem az újságíró, és gondosan elhelyezi a híd korlátján a lány kézzel írt búcsúüzenetét. Gary követi, és egy kocsmában szembesíti az igazsággal. Howard Banner elismeri, hogy hazudott, de biztos benne, hogy senki nem hinne Garynek vagy akár a lánynak. Gary elmegy a kórházba, és megmondja Kevinnek, hogy Jenny nem fog jönni többé, és megmutatja neki a búcsúlevelet. Kevin elkeseredik, és abba akarja hagyni a kezelést. Jenny kint áll az ajtaja előtt, de nem mer bemenni. Gary észreveszi és az utcán beszélgetnek, ahol Jenny elmondja neki a történet hátterét. Gary másnap azt olvassa, hogy Howard Banner szerint „Jenny csaló” és leleplező cikket ír róla, amiben őt egy szélhámosnő átejtette. Gary beszél Jennyvel, majd ketten együtt Howard Bannerrel. Gary emlékezteti az újságírót, hogy ő maga miben hitt, és miket írt pár évvel korábban. Howard Banner a tiszteletére tartott estélyen lemond a részére adományozott díjról és elmond egy befejező történetet Jenny Sloane-ról, „akinek már nem volt sok ideje hátra, ezért hazautazott a családjához”. Egyúttal bejelenti, hogy visszavonul az újságírástól. Kevin a kórházban nézi a közvetítést, ahol Howard Banner Jenny Sloane-ról beszél, és arra biztat mindenkit, hogy ne adja fel a reményt. Jenny Sloane másnap buszra száll és elutazik. A fiúnál folytatják a kezelést, és a következő jelenetben már biciklizik egy parkban és kinőtt a haja. |      |                            |                |                       |                      |
| 28 | 5    | „Downsized”                | Mel Damski     | Nick Harding          | 1997. október 25.    |
| Gary régi munkatársa és mentora arcplasztikai műtétre készül, hogy fiatalabbnak nézzen ki a barátnője miatt. A műtét halálos kimenetelű lesz az újság szerint, ezért próbálják Chuckkal lebeszélni, ő azonban hajthatatlan, hiúsági kérdést csinál belőle, mert úgy tudja, hogy a barátnő harmincvalahány éves, ő meg 55. Gary próbál mindenkivel beszélni, elsősorban a plasztikai sebésszel, ő azonban megnyugtatja, hogy a pácienst megvizsgálták, és a műtétre alkalmas állapotban van. Gary a barátnővel is beszél, aki nem tudott róla, hogy a barátja műtétre készül. Kiderül róla, hogy neki is volt plasztikai műtétje, mert valójában 42 éves. De nem tartja szükségesnek, hogy a barátja is megműtesse magát, ezért a kórházba rohannak, ahol Chuck egy kis kavarodással próbálja késleltetni a műtét megkezdését, de nem sokkal később a biztonságiak kivezetik. Közben odaér Gary, a férfi barátnője, és a húsz év körüli egyetemista fia. A férfi megtudja, hogy a barátnője idősebb, mint ahogy ő gondolta, de neki nem kell alávetnie magát a műtétnek, mert a barátnőjének így is megfelel az arca. Amikor távoznak, kiderül, hogy egy olyan szer volt előkészítve az altatáshoz, ami számára végzetes lett volna. |      |                            |                |                       |                      |
| 29 | 6    | „Angels and Devils”        | Gary Nelson    | Sean Cholodenko       | 1997. november 1.    |
| A helyi templom kosárlabdás csapatában csupa olyan fiatal játszik, akik egyébként az utcán csellengenének. Egyikük bátyja kiszabadul a börtönből és első dolga, hogy egy pisztolyt vásároljon. Az öccsével és egy barátjukkal kirabolnak egy benzinkutast, azonban a benzinkutasnál is van fegyver és egyiküket lelövi. A fiú kómába esik, másnap kis időre magához tér és aztán meghal. A volt elítélt az öccsét akarja elvinni a következő alkalommal rabolni, de Gary azt olvassa az újságban, hogy a fiút lelövik egy rablási kísérletnél, ezért az étteremben kisegítő munkát ajánlj neki. Ez konfliktust okoz a két testvér között, de a fiatal fiú kitart a tisztességes munka mellett. A bátyját nem sokkal később elfogják a rendőrök fegyveres rablás miatt. |      |                            |                |                       |                      |
| 30 | 7    | „Redfellas”                | John Kretchmer | Carla Kettner         | 1997. november 8.    |
| Gary az újságban egy orosz nyelvű cikket talál, amit egy öreg orosz taxissal nagyjából lefordítva kiderül, hogy az orosz nagykövetségen heves tűz fog kitörni. Egy fiatal, neves orosz hegedűművésznő, Paulina Rozanova fog bemutatkozni a nagykövet és a résztvevők előtt. Gary berohan, figyelmezteti a nézőket, majd robbanásszerű tűz üt ki egy függönynél. Garynek sikerül kimentenie a nő hegedűjét a tűz közeléből, de a jobb keze kissé megég. A nő bekötözi. A nő rendkívül hálás, mivel érzelmileg sokat jelent neki a hegedű, amit még gyerekkorában az apjától kapott, ezért meghívja Garyt egy vacsorára egy étterembe. Úgy tudja, hogy az apja nem sokkal később meghalt, még Moszkvában. Egy fényképet mutat neki, amin ő látható és az apja, 15 évvel azelőtt. A nő egy jegyet ad neki a másnapi játékára a nagykövetségen. Garynek ismerős a fényképen látható férfi, mivel a taxisofőrre emlékezteti. Megkeresi a taxivállalatot, ahol azt mondják, hogy a férfi, akit keres, váratlanul elutazott (azonban a nézők látják, ahogy előjön a háttérből, amikor Gary elmegy). Aznap éjszaka az öreg taxis bemegy Gary lakásába egy zseblámpával, de Gary számíthatott rá, mert ébren és felöltözve várja. Reggelig beszélgetnek. A taxis bevallja, hogy ő Paulina Rozanova apja, de el kellett tűnnie a nyilvánosság elől, ezért úgy állította be a dolgot, mintha meghalt volna. Gary odaadja neki a koncertjegyet, hogy hallhassa a lányát hegedülni. Egy újabb orosz nyelvű cikk jelenik meg az újságban, amiből csak annyit sikerül kihámozniuk, hogy a Lincoln-parkban történni fog valami (Chuck az elmondása szerint perfektül olvas oroszul, de később bevallja, hogy 7 éves kora óta nem foglalkozott vele). A parkban Paulina edzésként fut, amikor egy alumínium hordókat szabálytalanul szállító teherautó kezd hátrafelé tolatni, éppen Paulina irányába. Az öreg taxis is a közelben ül az autójában, és gyorsan a teherautó mögé hajt, ami így megáll, és a hordók legurulnak róla, de senki nem sérül meg. Gary szembesíti a lányt az apjával, ő azonban nem akarja elhinni és elrohan. Az öreget zsarolja a főnöke (aki azt mondta Garynek, hogy a taxis elutazott), és magának akarja megszerezni a jegyet, de az öreg nem adja neki oda. Az öreg segítséget kér Garytől és Chucktól, mert tudja, hogy a lánya veszélyben van (a főnöke a nagykövetet le akarja lőni egy hangtompítós pisztollyal - ezt már a tűznél is használni akarta, de a zűrzavarban nem sikerült lőnie). Másnap Chuck csellósként belóg az alkalmi koncertre, amit az orosz nagykövetség kertjében tartanak. Paulina bejelenti, hogy mégsem fog játszani, mert már nem hisz benne. Apja váratlanul feláll a nézők közül, és arra biztatja, hogy higgyen és játsszon. Pár rövid mondattal, amiket gyerekkorában is mondott neki, oroszul biztatja. A merénylő ezt a pillanatot akarja kihasználni, előveszi a fegyverét és céloz, Chuck azonban kiabálni kezd, hogy „fegyver van nála!”. Paulina apja ráveti magát, a földre esnek mindketten, és a biztonságiak lefegyverzik a támadót. Paulina és apja hegedű duettet adnak elő Gary éttermében. |      |                            |                |                       |                      |
| 31 | 8    | „March in Time”            | Robert Ginty   | Randy Feldman         | 1997. november 15.   |
| Gary azt olvassa az újságban, hogy egy fehér felsőbbséget hirdető rasszista mozgalom vezetőjét lelőtték egy hídon, amin jelképesen át akar vonulni az embereivel, és a férfi azonnal meghalt. Gyanúsított nincs. Gary dilemmába kerül a megmentését illetően, mivel a férfi céljaival nem ért egyet. Marissa azt tanácsolja, tegye azt, amit helyesnek tart, de Gary nem tudja mi lenne helyes. A férfi elküldi a fiát faléceket vásárolni a helyi boltba, ahol a fiú összehaverkodik egy néger kisfiúval, akivel kosárlabdáznak. Azonban az apja hamarosan megjelenik és elviszi. Gary figyelmezteti a férfit, ő azonban azt hiszi, hogy csak fenyegetni akarja, ahhoz meg már hozzászokott. Megbízza két emberét, hogy „tanítsák móresre a fickót”. Azok baseball ütőkkel mennek az étterembe, és szétverik a konyhát. A vezetőjük fiát is magukkal viszik, de a fiú nem csinál semmit. Marissa kihívta a rendőröket, de Gary nem jelenti fel a támadókat, és azt mondja, hogy a fiú (aki még mindig ott van) az unokaöccse. A fiú elmondja neki, hogy a szülei külön élnek, az anyja valahol Indiana államban van. A tünteésen Gary észrevesz egy férfit, aki egy téglakerítés mögött várakozik és puska van nála. Várakozásával ellentétben nem azt a férfit találja ott, aki korábban majdnem nekiment a rasszista vezetőnek, hanem a legjobb barátját, aki szintén egy helyi éttermet vezet, és békés embernek látszott. A férfi (puskával a kezében) elmondja Garynek, hogy a rokonsága zsidó származású, apja a helyi temetőben nyugszik, és „olyanok ölték meg, mint aki itt át akar vonulni”. Gary azzal érvel, hogy a gyilkossággal csak lealacsonyítaná magát, és nem lenne jobb ember a rasszistánál. Ráadásul a felesége is ott van az átvonulás ellen tüntetők között. A rasszista vezető fia váratlanul átmegy az ellentüntetők oldalára, ahol az a néger fiú is van, akivel együtt kosárlabdáztak. Apja próbálja visszahívni, de a fiú azt mondja: „elég volt az erőszakból”. A rasszista vonuló csoport lassan felbomlik és a vezetőjüket hátrahagyva visszafelé szállingóznak az emberek. A fiú Gary éttermében gyümölcslevet iszik, amikor egy asszony jön be az ajtón, az anyja Indianából. Gary vagy a többiek bizonyára értesítették róla, hogy a fia ott van. Boldogan összeölelkeznek, majd elmennek. |      |                            |                |                       |                      |
| 32 | 9    | „A Regular Joe”            | Mel Damski     | Jeff Melvoin          | 1997. november 22.   |
| Gary belefárad az újságban olvasott dolgok megváltoztatásába. Többször azt álmodja, hogy egy pszichiáterhez jár, aki azt tanácsolja neki, hogy legalább egy szabadnapot vegyen ki, amikor nem olvassa az újságot, különben bele fog őrülni. Gary megfogadja a tanácsot, de egy sportoló miatt mégis be kell avatkoznia. A Chicago Bears hátvéde, Joe Damski súlyosan megsérül az utolsó negyedben és kómába esik. Chuck és Marissa összevesznek a McGinty étterem vezetési stílusán, ezért Chuck otthagyja őket és hazamegy. Gary meggyőzi, hogy menjenek együtt a stadionba, ahol a Damski számára végzetes amerikai futball meccs zajlik éppen. Chuck kabalafigurának öltözik, így sikerül bemenniük. Bent eljutnak az öltözőkig, mert Gary tudja, hogy a súlyos sérülés előtt 5 perccel történik egy könnyebben kiheverhető sérülés is, ami miatt Damski rövid ideig az öltözőben lesz. Ezúttal nem próbálja lebeszélni a játékról, hanem kloroformmal elkábítják, és még egy arra vetődő másik játékost is. Az ő mezüket magukra öltve Gary és Chuck bemegy a pályára játszani, ahol mindkettejüknek sikerül pontot szerezni a csapatnak, ami így megnyeri a meccset. Damski magához tér az öltözőben, de kábának érzi magát, és nem emlékszik rá, hogy az utolsó percekben játszott volna. Ezt intő jelnek veszi, és a tévé nyilvánossága előtt bejelenti a visszavonulását a profi játéktól. A felesége boldog, hogy visszakapta a férjét. |      |                            |                |                       |                      |
| 33 | 10   | „A Bris Is Just a Bris”    | Scott Paulin   | Alex Taub             | 1997. december 20.   |
| Gary olasz szakácsa szerelmes a helyi könyvtárosnőbe, ő azonban szinte észre sem veszi a férfit, és el van merülve klasszikus romantikus könyvek olvasásába. Annyira, hogy Gary többször megmenti az életét. A nő vonzódni kezd Garyhez, amikor egy lehulló kardtól menti meg, ami felnyársalta volna a nőt. Chuck egy női rabbival kezd randizni, és őszinteségi rohamai támadnak, ami a nőnek nagyon imponál. Ugyanakkor Chuck az igazmondás hátrányos következményeit tapasztalja meg. Gary arra biztatja a szakácsot, hogy vallja be az érzéseit a nőnek, ő azonban nem viszonozza azokat, ezért a szakács annyira elkeseredik, hogy vissza akar költözni Palermóba. Chuck nehéz szívvel szakít a rabbival. Gary ráébreszti a könyvtárosnőt, hogy a szakács szenvedélyesen szereti őt és az életét is feláldozná érte. A nő eljön az étterembe, és leül beszélgetni a szakáccsal. |      |                            |                |                       |                      |
| 34 | 11   | „A Minor Miracle”          | Jim Charleston | Randy Feldman         | 1998. január 10.     |
| Gary egy óvodából eltűnt gyerek után nyomoz, de egy óvatlan gyalogos miatt - akit Chuck majdnem elüt a kocsijával - későn ér a helyszínre, és a kislány már nincs ott. Az óvatlan gyalogos egy hóbortos feltalálónak bizonyul, aki valami geodéziai mérőműszert talált fel, de rájönnek, hogy a macska szívverését is érzékeli, és esetleg más élőlényeket is, például mormotákat, amik tönkreteszik a kerteket. Ezért Chuck és a feltaláló mormota-keresésbe fognak az egyik kárvallottnál. Sajnos csak egy gázvezetéket találnak meg, aminek tűz és kisebb robbanás a következménye, ezért a mormota irtást abbahagyják. Gary a kislány lehetséges útvonalát próbálja követni, ami egy esőcsatorna rácsos bejáratához vezet, de ott csak hajléktalanok szokták meghúzni magukat. Gary gyanús lesz, amiért a környéken bóklászik, a rendőrség beviszi kihallgatásra. Szerencsére jelentkezik a rendőrségen egy iskolás fiú, hogy előző nap hangokat hallott a csatornából, ami egy kislány hangja lehetett. A keresés újraindul, közben erősen esni kezd az eső, és a csatornában gyorsan emelkedik a vízszint - annyira, hogy a keresésbe bekapcsolódó csatorna karbantartók nem hajlandók kockáztatni az életüket azzal, hogy újból lemenjenek. Chuck és a feltaláló segíteni próbál, de elzavarják őket, ezért önálló keresésbe kezdenek. A feltaláló úgy gondolja, hogy megtalálta a kislányt a föld alatti csatornában, szólnak Garynek, aki vállalkozik rá, hogy lemegy a gyerekért. A gyors sodrással szemben kapaszkodva megtalálja az ötéves kislányt, akinek már csak a feje van a víz fölött. Gary a következő csatornanyílásnál kiviszi a gyereket, ahol már nagy apparátussal (rendőrség, mentők, tévériporter, a gyerek anyja) várják őket. |      |                            |                |                       |                      |
| 35 | 12   | „Romancing the Throne”     | Gary Nelson    | Carla Kettner         | 1998. január 17.     |
| Gary megpróbálja megakadályozni, hogy egy családi perpatvar elfajuljon egy szállodában. Közben egy Moréniából érkezett, protokoll látogatást végző hercegnő (aki egy fogadáson alaposan leitta magát) beszáll Gary kocsijába, ami a szálloda előtt állt meg, és elalszik a hátsó ülésen fekve. Gary nem tudva róla, hazafuvarozza, majd másnap rájön, hogy kivel van dolga, és próbálja visszaküldeni, mivel sejti, hogy a kísérői keresik a hercegnőt. Ő azonban szeretne magának egy „szabadnapot”, azaz úgy viselkedni, mint egy hétköznapi ember. Gary kénytelen magával vinni, mert meg akar menteni egy asszonyt, aki kómába esett volna, ha eltalálja egy felé száguldó jégkorong. A kísérő protokoll-főnök véletlenül kihallgatja Chuck beszélgetését arról, hogy egy hercegnő szállt meg az étteremben, ezért odamegy és megpróbál „elvegyülni”. Közben Gary vesz egy útikönyvet a hercegnőnek, aki egy csomó látványosságot szeretne megnézni. Amikor az étterem közelébe érnek Chuck észreveszi őket, így Gary rábízza, hogy a nap további részében kísérgesse a lányt. Közben azt olvassa az újságban, hogy a magasvasút kisiklott és a hercegnő is megsérült a balesetben. Gary próbálja leállítani a szerelvényt, de persze nem hallgatnak rá. Észreveszi, hogy egy költöztető teherautó közeledik az úton, amiről az újság azt írja, hogy az okozta a balesetet azzal, hogy nekiment egy tartóoszlopnak. Gary ráugrik a teherautó tetejére, majd kaszkadőrmutatványnak beillő módon előrekúszik a vezetőfülkéig és az utolsó pillanatban félrerántja a kormányt, így a teherautó egy villanyoszlopt dönt ki, a magasvasút és utasai sértetlenek maradnak. A szikrázó végű villanyvezeték egy autó ajtajával érintkezik, az utasokat ezért áramütés fenyegeti. Gary szól az autót vezető nőnek, hogy ne szálljon ki, ő azonban valamilyen balkáni nyelven beszél és nem érti Gary mit akar tőle. A hercegnő azonban odaér és szól a nőnek (a saját nyelvén), hogy ne szálljon ki a kislánnyal. Gary és Chuck egy-egy hokiütővel félrekotorják a villanyvvezetéket, így a nő és a kislány ki tudnak szállni. Az étteremben Gary és Chuck eltűnődnek rajta, hogy ennek így kellett történnie, hiszen ha a hercegnő nincs ott, akkor az autóban ülő nő és valószínűleg a kislány is áramütést kapott volna. Gary visszakíséri a hercegnőt a szállodába, ahol az másnap sajtófogadást tart, és a formális dicséretek után értékeli a chicagói emberek segítőkészségét. Az epizód tisztelgés az 1953-as Római vakáció című film előtt, aminek hasonló az alaptörténete. |      |                            |                |                       |                      |
| 36 | 13   | „Walk, Don't Run”          | Richard Heus   | Sean Clark            | 1998. január 24.     |
| Gary megmenti egy kislány életét az állatkertben. A városi képviselők szerint egy ilyen szimpatikus képviselőre lenne szükségük, ezért Garyt megválasztják képviselőnek. Egy veszélyes kereszteződésben ugyancsak megmenti egy kislány életét, akit elütött volna egy arra száguldó teherautó. Gary elhatározza, hogy képviselőként kiharcolja, hogy a veszélyes kereszteződéshez jelzőlámpát tegyenek. A városi tanács elnöke viszont azt szeretné, ha előbb egy irodaház felépítésére adnának engedélyt. Gary elmegy a helyszínre, ahol a helyi lakosok tiltakoznak a meglévő lakóépületek és üzletek lerombolása ellen. Gary az irodaház építése ellen szavaz, így viszont a közlekedési lámpa ügyét elnapolják. Az éttermüket mondvacsinált ürüggyel bezáratja egy egészségügyi ellenőr. Gary egy újságírónő segítségét kéri, hogy megtudja, a képviselők közül kik támogatnák a jelzőlámpa megépítését. Az építési vállalkozó (akinek a teherautói időspórolás miatt száguldoznak) veszélyes szituációba kerül, amikor egyik embere hegesztés közben véletlenül felgyújt egy gázpalackot. Gary kimenti a két megsérült embert, mielőtt a gázpalack felrobban. Gary késve érkezik a képviselőtestület ülésére, de elmondja az érveit a lámpa létesítése mellett, amit a vállalkozó saját zsebből valósítana meg. A javaslatot elfogadják, ezek után Gary lemond a képviselőségről. |      |                            |                |                       |                      |
| 37 | 14   | „The Return of Crumb”      | Gary Nelson    | Randy Feldman         | 1998. január 31.     |
| A kerületi ügyész, Davies a karrierje érdekében a Crumb nevű nyomozót ártatlanul vádolja meg korrupcióval. Gary kénytelen közbeavatkozni, mivel drogkereskedőkkel való üzletelés közben Crumbot lelőnék. A kerületi ügyész emberei terhelő bizonyítékokat helyeznek el Crumb kocsijának csomagtartójában, így a nyomozót felfüggesztik. Mivel amúgy is csak három hete van hátra a nyugdíjazásáig, Crumb kissé besegít a McGuinty étteremben, mint bárpultos. Crumb társa, Moreno valóban „sáros”, mivel több esetben pénz tűnt el olyan rendőrségi akciók után, amikben részt vett. Ezúttal a fia egyetemi tanulmányainak megkezdése forog kockán; a drogkereskedőkkel való üzletelés során használt pénzből 20.000 dollár hiányzik, ezzel Davies zsarolni tudja, hogy valljon Crumb ellen. Amikor Moreno azt mondja az ügyésznek, hogy nem fog terhelő vallomást tenni Crumb ellen, Davies ki akarja végeztetni az embereivel, akiknél ott van Crumb pisztolya. Gary azonban közbelép, Crumb legnagyobb sajnálatára. Gary felajánlja Crumbnak, hogy dolgozzon bárpultosként az étteremben, amit Crumb fontolóra vesz. (bár azt hangoztatja, hogy szeretne egy bárt nyitni „valahol a szigeteken”). |      |                            |                |                       |                      |
| 38 | 15   | „Mum's the Word”           | John Patterson | Robert Masello        | 1998. április 4.     |
| Egy Anubisz-kiállítás megnyitója előtti bemutatón Gary megakadályoz egy balesetet, amiben a vezető régész meghalt volna egy leszakadó tárgy alatt. Talán nem is volt baleset, mivel Gary észrevesz egy gyanúsan viselkedő férfit, akiről később kiderül, hogy ő is régész, és szerinte őt illeti meg a leletek megtalálásának dicsősége. Nem sokkal később a férfi kilopja egy macska múmia szemüregébe illesztett drágaköveket és átadja a szintén egyiptomi megbízójának, aki üzletembernek mondja magát, és aki elkezd Marissának udvarolni. A tolvajon és megbízóján egy rejtélyes betegség miatt kiütések jelennek meg, mindketten kórházba kerülnek, és nem sokkal később Marissa is. Közben Gary egy egyiptológus hallgatónő segítségével egy totemet vizsgálnak, aminek feliratából kiderül, hogy átok fogja sújtani azt, aki ellopja valamelyik tárgyat. Marissa az üzletembertől ajándékba kapja a macska múmia szeméből kiszedett drágaköveket, de azt mondja róla, hogy az anyja fülbevalója volt. Az egyiptológusnő azonban megállapítja, hogy azok a macska szemébe voltak illesztve, és mivel el lettek onnan távolítva, életbe lépett az „átok”. Ezért megpróbálják visszailleszteni a helyére, de a két egyiptomi is megérkezik, az üzletember fegyvert fog rájuk így kénytelenek odaadni neki a drágaköveket. A férfiak menekülésbe kezdenek, majd hirtelen elhallgatnak és a drágakövek a földre esnek. Így Gary és az egyiptológusnő visszarakják a köveket. Még éppen időben, mert Marissát már többször újra kellett éleszteni a kórházban. A kövek visszarakása után azonban már jobban érzi magát és a láza is hirtelen lemegy. Az orvosok arra tippelnek, hogy talán himlő lehetett. A kiállítást átnevezik Básztetre, és a macska múmia kerül a fő helyre. |      |                            |                |                       |                      |
| 39 | 16   | „Where or When”            | David Crossman | Shannon Dobson        | 1998. április 11.    |
| Gary megment egy kilencéves kislányt egy építési terület állványán. Azonban vakító fényt lát, és benne egy nőt. Annyira meglepődik, hogy leesik és mindkét lába eltörik, így átmenetileg kerekesszékbe kényszerül. Mivel a szobáját nem tudja elhagyni, a szemközti ház lakóit kezdi figyelni. Van köztük stewardess (aki gyakran tornázik), majd felfigyel egy öregúrra, aki először a feleségével veszekszik, majd bemegy annak a fiatal nőnek a lakásába, aki pár napja jelentkezett az étterembe pincérnőnek. Majd az öregúr egy fiatal férfi lakásában tűnik fel, akinek egy pisztollyal magyaráz valamit, aztán egy zacskóban mintha pénzt adott volna. Gary értesíti Crumbot, hogy gyilkosság van készülőben (mivel az újság ezt írja, és a cikkben a pincérnő fényképe látható). Crumb megérkezik, és rajta üt a két férfin, nemsokára azonban átjönnek mind a hárman Garyhez. Az öregúr a háziúr és a pincérnő lakásában a fűtést ellenőrizte, a fiatal férfi pedig krimiíró, akinek a készülő könyvéhez adott ötleteket. Az újságcikk makacsul nem változik meg, míg Chuck rájön, hogy 1944-es dátum van rajta, azaz közel 50 évvel korábbi. Kiderül, hogy akkor valóban megöltek egy nőt a McGuinty-ben, és a tettest nem találták meg. Rájönnek, hogy az áldozat a mostani pincérnőjük nagyanyja lehetett, ezért a hasonlóság a fényképpel. A másnapi, aktuális dátumú újság megint csak egy pincérnő haláláról ír, akit lelőttek. Gary átküldi Chuckot a nő lakásához, azonban Chuckot leüti valaki, megkötözi, és egy raktárban elhelyezi. Gary felhívja az öregúr telefonszámát és beszél vele, az öregúr észreveszi az ablakból és átjön hozzá. Elmondja Garynek, hogy ismerte az áldozatot, akit közel 50 éve lelőttek, és tudja is, hogy ki a tettes. Ugyanis ő és az akkori pincérnő szerették egymást, de a férfi nős volt, és a felesége rájött, hogy van valakije. Egyik este magához vette a férfi pisztolyát, és a McGuinty-ben lelőtte a nőt, aki azonnal meghalt. A férfi sejti, hogy a felesége most a pincérnőt akarja megölni, akit ugyanolyan romlott erkölcsűnek tart, mint a férje volt szeretőjét. Ezért átsiet a nő lakásába, ahol a felesége, Norma már sakkban tartja a nőt egy pisztollyal. Az öregúr közelebb lép és ő kapja a lövést (de nem hal meg). Crumb megérkezik a helyszínre és lefegyverzi az idős nőt. A pincérnő elköszön és visszautazik vidéki otthonába. |      |                            |                |                       |                      |
| 40 | 17   | „The Fourth Carpathian”    | Gary Nelson    | Alex Taub             | 1998. április 18.    |
| Gary egy majmot akar megmenteni, ami miatt egy elhagyott színházban reked. Ez alatt a vidéken élő szülei kapják meg az újságot, akik eljönnek, hogy megkeressék. Apja előzetes letartóztatásba kerül egy férfi megmentése után, aki egy tetőről le akart ugrani. Gary holmiját egy külföldi, négytagú légtornász csapat egyik tagja megtalálja, és vásárolni kezd a hitelkártyájával, hogy a szegény faluja tagjain segíteni tudjon. Ez alapján Crumb is bekapcsolódik a keresésbe, és a légtornász mutatványban is szerepet kap, hogy Garyt megmentsék életveszélyes helyzetéből. |      |                            |                |                       |                      |
| 41 | 18   | „The Quality of Mercy”     | Fisher Stevens | David T. Levinson     | 1998. április 25.    |
| Gary megmenti egy férfi életét, akit egy teherautó elgázolt volna, de akiről kiderül, hogy az államügyész megölését tervezi, mert úgy gondolja, hogy tíz évvel ezelőtt őmiatta került börtönbe. Gary hiába figyelmezteti az államügyésznőt, az nem hisz neki. A fegyveres elmegy a nő házához, de előtte még leüti Chuckot és elveszi a kocsiját. Chuck kómába esik. A fegyveres behatol a házba, ahol túszul ejti a nőt és az időközben odaérkező Garyt. A rendőrség próbál egyezkedni a férfival, de valójában csak az időt húzzák, és azt tervezik, hogy mesterlövészekkel lelövetik. Garynek sikerül rábeszélnie a férfit, hogy ők ketten menjenek el a nő kocsijával, a nőt pedig engedje szabadon, amit a férfi meg is tesz. Rövid autózás után a férfi kiszállítja Garyt, és úgy tűnik, hogy el akarja engedni. Gary észrevesz két fiút a vasúti sineknél és egyiküknek beszorult a lába a váltónál. Gary próbálja kiszabadítani a fiú lábát, de nem sikerül neki. A fegyveres férfi visszajön és egy feszítővassal elmozdítja a váltót, így a fiú lába kiszabadul. Éppen akkor ér oda egy vonat, és halálra gázolja a férfit. Chuck magához tér a kórházban. |      |                            |                |                       |                      |
| 42 | 19   | „Show Me the Monet”        | Mel Damski     | Nick Harding          | 1998. május 2.       |
| Gary megment egy idős nőt a gázrobbanástól, pontosabban infót ad egy férfinak, aki hegymászó felszereléssel kimászik az emeleti ablakon és kimenti a hölgyet. Később ez a férfi veszélybe kerül, mert valaki el akarja gázolni a járdán, és többször rálő egy pisztollyal. Garynek beadja azt a mesét, hogy ő egy nemzetközi kém, ezért ilyen veszélyes az élete. Amikor kiderül, hogy a tárcája és az iratai elvesztek, Gary magukhoz hívja lakni egy átmeneti időre. Hálából a férfi az étteremben egy falfestményt készít egyetlen éjszaka alatt, ami megszólalásig úgy néz ki, mint Michelangelo: Ádám teremtése című falfestménye (aminek eredetije a Sixtus-kápolnában található). A támadó még többször feltűnik, és a férfiról lassan kiderül, hogy valódi foglalkozása az, hogy értékes festményeket tud lemásolni, amikről csak néhány szakértő tudja megállapítani, hogy nem eredetiek. A támadó pedig valamikor a társa volt, és miatta évekig börtönben ült, ezért akarja megölni. Bonyolítja a helyzetet, hogy évekkel ezelőtt a másoló és a chicagói Szépművészeti Múzeumban dolgozó festmény-szakértő nő egymásba szerettek, de a másolónak menekülnie kellett, pedig megígérte, hogy visszavisz a múzeumba egy eredeti festményt, amit korábban kilopott onnan. A nő így azt hitte, hogy becsapta őt. A másoló nem adhatja át nyíltan az eredeti Van Gogh képet, hiszen akkor a nő lebukna, hogy fedezte egy hamisítvány elhelyezését. Ezért a másoló azt találja ki, hogy „visszalopja” az eredetit a múzeumba. Ehhez előbb el kell lopnia egy gyűjtőtől, amiben Gary és Chuck is segítenek a „helyismeretükkel” (fel vannak készülve egy őrkutyára, aminek altatót visznek, és arról is tudnak, hogy a képet infravörös riasztó védi). A visszacsempészést profi módon megszervezik, amiben Marissa azt a szerepet játssza, hogy mivel vak, ezért eltévesztette a kijáratot, ami miatt megszólalt a riasztó. A másoló és Gary rendőrnek öltözve bevonulnak a helyszínre a riasztás miatt, és beviszik a képet. Azonban megjelenik az egykori társ, ezúttal is fegyverrel és az eredeti festmény átadását követeli. Gary odaadja neki, mivel azt olvasta az újságban, hogy a rablót elfogták az eredeti képpel. |      |                            |                |                       |                      |
| 43 | 20   | „Don't Walk Away, Renee”   | Gary Nelson    | Sean Clark, Alex Taub | 1998. május 9.       |
| Garyhez váratlanul beállítanak a szülei a születésnapja alkalmából. Az anyja próbálja összehozni a barátnője lányával, Renee-vel, akivel ugyanabba a középiskolába jártak, de Gary hallani sem akar róla, hogy randit szervezzenek neki. Gary a parkban megment egy fiatal nőt attól, hogy kirabolják, és amikor kiderül, hogy a nő neve Renee Callahan, Gary azt gondolja, hogy ez is csak egy megszervezett találkozó volt, ezért otthagyja a nőt. A nő matematikai alapkutatással foglalkozik évek óta, és a kutatási eredményeit egyetlen CD-n tárolja. Gyanítja, hogy az eredményeit valakik el akarják tulajdonítani tőle, ezért elrejti a CD-t a munkahelyi konyha mennyezeténél. Ballonkabátos „nyomozók” jelennek meg, és be akarják kísérni, a nő azonban rájön, hogy azok álrendőrök, mert egyikük éppen olyan fülbevalót visel, mint a parkban lévő egyik támadója. Gary odaér, az álrendőrök összebilincselik őket, a nő támadásba lendül, és harcképtelenné teszi őket. Garyvel együtt menekülnek, és próbálnak egy vágószerszámot vásárolni, de a bankkártyáját már letiltották, így gyorsan menekülniük kell. Gary étterméhez mennek, és éjszaka ott alszanak (összebilincselt kézzel). Közben Renee megbízza Gary apját, hogy karbantartónak öltözve menjen el a lemezért és hozza el, amit az meg is tesz. Renee felhívja telefonon Washingtonban azt az embert, aki a kutatási összekötője a mezőgazdasági minisztérium felé. A férfi egy kézbesítőt küld a helyszínre, akiről kiderül, hogy fegyveres támadó, ezért megkötözik (később elszabadul). A bilincset sikerül Gary apjának szétfűrészelnie. Közben Renee bevallja, hogy valójában jövőkutatással foglalkozik, ami a mezőgazdaság számára nagyon fontos, mert előre fel tudnak készülni egy aszályos időszakra például. Renee úgy gondolja, hogy veszélybe sodorja a vendéglátóit, hiszen a támadói ismerik Gary nevét és címét, ezért otthagyja őket. Gary azonban később megtalálja, mert a lány elmondta neki, hogy szeret könyvtárba járni. Aznap este ott alszanak. Másnap Gary szüleit az utcán elrabolják egy autóval. Renee telefonhívást kap, hogy adja át a lemezt Gary szüleiért cserébe. Gary aznap estére egy elhagyott raktár épületét javasolja a cserére (mert megtudja az újságból, hogy este 8:12-kor robbanás fog történni, amiben többen megsérülnek). A csere rendben lezajlik, ellenőrzik a CD valódiságát, majd a robbanás következik, és megérkezik Gary apjának lakókocsija is, amit Chuck vezet. Azonban nem tudnak elmenekülni, mert megjelenik az FBI. Egy limuzinból egy tábornok száll ki, és azt mondja Renee-nek, hogy a kutatását valójában a Pentagon finanszírozta, ezért őket illeti a lemez. Renee átadja a CD-t, így elengedik őket. (a tábornok nem ellenőrzi a lemezt). A sörözőben Gary apja az egyik ritka CD-jét keresi. Renee bevallja Garynek, hogy egy másik CD-t adott oda a tábornoknak, a valódi CD-t pedig kézzel ott helyben összeroppantja. Még megbeszélnek egy vacsorát és egy mozit. Renee a kocsiban érdeklődik Gary megérzéseiről, így ő kis gondolkozás után elmondja, hogy minden reggel megkapja az újságot, amit egy macska hoz, és az újságban a következő nap hírei vannak. A lány elgondolkodva ránéz és egy szót sem hisz belőle. |      |                            |                |                       |                      |
| 44 | 21   | „Hot Time in the Old Town” | Gary Nelson    | Carla Kettner         | 1998. május 16.      |
| Gary egy felhőkarcoló bővítésekor annak összeomlását próbálja megakadályozni, ám eszméletét veszti és az 1871-es Chicagóban találja magát, ahol majdnem az egész városra kiterjedő tűzvész kitörését kell megakadályoznia. Az ottani szereplők között van Marissa és Chuck ükapja is. |      |                            |                |                       |                      |
| 45 | 22   | „Second Sight”             | Daniel Attias  | H. Wiggins            | 1998. május 23.      |
| Marissa egy elmosódott, de világos színű látomást lát maga előtt pár másodpercig, miközben a tó partján egy padon üldögél. A szemorvosa azt mondja, nem lát változást a látásával kapcsolatban (nem hiszi el, amit Marissa állít). Marissa lerajzolja, amit látott: egy nagy „R” betűt, és vele egybeírva annak tükörképét. Gary ezt azzal intézi el, hogy nincs ilyen betű. Gary kihoz pár könyvet a könyvtárból, hogy olyan eseteket keressen, amikor vak ember rövid időre visszanyerte a látását, de nem talál ilyet. Chuck elkíséri Garyt a szokásos reggeli „megmentő” sétájára, amiben egy pénzszállító autó fog felborulni, amikor Gary észreveszi azt a fiatal nőt, akit már többször látott az utcán, de mindig eltűnt előle. Chuck biztatja, hogy fusson utána, de Gary hiába rohan a sarokig, elveszíti a nő nyomát. Közben a pénzszállító felborul (később Chuck bevallja, hogy ő integetett a sofőrnek), és egy több millió értékű, használt papírpénz repül a levegőbe, amit megsemmisítés miatt szállítottak. A járőkelők boldogan szedegetik a talált pénzt. Chuck magához vesz 10.000 dollárt, mert éppen annyira van szüksége egy kétes befektetéshez, ami állítólag 8x-os hasznot fog hozni. (először Garytől kért pénzt, de ő kereken megtagadta). Amikor elviszi a pénzt a megbeszélt helyre, a „Buena Vista” raktárába, egy nagydarab férfit lát távozni, aki nem szól egy szót sem. Chuck holtan találja a leendő üzletfelét, így elsiet a helyszínről. Az újság azt írja, hogy a férfi holttestét a tóban találták meg. Chuck retteg, hogy a maffia eljön érte és megölik, mert látta a gyilkost, és tudja, hogy hol történt a gyilkosság, ezért egy darabig nem mer kimenni az utcára, majd Crumb rábeszéli, hogy vegyen fel ál-bajuszt és kalapot, menjenek a rendőrségre, és jelentkezzen tanúnak. Chuck azonban útközben meggondolja magát, de előbb még - annak reményében, hogy egy jócselekedettel egyensúlyba hozhatja a karmáját - átsegít egy idős hajléktalan hölgyet az utcán, aki egy bevásárlókocsiban szállítja a kacatjait. Marissa egy nyakláncot ad Chucknak, ami egy szentet ábrázol, aki a reménytelen helyzetben lévő embereken segít. Másnap Chuckot elrabolja valaki, és egy hajóra viszi, ahol megbilincseli. Gary bejelenti Chuck eltűnését a rendőrségen, ahol a szokásos szöveggel lerázzák („csak jól érzi magát valahol, és biztos előkerül” - a 48 órás határidőig nem kezdik keresni). Crumb megkeresi a rendőrségen a kapcsolatait, ahol a „Buena Vista” cégnek elég hosszú bűnlajstroma van, de nincsen bizonyíték rá, hogy Chuckot ők rabolták volna el, illetve hogy közük lenne a gyilkossághoz. Azonban a cég neve alapján Gary és Crumb megtalál egy hajót a kikötőben, amire este feljutnak mint biztonsági ellenőrök. Azonban az ott lévő nagy darab ember észreveszi Crumb pisztolyát, ezután lefegyverzi és mindkettejüket megkötözi Chuck mellé (akin bilincs van). A Chuck nyakában lévő nyaklánccal sikerül kinyitniuk a bilincset és feljutnak a fedélzetre, de ott nem találnak senkit és a hajó üzemanyaga is elfogyott. Csak egy időzített bomba van a hajón. Marissa elmegy ugyanahhoz padhoz, ahol a látomása volt és - mivel sem Gary, sem a többiek nem jelentkeztek telefonon - viszi magával az újságot, amiben a friss (aznapi) hírek vannak, és imádkozik istenhez, hogy elolvashassa a címoldalt. De nem történik csoda. Azonban az a fiatal hölgy tűnik fel, akit Gary többször látott, és felajánlja a segítségét Marissának, aki azt kéri tőle, hogy olvassa fel a főbb híreket. Ebből megtudják, hogy egy hajó felrobbant és a közelében három férfi holttestét találták. Marissa meggyőzi a kikötői hatóságokat (ezt nem mutatják), hogy menjenek ki egy mentőhajóval és sikerül életben találniuk a három férfit (Gary, Chuck és Crumb), majd a hajó felrobban. Chuck 100.000 dollárt és egy Bibliát kap egy ügyvéden keresztül attól a hölgytől, akit átsegített az úttesten és aki valójában dúsgazdag, csak így keres olyan embereket, akik másokon önzetlenül segítenek. Chuck megfogadta a hajón, hogy megváltozik, ha onnan kiszabadul, és ezt be is tartja, másnap elindul Los Angelesbe, hogy ott filmes vállalkozásba kezdjen. |      |                            |                |                       |                      |

### 3. évad
| # | Szám | Eredeti cím                | Rendezte       | Írta                        | Eredeti vetítés      |
| --- | ---- | -------------------------- | -------------- | --------------------------- | -------------------- |
| 46 | 1    | „Blackout”                 | Gary Nelson    | Star Frohman                | 1998. szeptember 26. |
| Gary azt olvassa, hogy villámcsapás miatt, ami a villanytelepet éri, több órás áramszünet lesz Chicagóban, amit este káosz és erőszak fog követni. Először egy kisebb irodai tüzet hárít el (amiben három ember meghalt volna), majd azt latolgatja, hogy milyen sorrendben mentse meg az embereket. A magasvasúton valaki rosszul lesz, mert elfelejtette bevenni a gyógyszerét, de Gary megtalálja a férfit, és odaadja neki a gyógyszert. Az étterem frissen felvett csaposát megbízza, hogy menjen ki egy bizonyos útkereszteződéshez és irányítsa a forgalmat, különben az autók egymásba mennének, és a tűzoltók sem tudnának odajutni. Egy kórházban műtét közben megy el az áram, és a beteg bizonyára meghalna a műtőasztalon, mert a dízelgenerátorból kifogyott az üzemanyag és ezért nem működik a tartalék világítás. Gary egy tartálykocsit oda irányít, így folytatni tudják a műtétet. Egy elhagyott, emeletes ház liftjében két graffitiző fiú a teherliftben ragad. Mivel ez nem sürgős eset, ezért Gary későbbre hagyja, amíg más esettel foglalkozik. Marissa azonban úgy gondolja, hogy mivel a hely közel van, ezért ezt ő is el tudja intézni. A két fiút sikerül kiszabadítania, akik hálátlan módon otthagyják, pedig látják rajta, hogy vak. Marissa a törmelékekben elesik és majdnem lezuhan több emelet mélységbe. A legkomolyabb konfliktus helyszíne egy kínai boltos üzlete, akivel szemben a szomszédban lakó más boltosok egy ideje ellenségesen viselkednek, és mivel a kínai be akarja zárni a boltját éjszakára, megtámadják, és az összecsapásban két ember meghal (ezt írja az újság). Gary mindkét féllel beszél, és próbálja összebékíteni őket, de hirtelen azt olvassa az újságban, hogy egy elhagyott házban a McGinty étteremben dolgozó nő lezuhant és meghalt (a cikkben Marissa fényképe van). Ezért Gary odamegy és kimenti Marissát, akinek az egyik lába megsérült, ezért Gary hazacipeli, majd visszamegy a kínai boltos üzlete elé, ahol már dühös tömeget talál, akik kövekkel és baseball ütőkkel vannak felszerelkezve, letépik a boltról a biztonsági rácsot és betörik a kirakatot. A boltos lánya odaérkezik a gyerekeivel, akiket Gary gondjaira bíz, ő pedig beküldi őket a közeli templomba. A gyerekek felmennek a legfelső szintre, hogy onnan nézhessék, mi történik lent. A kisfiú kicsúszik az ablakból, és szánkázik lefelé a meredek tetőn, majd a nadrágja kantárszárán fennakad és a mélység felett himbálózik. Gyorsan kerítenek egy hosszú létrát, amin a legnagyobb hangadó felmegy, de nem éri el a gyereket, mivel túl magasan van. Ezért Gary is felmegy és elkapja a fiúcskát, akit már nem tartott meg tovább a nadrágja. A szerencsés megmenekülés után a kínai boltos békejobbot nyújt az unokája megmentőjének, amit az kis gondolkodás után elfogad. Ez után az üzlet előtt spontán népünnepély alakul ki, mivel a boltban lévő (a még mindig fennálló áramszünet miatt), leolvadó hűtőkből el kell fogyasztani a benne lévő húsokat és a söröket is. |      |                            |                |                             |                      |
| 47 | 2    | „Collision”                | Randy Zisk     | Alex Taub                   | 1998. október 2.     |
| Gary elkap egy hídról leeső, vörös hajú kisfiút (aki különben vízbe fulladt volna). A fiúval később is találkozik az utcán, amikor ellop egy utcai árustól egy pár hotdogot. A fiú az iskolájába menekül, ahol az igazgató szigorúan felelősségre vonja, és felhívja a fiú anyukáját is, hogy beszéljen vele. A fiú közben bevallja Garynek, más fiúk kényszerítették, hogy kimásszon a híd peremére, ahonnan leesett, és ugyanezek a fiúk elveszik a zsebpénzét, ezért nem tud ételt venni magának. Az étteremben egy csinos, értelmes szőke nő jelentkezik boltvezetőnek, de Gary nem veszi fel (kiderül, hogy az álláshirdetést Marissa adta fel, mivel Chuck már nem dolgozik náluk, és Marissa egyedül nem tud mindennel foglalkozni - Garyre nem nagyon lehet számítani, mert soha nincs ott). Az újság azt írja, hogy súlyos baleset történik az autópályán, négy autó kigyullad és 14 ember meghal. Gary szinte sorozatban keresi meg az áldozatokat, mivel az újság megírja az illető nevét és hogy hol dolgozott. Van köztük túlmunkában dolgoztatott, fáradt eladó (elalszik a volánnál), szabó, aki a terhes feleségéhez siet a kórházba (Gary taxit hív neki, hogy inkább azzal menjen), ügyvéd, aki ott felejti a táskáját valahol, ezért vissza kell mennie érte, stb. Az áldozatok létszáma ilyenkor általában csökken, de néha növekszik (az újságban a nevek mindig változnak!). Marissa azt az ötletet adja Garynek, nézze meg, mi az, ami nem változik a cikkben - kiderül, hogy egy kiégett autó fényképe, aminek a megrongálódott rendszámtábláján a „HOT” betűket lehet kiolvasni. Az éttermi csapos ismer valakit a belügyben, akit bizalmasan megkér, keressen rá a környékbeli ilyen rendszámokra, és egy körülbelül 400 autót tartalmazó listát kapnak. Közben a kisfiú elkeseredésében, hogy az anyukájának folyton bajt okoz, elszökik otthonról. Az anyja mindenfelé keresi, Garytől is kéri, hogy segítsen, de ő éppen akkor megy ellenőrizni a rendszámot a csapossal. Gary azt olvassa, hogy egy kisfiú vízbe fulladt (a fényképen a fiú látható). Mivel a cikkben megvan a helyszín, Gary megígéri az anyának, hogy elviszi oda (a nőnek nincs kocsija). Gary megállít egy BMW-t, kiszállítja a sofőrt, és gyakorlatilag ellopja az autóját. A műszerfalon az „olajszint alacsony” lámpa világít, majd a motorház füstölögni kezd. Közben az autó tulajdonosa bejelentette az autó ellopását, és egy rendőrautó Garyék nyomába ered, amikor éppen elhaladnak mellette. Közben a fiú egy ipari hídon megy keresztül (ahol több tábla jelzi, hogy belépni tilos). A hídon lévő egyik akadálynál a fiú lecsúszik, és éppen csak meg tud kapaszkodni. Gary időben ér oda, és miközben a rendőrök megfogják a lábát, nehogy ő is leessen, fel tudja húzni a fiút. Az ellopott autó tulaja igen dühös, mert egy fontos tárgyalásra kellett volna mennie. A füstölgő autó motorja egyszer csak robbanás kíséretében kigyullad. Gary a rendszámtábláján ezt olvassa: „Bigshot” (=nagykutya, fejes). Azaz, ez a kocsi okozta volna az országúti balesetet. Az újságból ezután eltűnik a balesetről és az áldozatokról szóló hír. |      |                            |                |                             |                      |
| 47 | 3    | „A Horse Is a Horse”       | Lee Bonner     | Carla Kettner               | 1998. október 10.    |
| Az új üzletvezetőnő kisfiát, Henryt nagyon érdekli Gary titokzatos tevékenysége, ezért utána lopózik az utcán és több alkalommal meglesi, amint megmagyarázhatatlan dolgokat tesz, hogy megmentsen más embereket. Henry felfedezi az újságot, és a sporteredmények ismeretével dicsekszik az iskolában, ahol ezzel új barátokra tesz szert. Váratlanul megjelenik Henry apja és elviszi a fiát a lóversenypályára, mivel szenvedélyes játékos. Henry az újságban olvasott tippek alapján nyeréshez segíti az apját. Gary rájön, hogy Henry belenézett az újságba, ezért arra kéri, hogy többet ne tegyen ilyet, mert veszélyes lehet. Henry apja újból igényt tart a fia jelenlétére (akinek iskolában kellene lennie) a lóversenyeknél, mert sok ezer dollárral tartozik valakinek, aki követeli a kölcsönkapott pénz visszafizetését. Henry azonban már nem néz bele az újságba, ezért nem tud apjának nyerő tippeket adni, csak találgat, amik nem jönnek be. Gary azt olvassa az újságban, hogy a lóversenypályán verseny közben valakit halálra tapostak a lovak (a képen Henry apjának képe látható). Henry anyját felhívják az iskolából, hogy a fia nem ment be, ezért az anyja is a lóversenypályára rohan. Gary megmenti a férfit, aki fejvesztve menekül a hitelezői elől, és a lovak halálra taposták volna. Gary előbb pénzt ajánl a hitelezőknek, majd (mivel 2000 dollár nem elég nekik), biztos tippet ad a következő futamra, így azok elengedik a férfit. Gary azt javasolja neki, hogy hagyja abba a fogadásokat és foglalkozzon többet a fiával. |      |                            |                |                             |                      |
| 49 | 4    | „Lt. Hobson, U.S.N.”       | Mel Damski     | Sean Clark                  | 1998. október 17.    |
| Gary megakadályozza, hogy egy robbanásban 20 katona meghaljon. Ehhez hadnagyi egyenruhát kell felvennie. A helyőrség parancsnoka, egy tábornagy azt kéri, hogy legyen a partnere a lányának egy bálon. Gary azonban látja, hogy a lány már szeret egy katonát. Henry ír a külügyminisztérium honlapjára, hogy egy kényes diplomáciai tárgyaláson - két ellenséges ország között - milyen alakú asztalt kellene választaniuk, hogy azt mindkét fél elfogadja. Majd a virághoz is tanácsot ad, mivel azt az egyik tárgyaló fél nem kedveli. Végül a külügy a McGinty étteremben szervezi meg a kényes diplomáciai találkozót. Gary katonai fogdába kerül, és ha nehezen is, de sikerül elolvasnia az újságban, hogy az éttermét rakétatalálat fogja érni, amiben 20 ember meghal. Ezért parancsot ad a cellatársának, hogy szöktesse meg, amit az végre is hajt a barátnője segítségével. Sikerül megakadályozniuk a merényletet, ezért a tábornagy engedékenyebbnek mutatkozik a lánya udvarlója felé (aki aktívan részt vett az akcióban). |      |                            |                |                             |                      |
| 50 | 5    | „Saint Nick”               | Jim Quinn      | Jeff Melvoin                | 1998. október 24.    |
| Gary kimászik egy magasban dolgozó munkáshoz, mert az állványzat leszakadt volna és a munkás több emeletnyi zuhanás után meghalt volna. A munkást sikerül beterelnie az épületbe az ablakon keresztül, de az állvány megbillen, Gary egy kötélbe kapaszkodik, de az elszakad. Szerencsére a járdán valaki addigra egy nyitott szemetes konténert tol alá és Gary abba esik bele. Megmentője egy vele kb. egykorú sztár gyerekorvos, Nick Sterling, aki több filmben szerepelt már (a járókelők felismerik), zenei CD-t is adott ki, amin delfinekkel együtt énekel egy Beatles dalt, és most egy gyermekkórház létesítésén dolgozik, ami a napokban fog megnyílni. Nick udvarolni kezd Ericának, amitől Gary idegesen kezd viselkedni. Gary egyik mentési esete egy mérget tartalmazó halétellel kapcsolatos, ami sikerül, de Nick aratja le a dicsőséget, Garyt pedig majdnem megveri a szakács. Nick és Erica operába mennek aznap, és Garyt is magukkal viszik. Gary megjegyzéseket tesz, ezért Erica kihívja a folyosóra, és leszidja a viselkedése miatt. Gary azt olvassa az újságban, hogy az új gyerekkórház megnyitóján tűz fog kiütni, amiben a gyerekorvos, Nick Sterling meghal mentés közben. Mivel Nick barátilag kezeli Garyt, ezért meghívja a megnyitóra, amin általában hírességek vesznek részt, például a polgármester is. Gary keresi a lehetséges tűz okozóját, amiről csak annyit lehet tudni, hogy elektromos jellegű lehetett. Elmondja a gyanúját Nicknek (azzal álcázva, hogy egy ismerőse a kórház építésén dolgozott, és ő mondta neki). Nick megmutatja neki a füstérzékelő- és oltórendszert, ami nagyon korszerűnek néz ki. Egy kávéfőző hibás vezetéke túlmelegedést és kisebb tüzet okoz, ami tovább terjed a raktárban lévő oxigénpalackok felé. Gary be akarja indítani a tűzjelzőt, de Erica észreveszi és azt gondolja róla, hogy csak az ünnepi alkalmat akarja tönkretenni. Gary kézi oltóberendezéssel kicsit le tudja fojtani a tüzet, de az oxigénpalackok berobbannak, Gary a földre kerül, és az épület másik részében Ericára rádől a mennyezet egy darabja, ami alól nem tud kimászni. Nick és Gary együttes erővel kimentik Ericát (Nick viszi ki a karjaiban). Az épület előtt riporter várja őket, Gary azonban inkább hazamegy. Másnap azt olvassa, hogy Nick a parton egy léghajóra vetített felirattal kéri meg Erica kezét és ő igent fog mondani. Gary Marissa tanácsára odarohan, hogy elmondja Ericának, mit érez iránta. Mivel Nick odaadta a névjegyét, az ő számát hívja fel, mert Ericával nem mer beszélni. Nick azonban egy korábbi páciensével beszélget, egy néma kislánnyal, ezért Erica átveszi tőle a telefont. Gary azt hiszi, hogy Nick van a vonal végén, ezért elmondja neki, hogy féltékeny volt Erica miatt és hogy csak most jött rá, mit érez Erica iránt. Erica némán összecsukja a telefont. Másnap elmondja Garynek, hogy nemet mondott Nicknek a házassági ajánlatára, mert úgy érzi, teljesen más világban élnek. |      |                            |                |                             |                      |
| 51 | 6    | „Halloween”                | Gary Nelson    | Bob Brush                   | 1998. október 31.    |
| Garyhez aznap reggel egy fekete macska „hozza” az újságot, és azt olvassa benne, hogy Halloween éjszaka 20 gyereket szállítanak kórházba mérgezéses tünetekkel a város egyik északi kerületéből, és hogy közülük 3 gyerek meghal. Gary megpróbál a boltosokkal beszélni, akik édességet árusítanak, hogy vegyék le a polcról legalább a csokikat, de majdnem meglincselik, hiszen az aznap este nagy forgalmat jelent nekik. Gary a városházára is elmegy, de hivatalosan hasonló okból nem tesznek semmit, hiszen a boltosok egyrészt adófizetői a városnak, másrészt pedig szavazók. Egy árusítást tiltó rendelkezés nem lenne népszerű intézkedés. Gary azt kéri, hogy Henryt ne engedjék aznap este mászkálni, de mivel nagyon várta ezt a napot, nincs szívük megtiltani, azzal a feltétellel, ha Patrick elkíséri, és ha nem eszi meg az édességeket, amíg haza nem ér. Gary egy lehetséges tűzeset kapcsán egy elhanyagolt házba merészkedik, ahol két huszonéves lány kerül elő, és egy üstben kotyvasztanak valamit, továbbá akik azt állítják magukról, hogy boszorkányok, és kétszáz évvel ezelőtt éltek. Garyről úgy beszélnek, hogy ő egy „varázsló”. Az utcán egy idős hölgy nagy zacskó almát vesz egy árustól, aki elmondja neki, hogy a nagybani piacon ő szokott lenni az első vásárló, azért olyan szépek az almák, mert tudott válogatni. A hölgy saját receptje a karamellás-csokis alma. Gary eljut a nagybani piacra, ahol a menedzser elárulja neki, hogy az élelmiszereket felügyelő hatóság aznap reggel ötkor lefoglalt egy rakomány almát, mert véletlenül ammónium-nitráttal voltak permetezve olyan mennyiségben, amiből egy falatnyi alma egy lovat is megölne. Amikor a menedzser tovább megy, egy ott dolgozó férfi elárulja Garynek, hogy egy férfi már fél ötkor ott volt, és elvitt valamennyi almát magával. Gary rájön, hogy az idős hölgyet kellene megtalálnia, de azt nem tudja, hol lakik. Az étterem előtt Garyt lefújja a két lány gáz-sprével és magukkal viszik egy fekete autóval. Varázsolni szeretnének valamit, hogy a 200 éve eltűnt nővérüket megtalálhassák, ehhez szükségük van Garytől egy hajtincsre, és meg kellene ennie egy varangyot. Henry és Patrick eljutnak az idős hölgy házához, ahol ők az első látogatók. Henrynek nem nagyon tetszik a karamellás alma, ezért elteszi, hogy majd később fogyassza el, ahogy megígérte. Patrick azonban nagyon szenved a melegtől a szörny jelmezében, ezért egy kis pihenőt kér, és megengedi Henrynek, hogy egyen az almából. A két lány megkötözve tartja Garyt, és azon vitatkoznak, hogy varázsló-e vagy sem, illetve elengedhetik-e vagy nem. Váratlanul feltűnik a reggeli fekete macska, akitől Gary azt kéri, hogy segítsen neki. A macska leugrik a szekrényről és ugrás közben visszaváltozik a színe a megszokott vörösre. A „boszorkányok” nem csak elengedik Garyt, hanem segítenek neki megtalálni az idős hölgyet, mivel állandóan azt hajtogatja, hogy ez élet-halál kérdése. Egyikük kimondja a hölgy lakcímét, ami a közelben van. Gary lefoglalja az éppen elosztogatott almákat, röviden vázolja a helyzetet a hölgynek, aki megértőnek mutatkozik, és elmondja neki, hogy egy cowboy-ruhás kisfiúnak is adott belőle, aki egy kutyával és egy szörnnyel jött. Közben Henry majdnem beleharapott az almába, de a kutya odaugrott, és ő evett az almából, utána elterült a járdán. Egy állatkórházba viszik, ahol az orvos nem sok reményt lát rá, hogy a kutya életben maradjon. Megérkezik Marissa és Henry anyja is. A két lány saját magát hibáztatja a mérgezés miatt, hiszen ők hátráltatták Garyt, ezért segíteni akarnak. Gary elküldi őket. A lányok távozóban megkérdezik a kutya nevét és mindketten megérintik a nyíló ajtó függőleges részét. Spike váratlanul feléled és magához tér. Az orvos csodálkozik, és varázslatot emleget, mert úgy gondolta, hogy a kutya haldoklik. Gary az üvegajtón kinézve mintha a két lány árnyékát látná, majd mindkettő eltűnik. Amikor másnap elmegy a régi házhoz, a kapu egy rozsdás lakattal le van láncolva. Egy közeli lakó azt mondja, hogy a ház régóta lakatlan, de a legenda szerint valamikor nagyon régen boszorkányok laktak benne. Gary gyorsan elsiet, de közben még felszedi a vörös szőrű macskáját. |      |                            |                |                             |                      |
| 52 | 7    | „Up Chuck”                 | David Grossman | Alex Taub                   | 1998. november 7.    |
| Chuck váratlanul beállít egy limuzinnal, és arról beszél, hogy milyen jól megy neki Los Angelesben (értsd: Hollywoodban), és több neves rendező keresztnevét említi, akikkel együtt dolgozik. Gary megmenti egy szurkolócsapat tagjait, akiket egy gerely eltalált volna. Gary észreveszi, hogy egy hosszú kabátos, szemüveges fiatalember mindenhová követi. Amikor Gary megakadályozza, hogy szállítás közben egy nagy hűtőszekrény rázuhanjon néhány gyerekre, Gary a fiatal férfira veti magát, mert észreveszi, hogy filmfelvevő van nála, amiből egy „Fisher Productions” feliratú kazetta esik ki. Chuck bevallja, hogy valójában le van égve anyagilag, a limuzint napi szinten bérli, mivel a filmes tervei nem jöttek be. Az ajándékba kapott 100.000 dollár nagy részét elvesztette már Las Vegasban. Ezért megbízta az unokaöccsét, hogy titokban filmezze Garyt ténykedés közben, a felvett anyagot meg majd megmutatja valami nagyobb stúdiónak, akik majd „ráharapnak”. Gary kétségbeesik, amikor megérkezik az újság, ahol egy pillanatra a saját fényképét látja a címlapon, viszont kis idő múlva kifehérednek a lapok, azaz a cikkek szövege, a fényképek, minden eltűnik. Marissa felvilágosítja róla, amit amúgy is tud: ha a chicagóiak megismerik az arcát, akkor sokkal nehezebb, vagy lehetetlen lenne segíteni rajtuk. Tehát a nyilvánosságot el kell kerülnie. Így Gary hevesen vitatkozik Chuckkal, és elveszi tőle a kazettát. Kiderül, hogy az operatőr fiúnál maradt egy felvétel, amit bevisz Jerry Springernek, hogy eladja neki. Jerry hajlandónak mutatkozik, de előbb le kell vezényelnie a műsorát, ami ezúttal arról szól, hogy a menyasszonyok hogyan csalják meg a vőlegényüket közvetlenül a házasság előtt. Gary és Chuck odarohannak, hogy a kazetta ne kerüljön nyilvánosságra, ezért kisebb verekedés tör ki az operatőr fiúval, akit Chuck alkalmazott. Nem sokkal később az operatőr fiú elrabolja Chuckot a limuzinnal, bár ő maga sem tudja, hogy mit akar vele csinálni, csak azt szeretné, hogy kifizesse neki a 250 dollárt, amit megígért a filmezésért. Gary azt olvassa az újból működő újságban, hogy egy kis repülőgép műszaki hiba miatt egy mezőn landolt és a fedélzeten lévő szurkolócsapat minden tagja meghalt. Ezért arrafelé indulnak el Patrickkal és Marissával. Az operatőr eltéveszti az irányt és az autópályán az ellentétes oldalon halad. Gary leállíttatja a kocsit, mögötte a többi autós is megáll, és velük szemben Chuck kocsija is. Így a mögöttük lévő útszakasz teljesen üressé válik, amit észrevesz a kis gép pilótája, és gond nélkül leteszi a gépet. Az újság szerint „csodás megmenekülés” történt. Chuck úgy dönt, hogy visszamegy Los Angelesbe és egy szurkolócsapat kalandos és veszélyes repülőútjáról fog filmet készíteni. |      |                            |                |                             |                      |
| 53 | 8    | „Deadline”                 | Scott Paulin   | Sean Clark                  | 1998. november 14.   |
| Garynek zavaró álma volt, amit nem tud értelmezni. Aznap esedékes Ricky Brown kivégzése, aki állítólag megölte a főnökét. Az újság azt írja, hogy a vádlott védelme ingatag volt, mindössze egy zavarosan beszélő, rongyos, csavargónak kinéző tanú kelt a védelmére, Lucius Snow. Ricky Brown kamionsofőr volt, és a helyszínen volt, amikor a Fletcher cég egyik tulajdonosát holtan találták, akivel lőfegyver végzett. Brown és Snow is azt állította, hogy látott valakit elfutni, de csak az árnyékát, és nem sikerült utolérnie. Az újság még annyit ír, hogy aznap este valaki átállított egy vasúti váltót, különben két vonat összeütközik, és több száz ember meghalhatott volna. (Tudott dolog, hogy Gary előtt Snow kapta az újságot, így nyilván értesült róla, hogy mi fog történni, és kénytelen volt azt választani, hogy a vonaton utazók életét menti meg először, ezért a másik helyszínre - ahol a gyilkosság történt - késve érkezett). Gary elmegy a börtönbe, ahol összefut azzal az újságírónővel, akivel már dolgoztak együtt korábban. A nő egy utolsó riportot szeretne a vádlottal, és beviszi magával Garyt. Ricky Brown elmondja, hogy megszerették egymást a cég egyik tulajdonosnőjével, akit feleségül akart venni, de a nő két testvére ezt ellenezték, mert azt gondolták, hogy csak a pénz miatt akarja elvenni. Ricky és Tom, az egyik tulajdonos fivér (akit később megöltek) összeszólalkoztak egy elegáns partin. Másnap Ricky elment az irodájához, hogy bocsánatot kérjen a viselkedéséért, de a férfit már csak a parkolóban találta meg, holtan, és közben látott valakit elfutni. Gary szeretne a nővel beszélni, de csak a cég jogászával sikerül. Gary és Marissa elmennek a helyszínre, amiről Gary felismeri, hogy azt látta álmában. Marissa úgy gondolja, hogy az álom üzenet lehet Snow részéről Garynek. Az újság irattárában találnak egy olyan újsághírt, ami szerint a Fletcher cég alkatrész részlegét eladták. Az eladáson a cégen belül valakik nagy hasznot tettek zsebre. Az áldozat valószínűleg rájött erre, ezért valaki eltette láb alól. Ahogy Gary és az újságírónő távoznak, az utcán egy elegáns Lincoln autó megpróbálja elütni őket 2x is. Gary azt olvassa, hogy a cég az iratok másolatait egy külső raktárban tárolja, így Gary és az újságírónő odamennek. A bejáratnál ugyanaz az autó áll. Gary bent az egyik tulajdonost találja, akiről azt gondolja, hogy ő a tettes és ő akarta őket elütni. A férfinak azonban piros Chevrolet autója van és elöl parkolt vele. Gary hirtelen benzinszagot érez, ami hamarosan berobban. A fekete autó gyorsan elhajt. Mindannyian a cég irodájába mennek, ahol az egyik tulajdonos (aki a raktárban volt) megvádolja a cég jogászát, mivel 1 millió dollárt sikkaszthatott, amire Tom, a másik tulaj is rájöhetett. Percekkel a méreginjekcióval való kivégzés előtt a kormányzó kegyelmet ad a vádlottnak, mivel az irodában a beszélgetés alatt (amiben a jogász terhelő dolgokat mondott saját magáról) az újságírónő a diktafonjával hangfelvételt készített. |      |                            |                |                             |                      |
| 54 | 9    | „In Gary We Trust”         | Ian Barry      | Carla Kettner               | 1998. november 21.   |
| Garynek nagyon szimpatikus Erica, az étterme üzletvezetője, végre Marissa biztatására megbeszél vele egy közös ebédet. Gary újságja azt írja, hogy egy gőzfürdőben gyilkosság fog történni, ezért nem sokkal a randi előtt odarohan. A gőzfürdőben két férfi folytat párbeszédet arról, hogy vajon tud-e valaki arról, hogy mit terveznek. Egyikük hangtompítós pisztolyt húz elő a törölközője alól, amikor Gary beront a helyiségbe, ezzel önkéntelenül megmenti annak a fiúnak az életét, aki a törölközőket adogatja a vendégek számára. Majd egy csomó fegyveres nyomul be, és mindenkit letartóztatnak. A kavarodásban a fegyver eltűnik, csak Gary van ott, mint szemtanú. Ezért mind a három férfit kihallgatják, de tárgyi bizonyíték nincs senki ellen, Garyről csak annyit állapítanak meg, hogy valószínűleg kissé lökött, mert azt magyarázza, hogy kiszáradt a torka, azért rohant be a gőzbe. Azonban, mivel ő az egyetlen szemtanú, egy Brigatti nevű rendőrbírót rendelnek ki, hogy vigyázzon rá (aki egy csinos, fekete hajú nő). Kiderül, hogy egy több millió dolláros pénzhamisítási ügyről van szó, amiben hónapok óta nyomoznak különféle hatóságok (Pénzügyminisztérium, FBI, chicagói rendőrség), ezért Gary mint szemtanú életveszélyben van. Először motelba akarják őket küldeni, amiben Gary nem egyezik bele, egy ismeretlen betegségre hivatkozva. Így azt találják ki, hogy a rendőrbíró fog rá vigyázni Gary lakásán. A látszat kellemetlen Gary számára, mert az alkalmazottai félreértik a nő felbukkanását. Másnap reggel azt olvassa az újságban, hogy „lelőtték a tanút a kocsmában”, amikor autó kerekeinek csikorgása hallatszik. Gary fellöki Marissa székét, aki a földre esik, Gary ráveti magát a rendőrbíróra, aki épp akkor jött ki a zuhany alól és csak egy törölköző van rajta. Automata fegyver pásztázza végig az éttermet, az összes ablak betörik, de mivel valamennyien a földön fekszenek, ezért senkit nem találnak el a lövések. Gary azt olvassa, hogy egy titkárnő a mélybe veti magát egy magas épület tetejéről, mert a vőlegénye nem jött vissza Svédországból. Brigatti beviszi magával Garyt az ügyészségre (csak hogy szem előtt legyen), mert beszélni akar az ügyésszel. Gary közben a férfi mosdó első emeleti ablakán kimászik, vesz egy csokor virágot, és odasiet a nőhöz az épület tetején, amikor az elszánja magát, hogy leugorjon. Gary azt találja ki, hogy a csokrot a nő vőlegénye küldi és ő maga később fog érkezni. Ez megnyugtatja a nőt, aki nem ugrik le. Gary visszarohan, és épp időben jön ki a mosdóból. Gary felhívja Ericát, hogy egy ebédfélét beszéljen meg vele egy közeli étteremben. Azonban az újságban az a hír jelenik meg, hogy egy rendőrbírót megöltek (a cikk mellékeli Brigatti fényképét). Így Gary hirtelen elrohan az ebédről, és ott hagyja Ericát az asztalnál. Taxival a kikötőbe megy. Ugyanis Brigattit fegyveresek lerohanják az utcán és egy autóba tuszkolják, majd a kikötőbe viszik. A rendőrbírót egy kisebb hajóra viszik, ahol több fegyveres fogva tartja (köztük van az a kettő is, akik a gőzfürdőben beszélgettek). Váratlanul megjelenik az ügyész, akiről kiderül, hogy összejátszik a bűnözőkkel. Gary még mindig azt olvassa az újságban, hogy rendőrbírót megölték. Garyt majdnem leüti egy őr, de ekkor felbukkan Erica egy baseball ütővel, és fejbe kólintja a fickót. Váratlanul nagy számú FBI-ügynök veszi körbe a hajót, amin a bűnözők tartózkodnak (és ahol Brigattit fogva tartják). A rendőrség már éppen le akarja rohanni a hajót, de Garynek sikerül lebeszélnie őket azzal a mesével, hogy Brigatti azt üzeni, hogy ne támadjanak. A rendőrség felszólítja a bent lévőket, hogy jöjjenek ki, és megnevezik Corbellt, a korrupt államügyészt, és ez az infó megzavarja a bűnözőket. Brigatti kihasználva a zavarodottságukat egy elrejtett fegyverrel az egyiket lábon lövi és a többit is megsebesíti. A bűnözőket letartóztatják. Brigatti megnyugtatja Ericát, hogy köztük Garyvel nem történt semmi, csak vigyáznia kellett rá, mint tanúra. |      |                            |                |                             |                      |
| 55 | 10   | „Nest Egg”                 | Gary Nelson    | Alex Taub, Sean Clark       | 1998. december 5.    |
| Váratlanul feltűnik Gary anyja, Lois, és nem árulja el, hogy miért jött ilyen hirtelen. Gary utánaoson, és nagy nehezen kiderül, hogy az anyja az összes megtakarított pénzét odaadta egy ismeretlen férfinak, aki korábban felhívta telefonon és jó befektetést kínált neki. Gary találkozik egyik gyerekkori ismerősével, aki el van keseredve, mert szintén odaadta valakinek a pénzét és a pasast nem lehet megtalálni sehol. (Garynek gyerekkorában „Büdi” volt a csúfneve). Gary követi az anyját és azt látja, hogy egy szállodában egy üzletembernek látszó férfival bizalmasan beszélget és pezsgőt isznak. Kiderül, hogy ez az a szélhámos, akiről beszélt, és bár a férfi azt mondta, hogy visszaadja a pénzét, de igazából erre nincs reális esély. Gary rábeszélésére elmennek a rendőrségre az anyjával feljelentést tenni, de a nyomozó, akihez mennek, csak a szendvicsével van elfoglalva és azon kívül nem csinál semmit az ügyben. Gary azt olvassa az újságban, hogy egy szőke nő, aki Indiana államból jött, lelőtt az utcán egy szélhámost. Azt hiszi, hogy az anyja lesz az, ezért követi a férfit, de kiderül, hogy egy másik nő az, aki magánnyomozót fogadott fel, és így talált a férfi nyomára. Ő sem lát esélyt a pénz visszaszerzésére, ami az összes károsultat figyelembe véve negyed millió dollár lehet. Végül azt találják ki, hogy szélhámost egy másik szélhámossággal lehetne lépre csalni. Garynek üzletemberek által hordott öltönyt vesznek, és kölcsönkérnek az egyik kárvallottól egy drága Mercedes-autót. Gary menő pénzembert alakít, aki egy bárból telefonál valakinek - és az újságból titokban kiolvasott infó alapján - megjósol egy nagy volumenű tőzsdei akciót. A férfi szem- és fültanúja az eseményeknek, aminek eredményessége lenyűgözi, így megközelíti Gary partnernőjét, akit Erica alakít, aki szintén eljátssza, hogy tele vannak pénzzel, ami őt már nem is érdekli. Erica „titokban” szerez egy tippet (amit Gary ad neki), így a férfi a gyakorlatban is látja, hogy az a tipp is bejön. Erica elmondja neki, hogy szeretne megszabadulni a partnerétől és szeretne a saját lábára állni, de ahhoz pénzre lenne szüksége, és megnevez negyed millió dollárt. A férfi lépre megy és megígéri neki, hogy két órán belül megszerzi a pénzt, és elviszi a McGinty étterembe, ahol Erica várni fogja, és cserében átadja neki Gary számítógépét, ami a csalhatatlan tippeket adja. A férfi megérkezik a pénzzel, ami egy fém aktatáskában van. Amikor Erica látszólag át akarja adni Gary számítógépét, váratlanul megjelenik Gary az ajtóban és követeli a számítógépét, amit elloptak tőle. Erica ekkor pisztolyt ránt, és többször rálő Garyre, aki elterül a földön. Erica sürgeti a férfit, hogy meneküljön, amit az meg is tesz (de az utcán véletlenül felismeri egy nyomozó és letartóztatja, mert aznap kapott egy körözési fényképet róla). Gary felkel a földről, mivel csak vaktöltény volt a pisztolyban. Az ott hagyott negyed millió dollárt arányosan elosztják a korábbi kárvallottak között, akiket beszerveztek az akcióba. |      |                            |                |                             |                      |
| 56 | 11   | „Teen Angels”              | James Quinn    | Laura Doyle                 | 1998. december 19.   |
| Garynek rosszul kezdődik a napja, mert arra ébred, hogy a vörös macska (amivel az újság érkezni szokott) egy másik macskával verekszik az ajtaja előtt, és közben apró cafatokra tépik az újságot, ami így használhatatlanná válik. Gary megpróbálja Erica kisfia, Henry segítségét kérni a darabok összerakásához, amit el is kezdenek azzal a puzzle kirakós módszerrel, amit a gyerek már ismer: először a széleket kell megtalálni és összeilleszteni, utána lehet haladni a lap közepe felé. A munkát el is kezdik, de Henrynek el kell mennie az anyjával. Amikor Erica bejön az irodába, az újság darabjai szanaszét repülnek, ezért Marissa javaslatára Gary ragasztószalagot kezd alkalmazni. A már összerakott hézagos darabokból az olvasható ki, hogy egy közeli középiskolában lövöldözés fog történni. Odarohan, ahol az igazgatónő azt hiszi, hogy a helyettesítő tanár jött, aki irodalom órát fog tartani, így Gary bekerül a „mélyvízbe”. Még csak az előkészítésnél és névsorolvasásnál tart, amikor rájön, hogy az órai anyag leadása nem fog neki menni, mert inkább a potenciális elkövetőt akarja megkeresni. Az egyik tanárra gyanakszik, aki megfenyegette az egyik diákját, hogy meg fogja ölni, és a folyosón futott utána, hogy elkapja. Ezért felhívja a csapost, Patrickot, hogy jöjjön helyette az iskolába órát tartani, mivel tudja róla, hogy Patrick valamikor pedagógiát tanult. Az irodalom óra anyaga Hamlet elemzése, amit sajnos Patrick nem olvasott, de ezt azzal hidalja át, hogy az egyik fiúval röviden elmondatja a Hamlet történetét, majd rájön, hogy az párhuzamba állítható az Anaconda c. film történetével, ami az Amazonas őserdőben játszódik, és a továbbiakban a filmről kezd beszélni, ami a diákokat is jobban érdekli. Gary talál egy üres műhelyt, ahol az újság egyik fecnijéből kiolvassa a lövés időpontját: negyed négy (addig még két óra van hátra). Egy másik darabkán a „Rick” név olvasható és mivel van egy ilyen nevű, elkényeztetett fiú, Gary szerint köze lesz az esethez (de biztosat nem lehet tudni, mert az újságcikk még házagos). Közben elmegy telefonálni Marissának, és mire visszamegy az újság hátrahagyott darabjaihoz, amit egy papírzacskóban hagyott, kiderül, hogy abban a teremben már foglalkozást tartanak egy ideje, és az egyik lány az újság darabkáit egy szobor megalkotásához használta fel. Közben sikeresen véget ér Patrick rögtönzött órája, és Patrick a folyosón szemtanúja, amint az egyik erőszakosan viselkedő fiú megfenyeget egy másik fiút egy lány miatt. Patrick figyelmezteti a fiút, aki dühösen elvonul. Gary megkeresi a tornatanárt, aki korábban megfenyegette és üldözte Ricket. A tanár közli vele, hogy az igazgató felfüggesztette őt a fenyegetés miatt. Amikor Gary észrevesz egy revolvert a tanár íróasztalának fiókjában, egy alkalmas pillanatban, amikor a tanár bemegy a raktárba, rázárja az ajtót. Mivel az irodalom óra véget ért, Patrick hazafelé tart, közben azzal a diáklánnyal beszélget, akit az erőszakos srác társaságában látott. Azt tanácsolja neki, hogy csak megszokásból és sajnálatból ne maradjon a fiú mellett. A lány visszamegy az iskolába és szakít a fiúval, aki dühkitöréssel reagál. A lány megemlíti neki, hogy beszélgetett a Patrick nevű kisegítő tanárral. A fiú az öltözőszekrényéhez megy, és miközben nem látja senki, egy világos fémből készült revolvert vesz elő. Gary már hazafelé készül, de az újság címlapja még mindig lövöldözést ír. A folyosón találkozik azzal a lánnyal, aki a papírszobrot megalkotta, és mivel azt mondta neki, hogy gyűjti az ilyen szobrokat, a lány nekiadja. A meglévő, összerakott részt ráilleszti a szoborra, és „Patrick Quinn, a tanár” szavakat olvassa ki a lövöldözés cikkében. Az egyik fiútól megtudja, hogy Patrick a tornateremben kosarazik a fiúkkal, ezért odarohan, mert már csak percek vannak hátra. Közben az igazgatónőt is tájékoztatja a lövöldözésről, akivel összefut a folyosón. (már korábban is említett neki, de a nő persze ezt nem tartotta valószínűnek). Gary akkor érkezik, amikor a fiú már elővette a fegyvert és Patrickre céloz vele. Az egyik fiú ezt észreveszi, és Patrickre veti magát, Gary pedig a papírszoborral hátulról megdobja a lővésre készülődő fiút, aki szintén elterül a földön. Gary felveszi a fegyvert, és átadja az igazgatónőnek. A fiút a megérkező rendőrök letartóztatják, és elviszik. Gary kiengedi a tévedésből bezárt tanárt, aki közben indiai légzéstechnikát végzett és rájött, hogy a tornatanári állás nem neki való, inkább botanikus szeretne lenni. Az igazgatónő az utcán megjegyzi Garynek és Patricknek, tudomása van róla, hogy egyikük sem tanár, de tekintettel a körülményekre, ezt nem jelenti senkinek. |      |                            |                |                             |                      |
| 57 | 12   | „Slippity-Doo-Dah”         | Fisher Stevens | Carla Kettner               | 1999. január 9.      |
| Egy bingóteremben Garynek egy kígyót kell elfognia, amit megmart volna valakit. Amikor azonban felmutatja az elkapott kígyót, az egyik játékos hölgy elájul. Történetesen másnap Henry bébiszittere lett volna az idős hölgy, aki lemondja a megbízást, mert nem érzi jól magát. Mivel Ericának egész napos vezetői szemináriumon kell részt vennie és Patrick éppen szabadnapos, így Garyre marad a feladat, hogy Henryre vigyázzon egész nap. Marissa megjegyzi, hogy a 8 éves fiúra vigyázni és közben megmenteni az embereket lehetetlen feladat lesz. Erica hosszú listát ad Garynek, hogy a fiúnak mit nem szabad ennie (cukrot, továbbá allergiás a papajára) és miket kell helyette fogyasztania (például fehérjét és zöldségeket). Gary azon bosszankodik, hogy egy fiatal nő el fog csúszni a járdán egy áruház előtt, pedig csúszásgátló bevonat van a cipőjén. A közelben pedig autós baleset történik, ami közlekedési dugót okoz. Kénytelen magával vinni a fiút, és közben a logisztikáról magyaráz neki, azaz, hogy fontossági sorrendet kell felállítani a feladatok között. Mivel a két baleset egymáshoz közel fog bekövetkezni, ezért először azt választja, hogy megmenti a nőt az eleséstől, aki egy áruházból kilépve elesik a csúszós járdán. Gary figyelmezteti a munkást, aki a járdát felszórja, de rossz helyre irányítja, ezért egy középkorú férfi elesik a járdán, akit ezért kórházba szállítanak. Az újság azt írja, hogy „a Leszállópályán tűz üt ki, amiben hatan meghalnak”. Azonban kiderül, hogy a „Leszállópálya” (Landing Strip) egy sztriptízbár neve. A bárban két táncosnő dolgozik éppen: Chantal, a „pajkos kórházi nővér” és egy „tűzoltó lány”. Gary kénytelen bevinni a fiút, de igyekszik, hogy az ne lásson semmit, ami nem igazán sikerül. Amikor Gary megakadályozza a tűz kitörését, azzal beavatkozik a műsorba, ezért a biztonsági emberek kivezetik az utcára. Közben hazatérnek az étterem konyhájába, hogy a gyerek egyen valamit. Közben Gary azt olvassa, hogy egy baptista egyház gospel kórusának tagjait szállító busz balesetet szenvedett, négyen meghaltak és további tízen megsérültek. A balesetet az okozta, hogy a járda magasságában elhelyezett vízvezeték hibás elzáró szelepe lerepült, és nagy sebességgel telibe találta a busz sofőrjét, aki rögtön életét vesztette. Az újság most egy áruházi balesetről ír: egy nőnek túl hosszú a szoknyája, ami beakad a mozgólépcsőbe, ezért a nő elesik, és beperli az áruházat. Gary odarohan és levág a szoknyából egy kis darabot, amit a nő persze rossz néven vesz. Gary észreveszi, hogy ez ugyanaz a nő, aki korábban majdnem elcsúszott a járdán, de Gary megóvta az eleséstől. Gary elrohan a vízművekhez, ahol egy munkást talál, aki elmondja neki, hogy 1350 vezeték közül kellene rámutatnia arra, ami majd meg fog hibásodni, különben nem tudja, melyiket kellene elzárnia (Gary beadja neki azt a történetet, hogy egy hibafelderítéssel foglalkozó cégnél dolgozik). A munkás segíteni szeretne, de ahhoz főnöke engedélye lenne szükséges, aki aznap még nem jött be a munkahelyére. A munkás telefonál a főnökének, aki éppen az a férfi, aki elcsúszott a járdán, amikor kijött egy áruházból, és most kórházban van, mert eltörhetett néhány csontja. A csipogója jelzi a hívást, de azt a nővér nem engedi felvenni és elkobozza a készüléket, mert az zavarhatja a kórházi berendezések működését. Gary elmegy a különböző felekezetek által közösen szervezett koncert színhelyére, ahol megpróbálja meggyőzni az őt fogadó rabbit egy katolikus papot, hogy mondják le a koncertet, ők azonban jelzik, hogy átlátnak a szitán. Közben Henry, magára hagyva jól feltankol fagylaltból és édességből. Az újság szerint egy nő megsebesül egy zöldségesboltban, mert elcsúszott egy törött kecsapos üvegen, amit ő maga ejtett el. Gary hason csúszva elkapja az üveget, mielőtt a szétloccsant volna. A nő ezúttal azt gondolja, hogy Gary biztosítási nyomozó, aki a nyomában jár. Mivel Henry is jelen van, őszintén bevallja nekik, hogy anyagilag nehéz helyzetbe került, miután 50 emberrel együtt elbocsátották az állásából, és úgy akart bosszút állni (és kártérítést követelni), hogy azokba az üzletekbe ment el, amik ennek a nagy cégnek a tulajdonában vannak. Henry kissé rosszul érzi magát a befalt édességek miatt, ezért Gary otthon lefekteti. Az újságban egy újabb balesetről írnak, ezúttal a „Roke Chemical” egyik üzemében sérül meg ugyanaz a nő (a fényképét mellékelik). Gary azt feltételezi, hogy megint csalásról van szó, Henry azonban felkel az ágyból, titokban taxit fog, és az üzemhez indul. Gary a gospel kórus indulása előtt azzal a mesével próbálkozik a társulat vezetőjénél, hogy Ginsberg rabbi szólt neki, hogy elmarad a koncert, mert „az utak nagyon rosszak és veszélyesek”. A társulat vezetője azonban nem sokkal korábban beszélt vele, és szerinte minden rendben lesz, mert ez is az isteni terv része, és Isten majd vigyáz rájuk. Gary majdnem arra vetemedik, hogy kiszúrja a busz gumiját, de a sofőr észreveszi és elzavarja. Gary a vízcső elzáró lemezhez megy taxival, és egy szerszámmal. A vezeték ugyanis egyre erősebben szivárog. Gary próbálja a szerszámmal meghúzni a csavarokat, de a szivárgás nem szűnik meg. Váratlanul arra jár Chantal, a sztriptízbárban látott „pajkos nővér”, akinek szimpatikus lett Gary. Azt javasolja neki, hogy ha a szelepet nem tudja megjavítani, akkor állítsa meg a buszt, hogy ne legyen baleset. Gary kiáll az úttestre, de a sofőr erre nem igazán reagál. Erre a táncosnő széttárja a kabátját (alatta bizonyára hiányos öltözetben van - ezt nem mutatják), mire a sofőr vészfékezéssel megáll. Abban a pillanatban a szelepet borító vaslemez kivágódik az úttestre, oda, ahol a busz eleje lenne, ha nem fékezett volna le. Közben a magának baleseteket előidéző nő megérkezik a gyárba és az üzemvezetőt keresi, mert beszélni akar vele. Henry ekkor ér oda, és figyelmeztetni akarja a balesetre, a nő viszont ezúttal azért van ott, mert szeretné visszakapni a munkáját. Gary akkor ér oda, amikor egy nagy cső, amit a levegőben mozgatnak, váratlanul leszakad, és elsodorta volna őket, ha Gary nem rántja el mindkettőjüket. Így csak pár hordót borít fel. A nő beszél az üzemvezetővel, aki belátja, hogy a baleset azért következhetett be, mert túl kevés az embere, és nem tudnak mindenre figyelni. A többi munkás is egyetért ezzel. Úgy tűnik, a nőt visszaveszik dolgozni, és a koncertet is megtartja a kórus. |      |                            |                |                             |                      |
| 58 | 13   | „The Last Untouchable”     | Randy Roberts  | Sean Clark                  | 1999. január 16.     |
| Az újság azt írja, hogy valaki le fog lőni egy éppen akkor szabadon bocsátott elítéltet. A merénylő egy egykori kormányügynök, aki meg van győződve róla, hogy Pirelli (a volt elítélt) tudja, hogy hol van Al Capone elrejtett kincse. A kormányügynök valamikor régen azt hitte, hogy megtalálta a pénz rejtekhelyét, ezzel hülyét csinált magából a nyilvánosság előtt. Gary megakadályozza, hogy egy taxis kiraboljon két férfit, akikről kiderül, hogy Szicíliából jöttek. Az étterem könyvelésével gondok vannak, mert Chuck komoly adóhátralékot halmozott fel. Gary nyomozók látóterébe kerül. Amikor egy elhagyott épületbe megy, ott találja a két szimpatikus olasz férfit, akik éppen a falat bontják. Azonban a fal mögött nincs semmi. Megjelenik az egykori kormányügynök és Pirelli, és lefegyverzik a két férfit, akiket a rendőrség letartóztat. Majd kiderül, hogy a kincs valójában ott van elrejtve, de a plafonba építve, aranytömböket tartalmazó díszek formájában. Az egykori kormányügynök és Pirelli jutalmat kapnak a kincs megtalálásáért (annak 10%-át, azaz nagyjából 120.000 dollárt), és együttesen azon tanakodnak, hogy hova is kellene menniük egy hosszabb nyaralásra. Az étterem pénzügyi tartozását hivatalosan elengedik. |      |                            |                |                             |                      |
| 59 | 14   | „Just One of Those Things” | Gary Nelson    | Alex Taub                   | 1999. február 6.     |
| Gary megment egy fiút, aki véletlenül levágta volna a begipszelt karját. Az orvossal beszélgetve Gary elájul. Az orvos szerint ennek a túlzott stressz lehet az oka. Marissával beszélgetve Gary ráébred, hogy nem szabad tovább hazudnia Ericának arról, hogy ő mivel foglalkozik, mert ez állandó feszültséget okoz. Aznap estére is megbeszéltek egy találkozót Ericával, de Gary egy lehetséges tűzeset elhárítása közben beszorul egy pincébe, és csak a szennyvízcsatornán keresztül sikerül kijutnia, így a megbeszélt találkozót lekési. Amikor visszaér az étterembe, megint elájul. Másnap eldönti, hogy mindent elmond Ericának az újságról. Petrick beállít a szabadnapján, mert új szállást kell keresnie. Véletlenül Gary újságját viszi el, amit az otthagyott a pulton. Sikerül kivennie egy lakást, amit csak másnap akartak meghirdetni, és ugyanígy jár egy boltban, ahol azt olvassa, hogy leárazás van. Egy kislány játék közben az utcán belebújik egy kidobott hűtőszekrénybe, amiből nem tud kijönni. Gary rájön, hogy Patrick elvitte az újságját, így a nyomába ered. A lakásnál, amit Patrick kivett, útba igazítja a korábbi lakó. Gary végre megtalálja Patrickot, aki közben kidobta az újságot. A kukás autót sikerül utolérniük, és Gary megtalálja az újságját. Abban az áll, hogy egy 5 éves kislány megfulladt egy kidobott hűtőszekrényben. Gary rohan a szállító teherautó után, de csak úgy sikerül utolérnie, hogy a korábbi lakó, akinek a helyére Patrick költözött, és akit kirúgtak az állásából, öngyilkos akar lenni, és a teherautó elé áll. Gary kinyittatja a rakteret és épségben megtalálja a kislányt az egyik hűtőszekrényben. Közben a helyszínre ér a gyerek anyukája és Erica is, aki ráadásul megtalálja az újság egyik oldalát, ami ezúttal már a gyerek megmentéséről tudósít. Gary mindent elmond Ericának az újsággal kapcsolatban. |      |                            |                |                             |                      |
| 60 | 15   | „Funny Valentine”          | Adam Nimoy     | Jeff Melvoin                | 1999. február 13.    |
| Gary megakadályozza, hogy egy teherautó balesetet szenvedjen amiatt, hogy nem működik a fékje. Azonban egy kisebb ütközés történik egy mentőautóval, aminek egy „emberi szerv” szállítmányt kellene vinnie egy kórházba. Gary vállalja, hogy elviszi taxival a küldeményt. Azonban kiderül, hogy csak egy Valentin-napi meglepetésről van szó: a kórházban dolgozó egyik sebész egy kolléganőjének (dr. Pietro ortopéd orvosnak) küldött eljegyzési gyűrűt a csomagban. A városba érkezik Andy Miller, egy híres baseball játékos a menedzserével együtt, hogy egy esetleges Cubs szerződést előkészítsenek, bár a menedzser ezt csak taktikázásból teszi, mivel szerinte egy New York-i csapat előnyösebb szerződést fog ajánlani. Az újság azt írja, hogy a híres játékos lebénult, amikor egy filmkamera az emeleti erkélyről ráesett. Gary ráveti magát és ezzel megelőzi a tragédiát. Az eset után a biztonság kedvéért abba a kórházba mennek, ahol Gary az „emberi szív”-et vitte, és látásból ismeri a doktornőt, így Andy Miller karját dr. Pietro vizsgálja meg, és egyből szimpátia alakul ki közöttük. Az étteremben váratlanul megjelenik Andy Miller és Garytől azt kérdezi, hogy van-e szerelem első látásra, majd nemsokára dr. Pietro is megérkezik, végül ők ketten egész éjszaka beszélgetnek és mászkálnak a városban. Patrick aznapra karaoke-bárt rendez be, de borzasztó hamisan énekel, ezért Marissának kell beugrania helyette. Ericának problémát okoz, hogy egy olyan férfival járjon, akinek az újságban megjelenő hírek vannak az első helyen a fontossági listán. Gary másnapra megbeszél vele egy ebédet egy étteremben, és megpróbálja félretenni az újságot, de Erica véletlenül látja azt a hírt, hogy Andy leszerződött a Cubs-hoz. Hary megígérteti vele, hogy nem mondja el senkinek, de Erica rögtön elmondja a taxisofőrnek, aki Marissa miatt újból megjelenik. A taxisofőrtől pedig Andy menedzsere tudja meg „a nagy hírt”. Nem tetszik neki, hogy Andy a tudta nélkül ilyen horderejű döntést hozott. Andy elmondja neki, hogy megismerkedett egy nővel, és ezért döntött a Cubs mellett, hogy itt maradhasson Chicagóban. A menedzser látszólag egyetért a dologgal, de azonnal elmegy a kórházba, ahol ismeri dr. Barrosót (aki megkérte a kolléganője, dr. Pietro kezét), és ráveszi, hogy vizsgálat ürügyén jöjjön el Andyhez a szállodába, és mintegy véletlenül említse meg Andynek, hogy dr. Pietro a menyasszonya. Andy maga alatt van ettől az információtól, és hajlandó azonnal elutazni, hogy máshol szerződjön le. Az újságban megváltozik a hír, Gary rájön, hogy Erica és a taxisofőr is továbbadta a hírt. Az egész társaság a kórházba rohan, ahol az orvosok éppen operálnak, de berontanak a műtőbe, és Gary elmondja dr. Pietrónak, hogy Andy miatta nem fog leszerződni a Cubs-hoz, mert azt gondolja, hogy gyűrűs menyasszony. dr. Pietro ott, a műtőben visszaadja a gyűrűt a kollégájának. A társaság tovább indul a repülőtérre, hogy utolérjék Andyt és tisztázhassák a helyzetet. Még rendőri felvezetést is kapnak. dr. Pietro elmondja Andynek, hogy nem jegyese dr. Barrosónak. |      |                            |                |                             |                      |
| 61 | 16   | „Number One with a Bullet” | David Petrarca | Attica Locke                | 1999. február 20.    |
| Egy templomban Gary megment egy kissrácot a leeséstől egy állványról (ami után lebénult volna), közben észreveszi, hogy Marissa is a gospel kórusban énekel. Szóba kerül, hogy Gary milyen keveset tud Marissáról. Gary C-Roc-ot sem ismeri (ejtsd: szirok), aki egy ismert rapper és éppen egy lemezboltban dedikálja a lemezeit. Mivel az újság azt írja, hogy valaki meg fogja támadni a rappert a boltban, Gary hajlandó elvinni Marissát, hogy találkozhasson a sztárral. Amikor rájuk kerül a sor, Marissa azt mondja: „Szia, Julius” és jól pofon üti. Az újságban arra módosul a cikk címe, hogy egy nő támadott a rapperre. Marissa az irodában elmondja, hogy Julius a legjobb barátnőjével járt, aki teherbe esett, de ekkor Julius előnyös szerződést kapott Los Angelesbe, ezért elutazott, magára hagyva a nőt a gyerekkel (később kiderül, hogy időnként pénzt küldött neki). Azóta kilenc év telt el. C-Roc megjelenik a templomban a menedzserével és két testőrével. Elmondja, hogy ő ezen a környéken nőtt fel, ezt tekinti az otthonának. 10.000 dollárt akar adományozni a templom fennmaradására, bár a menedzsere figyelmezteti, hogy mivel alacsonyak a lemezeladások, ezért alig van bevételük. Ugyanakkor a volt barátnője figyelmezteti a tiszteletest, hogy ha elfogadja a csekket, „az ördög pénzét”, akkor ő többet nem jön ebbe a templomba. C-Roc ugyanis erőszakos videoklipekben szerepel, és rossz példát mutat a gyerekeknek. Az újság azt írja, hogy a templom közelében rálőttek egy rapperre, és egy járőkelő meghalt. Gary odarohan taxival és sikerül rávetnie magát egy kövér néger fickóra, mielőtt lőtt volna a pisztolyával. A menedzser azt mondja Garynek, hogy nincs szükség rendőröket hívni. A merénylő nyakában „Crazy H” feliratú nyaklánc lóg, és azt mondja, hogy „ő csak üzenetet hozott”. Az újság azt írja, hogy a rappert a koncert előtt az öltözőjénél lelőtték és meghalt. Gary elmegy Crazy H-hoz, ahol összekeverik valakivel, így be tud jutni hozzá. Crazy H elmondja, hogy ő is rapper, de ő a szeretetről énekel, és esze ágában sincs C-Roc-ot megöletni, „aki amúgy is leszálló ágban van”. C-Roc és menedzsere komoly beszélgetést folytatnak egymással. C-Roc gyökeres változást akar a számai szövegében, hogy azoknak komoly mondanivalójuk legyen. A menedzser ezt látszólag elfogadja, de nem sokkal később találkozik azzal a kövér fickóval, aki majdnem lelőtte C-Roc-ot (vagy egy járőkelőt), és egy „backstage” belépő kártyát ad neki, amivel be tud menni a színfalak mögé. Marissa beszél a barátnőjével, hogy hívja meg C-Roc-ot az ő koncertjükre (a két koncert ugyanazon a napon van, tehát az időpontok ütköznek), mert szerinte szeretne kibékülni. Az asszony gyereke meghallja, hogy neki tulajdonképpen C-Roc az apja, ezért odamegy a koncert helyszínére. (C-Roc korábban adott neki belépőt). Gary elkapja a kövér merénylőt, és ekkor kiderül számára, hogy az a menedzser megbízásából járt el. A menedzser úgy gondolta, hogy ha a „sztár” meghal, akkor megugranak a lemezeladások, és a 25% jutalék jól jönne neki. Azonban C-Roc értesítette a rendőrséget és mindkettejüket letartóztatják. Közben C-Roc fia bejutott az apja öltözőjébe, és megtalálja a pisztolyát, amit a menedzser adott neki egy nappal korábban. A gyerek játszani kezd vele, és majdnem lelövi az apját, de Gary ezúttal is közbeavatkozik, mert észreveszi, hogy az újságból nem tűnt el a „lelőtték a rappert az öltözőjében” felirat. Végül C-Roc megjelenik és fellép a templom jótékonysági gospel koncertjén. Az epizódban C-Roc szerepében Coolio látható. |      |                            |                |                             |                      |
| 62 | 17   | „Two To Tangle”            | Jim Quinn      | Rick Mittleman              | 1999. február 27.    |
| Henry szerelmes lesz az ellenfél jégkorong csapatának kapusába, aki egy 10 éves kislány, Dominique (röviden: Dom). Dom szülei elváltak, és mindketten női fehérnemű tervezésével foglalkoznak. A szülők az új ötletek miatt kémkednek egymás után. Dom apja elküldi az egyik emberét, hogy készítsen felvételeket egy új modellről, anyja pedig az asszisztensével a volt férje vásárlói listáját akarja ellopatni annak számítógépéről. Persze mindkét akció balul sül el, és Garynek kell beavatkoznia, hogy ne történjen tragédia. Dom azt találja ki, hogy az egyik divatbemutató alatt a modelleket viszketőporral, egerekkel, kígyóval látja el, hogy a bemutató botrányba fulladjon és a szülők inkább vele foglalkozzanak. Garynek ugyanott egy tüzet kell megfékeznie. Dom megmutatja Henrynek a szülei hajóját, ami egy javítóműhelyben áll. Hogy ne fázzanak, bekapcsolja a fűtést. Nem tud róla, hogy közben a kabinban szén-monoxid halmozódik fel, amitől mindketten elálmosodnak. Gary arról olvas az újségban, hogy két gyerek a hajójavító műhelyben meghalt szén-monoxid mérgezésben, ezért riasztja a szülőket és Ericát is, hogy menjenek oda. A két gyereket még időben sikerül megmenteni a fulladástól. Dom szülei kibékülnek és közösen vezetik tovább a céget. |      |                            |                |                             |                      |
| 63 | 18   | „Fate”                     | Gary Nelson    | Carla Kettner               | 1999. március 20.    |
| Egy sokemeletes házban elromlik a ház fűtésére használt bojler, tűz üt ki, ezért Gary beindítja a tűzjelzőt, és kitereli a lakókat az utcára. Egy hajléktalan férfit talál a tetőn, akit egy létrával akar megmenteni úgy, hogy annak át kellene másznia a szomszéd ház tetejére, azonban a férfi mászás közben leesik az utcára és életét veszti. Garyt lelkileg nagyon megviseli az eset, a férfi temetésére is elmegy. Garyt egy nyomozó kikérdezi, mert gyanús neki, hogy Gary már a tűz kitörése előtt beindította a tűzjelzőt, és azt gondolja, hogy esetleg maga Gary okozta a tüzet. Az újság Gary halálhírét közli, ami szerint egy elhagyott ház pincéjében hal meg, amikor az épület beomlik. Gary megígéri Ericának, hogy nem fog odamenni, de Marissának búcsúlevelet hagy, amiben rá hagyja az étterem tulajdonjogát. Kíváncsiságból odamegy, és amikor látja, hogy egy fiatal pár beoson az eltorlaszolt ajtón, Gary kénytelen utánuk menni és kizavarja őket. A lépcső hamarosan leszakad, így Gary nem tud kimászni. Egy polc rádől és maga alá temeti. Garynek látomása támad, Lucius Snow jelenik meg a pincében, és azt mondja neki, hogy a sorsot nem lehet elkerülni, de a hajléktalan férfi halálán túl kell lépnie, inkább az élőkre kell gondolnia, akiket sikerült megmentenie. Erica és Marissa is a helyszínre megy, és Marissa arról győzködi a tűzoltókat, hogy keressék meg Garyt, mert életben van (bár semmilyen életjelet nem ad). Végül sikerül életben kihozniuk. |      |                            |                |                             |                      |
| 64 | 19   | „Crumb Again”              | Mel Damski     | Sean Clark                  | 1999. április 3.     |
| Az újság azt írja, hogy egy ex-rendőr meghalt egy robbanásban az idaho-i bungalójában. Gary tudja, hogy Crumb oda vonult vissza a nyugdíjazása után (később kiderül, hogy az emlékiratait írja), ezért felhívja telefonon és sürgősen kiküldi a házból azzal az ürüggyel, hogy nézze meg az északi fényt. A ház nem sokkal később felrobban. A rendőrség szerint gázrobbanás történt egy rozsdás szelep miatt. Crumb átmenetileg Garyhez költözik és magával viszi a rendőrségi aktáit is. Mivel másnap egy kihalt utcán egy autóból több lövést leadnak rá, ezért Crumb úgy gondolja, hogy valamelyik ügyének gyanúsítottja akarhatja megölni, ezért a rendőrségtől egy Sanders nevű volt kollégától haveri alapon kikéri azoknak az elítélteknek az aktáit, akiket nemrég szabadon engedtek. Az utcai autós lövöldözés miatt Brigatti nyomozó bekapcsolódik az ügybe, és kihallgatja mindkettőjüket. Az étteremben váratlanul feltűnik egy nő, akiről kiderül, hogy Crumb ismerőse, pontosabban az egyik bankban igazgató, ahol hét évvel ezelőtt rablás történt, aminek során Crumb könnyebben megsérült, ott ismerkedtek össze, és szimpatikusak voltak egymásnak. Másnapra randit beszélnek meg egy elegáns étterembe. Brigatti rájön, hogy egy akta hiányzik és a számítógépes rendszerből is törölték, amihez csak Sanders-nek van jogosultsága. Mivel Gary tudja, hogy Crumb melyik étterembe készült, ezért odamennek Brigattival. Az étteremben Sanders is feltűnik, majd amikor Brigatti meg akarja állítani, nyomtalanul elmenekül. Nem sokkal később Sanders-t megtalálják holtan, látszólag öngyilkos lett. Azonban Brigattinak jelentik, hogy a lövés szöge és a lőpornyomok alapján nem lehetett öngyilkosság. Az újság azt írja, hogy egy volt rendőrt lelőttek egy parkolóházban, ezért Gary odarohan. A parkolóban a bankigazgató nő pakol a kocsijába, amikor feltűnik Crumb, aki rájött, hogy a bankrablás során igaz, hogy a bankrablók meghaltak, de a megtalált pénz kevesebb volt 1,5 millióval. Ezt akkor csak a bankigazgató nő rejthette el magának. A nő fegyvert fog Crumbra, azonban ekkor megjelenik Brigatti nyomozó is, és fegyvert szegez a nőre, így az megadja magát. Előzőleg szerette volna, hogy Crumb vele megy Miami-ba, majd pedig Mexikóba, ő azonban erre nem volt hajlandó. Amikor a rendőrautó elviszi, hosszasan néznek egymásra. |      |                            |                |                             |                      |
| 65 | 20   | „Pinch Hitters”            | Todd Pfeiffer  | Dan Freudenberger           | 1999. április 17.    |
| A vámház raktárként működő laborjában kisebb tűz üt ki, amit az ott dolgozó laboráns későn vesz észre, mivel fülhallgatóval zenét hallgat. Gary odaér, és először egy mozgatható ketrecet tesz arrébb, amiben egy majom van, a majom közben megharapja Gary kezét. Kiderül, hogy a majom illegálisan került az országba nyugat-Afrikából, így Gary azonnal karanténba kerül, ahol kamerás megfigyelés alatt tartják egy cellában (a majmot külön is figyelik). Marissa udvarlója (a taxis) szeretne szakmát változtatni és ügyvédnek tanul, ahol most egy próbaperen kell előadnia az ügyvédi védőbeszédét. Gary a karanténból értesíti Marissát, hogy nem tud bemenni dolgozni, és hogy Marissa hozza el neki az újságot a vámházba. Kiderült, hogy a majomnak valami ismeretlen fertőző betegsége van, és amíg nem tudják, hogy mi az, addig Garynek bent kell maradnia. Egy öregember tiltakozik egy Colony nevű régi bálterem lebontása ellen (amit már évek óta nem használnak). Először csak az utcán mászkál egy tiltakozó táblával, majd felmászik a bejárat fölötti részre. Közben Gary megkapja az újságot a macskától, és azt olvassa, hogy az öregember leesett és súlyos sérülést szenvedett. Ezért értesíti Marissát az esetről. Marissa bemegy a barátjához, aki egy nagy teremben lévő hallgatóság előtt éppen előadja a vizsgafeladatát (ami nem megy valami jól). Amikor a bírónő szünetet rendel el, a taxis elszállítja Marissát a régi bálteremhez. Közben a karanténban az ott dolgozók elvették Gary újságját (mert azt szabálytalan bent tartani), és a majom ketrecében helyezték el. Marissa és a taxis szereztek valahonnan egy ejtőernyőt, amit kifeszítenek az utcán, így amikor az erkély leszakad, az öreg arra esik. A jelen lévő rendőrjárőr nem tartóztatja le, tudja, hogy az öreg már több hasonló kihágást követett el, és csak feltételesen van szabadlábon. Gary mindenféle hadonászó mozdulattal igyekszik rávenni a majmot arra, hogy az alatta lévő újságot emelje fel (amire az nem hajlandó). Ennek következtében a megfigyelést végző pszichológus kóros viselkedést állapít meg Garynél. Gary el tudja olvasni, hogy egy idős aktivista végzetesen megsérült egy épület bontását végző buldózernél. Gary felhívja az éttermet, ahol Patrick veszi fel a kagylót. Felíratja vele, hogy keresse meg Marissát, és adjon át neki egy üzenetet. Az újság azt írja, hogy a férfi, akit egy majom megharapott, kómába esett. Gary próbál jelezni a megfigyelőknek, ahol végre észreveszik. Megkaparintja az újság egyik darabját, ahol szerencsére a gyógymódról is írnak, így a gyógyszer nevét el tudja mondani a személyzetnek, majd elájul. Marissa a próbatárgyaláson van. A taxis úgy gondolja, hogy a vizsgája nem sikerült, és abba akarja hagyni a tanulást. Marissa azonban rábeszéli, hogy ne adja fel az első akadálynál. Megérkezik hozzájuk Patrick az üzenettel. Újból a bálteremhez rohannak a taxissal. Még éppen időben sikerül megállítaniuk a buldózért, ami az épülethez préselte volna az aktivista testét. Ezúttal beviszik a rendőrségre kihallgatásra, ahova a taxis és Marissa is vele megy. Az öreg elmondja nekik, hogy ezekhez az épületekhez neki sok szép emléke kötődik, mivel a feleségével a bálteremben ismerkedtek meg, és 45 éves házasságuk során ezen a környéken éltek. Majd a felesége nemrég meghalt és az emlékeit hordozó épületeket sorban elkezdték lebontani (ezért tiltakozott a lebontásuk ellen). Gary szerencsésen felépül az ismeretlen betegségből, mivel beadták neki a vakcinát, aminek a nevét az újságból sikerült kiolvasnia. Az öreg bíróságra kerül, ahol az ügyvédjelölt taxis elmondja a védőbeszédét az öreg emlékeiről, amitől értelmet nyernek a tiltakozási akciói. A bírónő ejti a vádat, a taxisnak pedig gratulál a beszéd miatt. |      |                            |                |                             |                      |
| 66 | 21   | „Home Groan”               | Scott Paulin   | Alex Taub                   | 1999. május 1.       |
| A macska a nyávogásával szokatlanul korán, 5:30-kor ébreszti Garyt (a szokásos 6:30 helyett, ami Gary számára szintén korainak számít). Ugyanis két veszélyes bűnöző hajnalban megszökött az Illinois állami börtönből. Gary felhívja telefonon a börtön biztonsági szolgálatát, de már késő, mert a rabok közben elmenekültek. Az újság szerint a rabok egy vegyeskereskedést készülnek kirabolni, ezért Gary felhívja a rendőrség segélyvonalát. Az ügyeletes ki is küldi a rendőrjárőrt, de túl korán érnek oda, és a szirénázással elriasztják a bűnözőket, akik egy benzinkút felé veszik az irányt, amit ki akarnak rabolni, majd megölik az eladót. Gary újból hívja a rendőrséget, és a benzinkútnál ugyanaz játszódik le: a rendőrautó látványa elriasztja a bűnözőket. Ezután egy használtautó-kereskedés a célpontjuk, ahonnan használt kocsit akarnak ellopni. Mivel közben a rendőrség kivonul a McGinty étteremhez telefonbetyárkodás miatt, Gary gyorsan lelép, és a használtautó-telepre hajt, majd az újság szerinti típusú autót keresi. Közben az újságcikk megváltozik: a rablók innen lopnak el egy kocsit és elütik a szerelőt, aki belehal a sérüléseibe. Garynek sikerül félrelöknie a szerelőt, mielőtt a rablók a zárt garázsajtón keresztül elhajtanak (és elütötték volna a szerelőt). A szerelő elmondja neki, hogy a Lincoln autónak lyukas a benzincsöve, ezért legfeljebb 30 km-t lehet vele menni, utána le fog állni. A rablók Hickory felé haladnak, ami egy kertes kisváros, Gary szülővárosa, a szülei most is ortt élnek. Itt egy középiskolai tanár a potenciális áldozat, akinek el akarják venni a kocsiját. Garyt sorban felismerik az ott lakók, köztük az idős könyvtárosnő is, aki szerint Gary tartozik a könyvtárnak egy könyvvel („Jim Thorpe története”), amit kikölcsönzött 1982-ben és azóta nem vitte vissza. Ezért Gary keresésére indul a kocsijával, és meg is találja a tanár autójánál, akit Garynek sikerül rábeszélnie, hogy adja neki kölcsön egy kis időre. Gary kiszáll a kocsiból, amikor a könyvtárosnő rákiabál, hogy adja vissza a könyvet, amit Gary szerint rendben visszavitt. A vita elfajul, a könyvtárosnő hátulról kicsit nekihajt a tanár kocsijának, ami gurulni kezd lefelé a lejtőn. Gary még el tudja olvasni az újságban, hogy egy gazdátlan, elszabadult kocsi három embert halálra gázolt. Kiabálással sikerül elhárítani a tragédiát, ami a helyi piacon történt volna. Gary próbálja figyelmeztetni a helyi rendőrfőnököt (akit szintén ismer a középiskolából), hogy a két szökött rab éppen ebben a kisvárosban bujkál, ő azonban nem veszi komolyan, mert a középiskola óta úgy érzi, hogy Gary háttérbe szorította őt, és most is a figyelem középpontjában szeretne lenni. Gary hazamegy a szülei házába, ahová a szülei az összes barátját meghívták. Innen Gary meglép az emeleti ablakon át, amikor azt olvassa, hogy a szökevények zárás előtt nem sokkal kiraboltak egy helyi bankot és megölték a biztonsági őrt. Gary odarohan, megszólaltatja a riasztót, ezért mindenki kimegy az utcára, mielőtt a rablók odaértek volna. A rendőrfőnök rendzavarás miatt letartóztatja Garyt, és bezárja egy vasrácsos cellába. A két szökevény sötétedésig meg akarja húzni magát valahol, erre a célra Hobsonék lakókocsiját szemelik ki. Gary visszakönyörgi az újságját a rendőrfőnöktől. Ezúttal azt írja, hogy a szökött rabok egy asszonyt túszul ejtettek (a képen Gary anyja látható). Gary kéri a rendőrfőnököt, hogy hívja fel telefonon a szülei lakását, de vagy foglalt a vonal, vagy senki nem veszi fel a kagylót. Gary kéri, hogy nézzen körül náluk személyesen. A rablók valóban a szülei házában mászkálnak, de az apja elment egy curling nevű játékot gyakorolni a haverokkal, az anyja pedig időnként gyanús zörejeket hall a házban, de nem látja meg őket. Mivel az apja megtudta, hogy Gary rács alatt van, ezért elmegy a rendőrségre (ahol nincs senki), és mivel ő maga polgárőr, ezért van egy kulcsa a cellához, így ki tudja szabadítani a fiát. Közben a rendőr odaért a házhoz, Gary anyja nyitja ki az ajtót. Ahogy megtudja, hogy Gary küldte oda a rendőrt, ezért tudja, hogy komoly a dolog, és felküldi a rendőrt az emeletre. Gary és az apja is odaérnek, Gary jobb híján magához veszi a curling korongot, és bemegy a házba. A rendőrt megtámadja valaki, dulakodni kezdenek, amikor megjelenik e másik bűnöző egy pisztollyal, azonban ekkor Gary fejbevágja a curling koronggal. A rendőr mindkettőt megbilincseli és erősítést kér. A ház előtt nagy tömeg gyűlik össze, és a tévé is megjelenik, ezért Gary ragaszkodik hozzá, hogy a rendőrfőnök menjen le nyilatkozni, amit az meg is tesz, és learatja a sikert. Gary szép csendben hazaindul, csak a szüleitől búcsúzik el. |      |                            |                |                             |                      |
| 67 | 22   | „Play It Again, Sammo”     | Gary Nelson    | Sean Clark                  | 1999. május 8.       |
| Sanghajban egy múzeumból valaki ellopja egy legendás hadvezér, Biao tábornok harci sisakját. Chicagóban Gary egy kínai turista kirablásáról értesül az újságból, akit átlátszó ürüggyel sikerül egy taxival eltávolítania, azonban most őt veszi körbe három férfi, akik egy csomagot követelnek tőle, amiről Gary nem tud. Váratlanul valaki egy szaltóval közéjük ugrik, és megfutamítja a támadókat, majd ő is eltűnik. Gary azt olvassa, hogy egy művészt kirabolnak a lakásán, ezért odamegy, és egy fiatal kínai származású hölgyet talál ott, aki kidobott használati tárgyakból modern szobrokat készít. Gary úgy érzi, kénytelen megvenni tőle egy szobrot, ami sisakokból van összeállítva. A kínai „turista” (akiről gyanítani lehet, hogy köze van az ellopott sisakhoz), elmegy az unokahúgához, ahhoz a fiatal szobrásznőhöz, akinél Gary korábban járt. A férfi azt a sisakot keresi, amit nemrég otthagyott az unokahúgánál. Ő azonban azt is felhasználta a szobra elkészítéséhez. Gary nevét, címét nem ismeri, de a férfi megtalálja. Előbb azonban egy szintén kínai származású rendőrnyomozó keresi fel Garyt, aki elmondja neki az ügy hátterét, aminek a kinyomozásával megbízták. Garynek nincs tudomása róla, hogy az általa megvásárolt szobor tartalmazza a keresett sisakot is. Amikor a férfi ideérkezik, a nyomozó megkötözi. A férfi észreveszi a szoborban lévő sisakot. Amikor a nyomozót telefonhoz hívják, a férfi leüti Garyt, majd távozik a sisakkal. Felhív valakit telefonon, akinek át akarja adni a sisakot. A helyszínen azonban a korábban már látott három férfival találkozik. Nekik korábban el akarta adni a sisakot, de túlzott áron. Most ingyen követelik tőle. Váratlanul megérkezik az unokahúga, aki egy szállítmányozási cég számlája alapján találta meg a helyszínt. A férfi gyorsan beszáll a nő hippi-stílusú VW-autójába, és elmenekülnek. A kikötőhöz érkeznek. Mivel a rendőrnyomozó Gary nyomában jár, ezért együtt mennek a kikötőbe. Itt a nyomozó újból kamatoztatja taekwondo tudását, és harcképtelenné teszi a három támadót, amibe kicsit Gary is besegít egy motorkerékpárral. A nyomozó nagylelkűen elengedi a férfit (bár műtárgy csempészésért letartóztathatná), azzal az indokkal, hogy „segített a műtárgy visszaszerzésében”. |      |                            |                |                             |                      |
| 68 | 23   | „Blowing Up Is Hard to Do” | David Grossman | Jeff Pinkner, Carla Kettner | 1999. május 15.      |
| Gary megment egy nőt a vízbefulladástól egy női konditeremben, ahova csellel sikerül bejutnia. A nő férje nyomozó, aki korábban már találkozott Garyvel. Gary nem tud épkézláb magyarázatot rá, hogy mit keresett ott, így azt mondja, hogy a barátnőjével akart beszélni. A házaspár kíváncsi a barátnőre, így vacsorameghívást kapnak, ami elég kínosra sikerül, a végén Erica bevallja, hogy szakítani akar. Gary tudomására jut, hogy egy tévés műsorvezető kocsiját fel akarják robbantani. A nyomozó ismerősét valahogy ráveszi, hogy menjenek oda, és az utolsó pillanatban megakadályozzák a robbanást. Azonban a nyomozónak jelentést kell írnia, hogy honnan tudott előre a bombáról. Gary átlátszó magyarázatként azt mondta, hogy éppen ott leesett a kontaklencséje, a nyomozó azonban a jogsija alapján tudja, hogy Gary nem hord kontaklencsét. Gary a helyszínt elhagyva két fickót vesz észre, akik a robbanás meghiúsult helyszínének közelében várakoznak, és az egyik egy hatalmasat tüsszent. Másnap nem érkezik meg a szokásos újság, ebből Gary helyesen arra következtet, hogy a szerkesztőséget támadás fogja érni, talán egy hasonló bombamerénylet. Megpróbálja az ott dolgozó újságírónő ismerősét riasztani, de ő nem veszi komolyan. Gary értesíti a nyomozót, majd észreveszi azt akét fickót, akiket a korábbi eset helyszínénél látott, mert az egyik most is egy nagyot tüsszent. Amikor a nyomozó igazoltatni akarja őket, azok elrohannak. Gary az újságban azt olvassa, hogy a magasvasúton, üldözés közben egy rendőrnyomozó meghalt. Gary taxival utoléri a metrót, sikerül felszállnia, majd a nyomozóval közös erővel elkapják a két elkövetőt. Közben Erica Henryvel mindenkitől elbúcsúzik (csak Gary nincs ott), majd kimennek a vasútállomásra. Gary úgy tudja, hogy a 11 órás vonattal fognak menni, amit még éppen elér. Egy kalauz átad neki egy üzenetet, amit Erica hagyott neki. Egy korábbi vonattal utaztak el, mert Erica félt tőle, hogy elgyengül, ha Garyvel találkozik és akkor nem utazott volna el. Hazamennek a szüleihez, akik egy Galena nevű településen laknak. Erica azt írja, hogy szereti és nem fogják Garyt elfelejteni. |      |                            |                |                             |                      |

### 4. évad
| # | Szám | Eredeti cím                    | Rendezte         | Írta                                                    | Eredeti vetítés      |
| --- | ---- | ------------------------------ | ---------------- | ------------------------------------------------------- | -------------------- |
| 69 | 1    | „The Out-of-Towner”            | Gary Nelson      | Alex Taub                                               | 1999. szeptember 25. |
| Gary reggel kimegy két potenciális baleset helyszínére, de mire odaér, a probléma megoldódik. Gyanítani kezdi, hogy valaki más is megkapja a balesetekre vonatkozó információkat, és a gyanúja beigazolódik, amikor találkozik Sam-mel, aki New Yorkból érkezett, és az ottani „holnapi” újságot kapja meg. Gary és Sam egy eset helyszínén futnak össze, ahol egy munkás lezuhant volna a tetőről. Sam „nagypályás”, fizetett alkalmazottakat foglalkoztat napi 24 órában, akik kimennek az általa megadott helyszínekre és elhárítják a problémát. Azonban Sam-nek is van egy problémája: a lánya (akivel évek óta nem tartja a kapcsolatot, mióta az anyjával elváltak) éppen most tartja az esküvőjét Chicagóban. Sam kínos helyzetbe hozza magát, amikor megpróbál megakadályozni egy potenciális tüzet az esküvő helyszínén, ahova Gary is megérkezik. Gary meghívja az éttermébe ebédelni, de Samnek nem tetszik a hely. Sam nem csinál nagy ügyet belőle, hogy (az alkalmazottai kifizetésére hivatkozva) a saját hasznára fordítja az újság információit, így rendszeresen nagy összegű pénzeket vesz fel. Másnap reggel Gary mindkét újságot megkapja, és kiderül, hogy Sam ott aludt a pult mögött. Gary próbálja Sam „ügyeit” is menedzselni, de a fizetéseket nem intézi jól. Gary elmegy Sam lányának esküvőjére is, de a menyasszony nem fogadja pozitívan az apja emlegetését. Gary kimegy egy potenciális öngyilkosság helyszínére, egy hídra, ahol egy elkeseredett férfi készül leugrani. Véletlenül Sam is arrafelé autózik a vadonatúj Ferrari sportkocsijában, és odamegy hozzájuk. Sam elmondja, hogy neki mennyire elkeserítő a helyzete a férfiéhoz képest, így az lemond az öngyilkosságról. Sam lánya is megjelenik és megbocsát az apjának. Sam a távozása előtt átadja Garynek a Ferrari slusszkulcsát. |      |                                |                  |                                                         |                      |
| 70 | 2    | „Duck Day Afternoon”           | Randy Roberts    | Carla Kettner                                           | 1999. október 2.     |
| Gary arról olvas az újságban, hogy Hickory-ban, ahol a szülei laknak, tornádó fog lecsapni, ezért felhívja őket telefonon, hogy menjenek le a pincébe. A szülei ehelyett pár óra múlva megjelennek Gary ajtajánál. Gary-t kínosan érinti a szülei váratlan látogatása, de nem tudja megmondani nekik, hogy zavarja a jelenlétük. Az apja például horkol, ezért Gary azt találja ki, hogy pokrócba takarózva lemegy a szülők lakókocsijába aludni. Másnap arra ébred, hogy a lakókocsi mozgásban van. Ugyanis rossz helyre lett leparkolva, ezért a rendőrség utasítására elvontatják. Gary-nél persze nincs pénztárca. Az irodába egy mérges férfi lép be, és ki akarja fizetni a büntetést a kocsija elvontatásáért, de nincs elég pénze, az összegből 38 dollár hiányzik, ezért még mérgesebben elmegy, mert ahhoz is szüksége lenne a kocsijára, hogy pénzt szerezzen. Gary alibiként, hogy ne legyen otthon elmegy kislibákat menteni egy forgalmas kocsiúton, amiből nagy dugó keletkezik, és egy újság fotósa lefényképezi a nemes állatmentőt. Gary felhívja, hogy ne közöljék le a fényképét, de a fotós nem foglalkozik a kérésével, sőt Gary óvatlanul a nevét is megmondja, így a képe és a neve is megjelenik a másnapi lapban. A szülők zokon veszik, hogy a fiuk ilyen ürüggyel húzta ki magát egy családi tevékenységből, amit együtt csinálhattak volna. Ezért másnap Gary magukkal viszi őket, amikor arról olvas, hogy egy ATM-nél egy fiatal nőt ki fognak rabolni. Megvárják a potenciális áldozat feltűnését, majd Gary akcióba lép, és mint a bank alkalmazottja tájékoztatja a nőt, hogy az ATM most éppen nem működik jól, és saját zsebből ad a nőnek 20 dollárt, mert annyit szeretett volna kivenni. Miközben ezt intézi, apja elhatározza, hogy ő is venne fel pénzt, és mivel Gary megkérte rá, hogy semmiképpen ne az ATM-ből, ezért bemegy a bankba. Gary újságja azt írja, hogy „a bankban kiraboltak egy turistát”. Gary rájön, hogy ez csak az apja lehet, aki most is tiritarka inget visel. Utánamegy a bankba, és ott felismeri a férfit, akit az autós telepen látott, ahol az elvontatott autókat lehet kiváltani. A férfi Gary apjától követel 38 dollárt, aki nem akarja neki odaadni. A biztonsági őr próbál közbeavatkozni, de a fegyvere leesik a földre, és az amatőr rabló felveszi. Ezzel egy túszdráma kezdődik. Közben az újság fotósa információkat kerestet az asszisztensével, és kiderül, hogy a „Gary Hobson” név több újsághírben is felbukkan, ahol majdnem szerencsétlenség történt, amit sikerült neki megakadályozni (pl. országútra kényszerleszállást végző repülőgép, stb). Ezt megtudva a fotós a helyszínre megy, és megpróbál minél közelebb férkőzni, bár először a rendőrök elküldik onnan. Közben mesterlövészek, fegyveresek veszik körül a bankot, lövésre készen. Gary felajánlja a rendőrségnek, hogy bemenne az anyja helyett, de elküldik őt is, azonban egy óvatlan pillanatban beoson a bankba. Mivel Gary anyja nem akar távozni, a rabló elenged egy fiatal nőt. A Hobson család heves vitába kezd a köztük lévő problémákról (az őszinteséget Marissa is javasolta Garynek, amikor érzékelte, hogy a szülei jelenléte gondot okoz neki, de nem beszél róla). A fegyveres felügyelete mellett - aki egymás után megadja nekik a szót - mindenki elmondja, hogy ő hogy látja a családban lévő ellentéteket. Heves vita alakul ki, a fegyveres csak egy plafon felé leadott lövéssel kapja vissza a figyelmet. Azonban a lövést kint is meghallják, és az újság már „vérfürdő a túszdráma vége” címet hoz le. Gary felhívja telefonon a rendőrségi túsztárgyalót és megnyugtatja, hogy csak véletlen lövés volt, a bent lévők jól vannak. Szülei az ablakba mennek és integetnek. A fotós a tetőre megy, amit a rendőrük észrevesznek, és utána küldenek valakit, hogy hozza le onnan. Az újság címe megváltozik arra, hogy egy rendőr meghalt, amikor mászás közben leesett. Ezért Gary kioson a lépcsőház felé, és észreveszi a rendőrtisztet, aki létrán mászott felfelé, és a létra leszakadt alatta. Gary az ablakon kinyúlva próbálja megfogni, de tudja, hogy egyedül, egy kézzel nem fogja elbírni a férfi súlyát. Közben a rabló is megérkezik, akinek nem tetszik, hogy Gary az engedélye nélkül elhagyta a helyszínt, Gary azonban a segítségét kéri, hogy együtt tartsák meg a mélység fölött kapaszkodó férfit. Végül a rabló is odamegy, a fotós pedig fentről lefényképezi mindhármójukat. Az újság „A túszszedő megmenti a rendőrt - jól végződött a túszdráma” felirattal jelenik meg. (a túszszedőt elvezetik a rendőrök, további sorsáról nem tudni). Gary szülei este bejelentik, hogy dolguk van otthon, és azonnal indulniuk kell. Gary kissé szabadkozik, majd egy őszinte hangú beszélgetés után abban egyeznek meg, hogy a ritkább, rövidebb látogatás jobban megfelelne neki, mert a szülei jelenlétében gyereknek érzi magát és ez zavarja. A szülők egyetértenek vele a ritkább látogatásokban, majd baráti hangulatban elmennek vacsorázni, mivel Gary azt javasolja, hogy ráérnek reggel hazaindulni. |      |                                |                  |                                                         |                      |
| 71 | 3    | „Take Me Out to the Ball Game” | Reza Badiyi      | Sean Clark                                              | 1999. október 9.     |
| Gary megment egy asszonyt attól, hogy megsérüljön egy állványról leeső festékes vödör miatt. Közben váratlanul feltűnik Chuck ugyanott és Gary nadrágjába kell kapaszkodnia, hogy le ne essen, ami a nadrág lehúzásával jár. A Cubs baseball-csapatához újonc játékos kerül, aki az újság szerint nagyon ritka ütést fog végezni, így Gary és Chuck szeretnék megnézni, a jegyek beszerzését Chuck magára vállalja. Közben Gary elmegy megmenteni egy fickót a fulladástól, amit egy félrenyelt kolbászdarab okozna a parkban. Azonban az újság azt írja, hogy a játékos eltöri a lábát, ezért odarohannak, ahol elkapják, amint a magasvasút lépcsőjén majdnem elesik egy csinos bő után bámulva. Az újság ezután a játékos eltűnéséről ír. Kiderül, hogy van egy bátyja a városban, akinek van egy étterme, és őt ment megnézni. Azonban a bátyja a maffiától vett fel korábban pénzt, és nem tudta időben visszafizetni, ezért több pénzt követelnek tőle. Majd majdnem lelövik, de addigra odaér Gary és Chuck is, verekedés tör ki, a maffiózók elmenekülnek. A rendőrség őrizetbe veszi őket, de a baseball-meccsre hivatkozva az őr elengedi őket. Ekkor az újság azt írja, hogy a báty éttermének konyhájában tűz üt ki, amiben a tulajdonos meghal. Odarohannak és poroltóval eloltják a tüzet. Gary elmegy egy elromlott festékes-kompresszor halálos balesetét megakadályozni, de közben a festék beteríti a ruháját, ezért hazamegy átöltözni. Az újság ekkor azt írja, hogy „az újonc karja eltört, a Cubs vesztett”. A csapos odaadja kölcsönbe a motorját, Gary azon megy a stadionhoz, ahol látja, hogy egy fekete limuzinba tuszkolják Chuck-ot és az újonc játékost, így követi a kocsit. Egy parkba mennek, ahol Gary észreveszi azt a fickót, akit megmentett a fulladástól, meg még három ugyancsak nagydarab haverját, így megkéri, hogy hívják ki a rendőrséget, mert valakit meg akarnak ölni a parkban (az újság szerint Chuck az áldozat). Alkudozás kezdődik a maffiafőnök és az újonc játékos között, és amikor Chuck is beleszül, őt le akarja lövetni a főnök. Azonban addigra megérkezik egy rendőrautó az egyik oldalról, a másik irányból a négy nagydarab fickó és a maffiózókra vetik magukat (sérülésekről nincs hír). A rendőrség hálás, mert régóta szerették volna elkapni a maffiafőnököt, de eddig nem volt közvetlen bizonyíték ellene. Gary és Chuck végre eljut a stadionhoz, ahol hamarosan kezdődik a meccs és előre örülnek az élvezeteknek. Szerencsére nekik van jegyük, amit Chuck szerzett egy jegyüzértől, de a közelükben egy kisfiú nagyon szomorú, mert az apukája hiába ígérte meg neki, hogy bejutnak a meccsre, addigra minden jegy elkelt. Chuck nagyon megsajnálja, és odaadja nekik a két jegyet (először 500 dollár kér érte, de amikor azt a papa sokallja, akkor inkább odaadja ingyen). Még a sapkáját is a fejébe nyomja a gyereknek. Majd gyorsan hazamennek. |      |                                |                  |                                                         |                      |
| 72 | 4    | „The Iceman Taketh”            | Scott Paulin     | James Stanley, Diane Messina Stanley                    | 1999. október 16.    |
| Gary egy luxushajó felrobbanásáról olvas. Sikerül észrevétlenül felosonnia a hajóra az elegáns vendégek közé, mivel magához veszi az egyik vendég meghívókártyáját, aki közlekedési dugó miatt nem érkezett meg. Kiderül, hogy a férfi partnernője Brigatti nyomozó, aki egy ékszertolvaj után nyomozva jutott el idáig. Gary megakadályozza a hajó robbanását, ami a gépházban gézszivárgás miatt következett volna be. Brigatti ragaszkodik hozzá, hogy Gary egy darabig játssza el, hogy ők friss házasok, mivel csak így tudja folytatni a nyomozást. Másnap reggel ugyanis az igen értékes Lermontov gyémánttal díszített nyakéket „ajándékozza” neki Gary. Az ékszerüzletben egy gazdag üzletember és ifjú felesége is jelen van. Gary közben, mintegy rutinszerűen a parkban megmenti egy versenykerékpáros életét, aki elé egy kutya szaladt volna ki az úttestre. Gary kolbászt dob a kutyának, ami emiatt megáll, hogy elkaphassa. Brigatti eközben felmegy a szálloda tetejére, valami gyanús nyomot követve, és majdnem leesik, de Gary időben érkezik és felhúzza. Az estélyen Brigatti a nyakán viseli az ékszert. Tánc közben sötétbe borul a terem. Pár másodperc múlva visszatér a világítás. A nyaklánc érintetlenül ott van Brigatti nyakán. Azonban az egyik hölgynek hiányzik a gyémántokkal kirakott órája. Az órát a Brigatti számára gyanúsan viselkedő férfi zakójának rejtett zsebében találják meg, így a férfit letartóztatják, bár ő nagyon tiltakozik. Másnap az ékszerboltban, amikor Brigatti visszaviszi a csalinak használt nyakláncot, az eladó közli vele, hogy az egy hamisítvány. A rendőrfőnök nagyon dühös és Brigattit hibáztatja, ráadásul a rendőrségnek kellene megtérítenie a kárt. Gary azonban rájön, hogy nem a férfi az ékszertolvaj, hanem a női partnere, aki éppen meg akar lépni a kocsijával, így Gary gyorsan beugrik mellé az ülésre. A nő bevallja, hogy valóban ő cserélte ki a nyakláncot, amikor Brigatti és Gary „színlelésből” megcsókolták egymást az ékszerüzletben. Mivel nem akar ezért börtönbe menni, ezért előveszi a nyakláncot, és kidobja a kocsiból, ami egy kukásautóban akad fenn. Gary a kukásautó után rohan, sikerül felszállnia rá, és megkaparintja a nyakéket. Az epizódból nem derül ki, milyen körülmények között juttatta vissza az ékszert Brigattinak. |      |                                |                  |                                                         |                      |
| 73 | 5    | „Camera Shy”                   | Reza Badiyi      | Eric Tuchman                                            | 1999. október 23.    |
| A Sun Times fotósa büntetésből egy konzervuborka terjesztő cég ünnepségére megy fotózni. Gary is ugyanide tart, mert itt több ember meg fog sérülni egy balesetben. A potenciális sérülteket sikerül elküldenie egy leeső súlyos díszlet alól, de a fotós beleesik egy kádba, így ő kerül más újságok címlapjára. Emiatt az újság szerkesztője kirúgja. Gary egy múzeumba siet, ahol egy játszó gyerek halálos áramütést fog kapni. Az újság fotósa jelenleg itt dolgozik, a látogatók gyerekeit helyezi el dekoratív háttér előtt, de az egyik gyerek elég morcos, így a fotós vaktában kattintgat más irányokba, hogy a gyerek megszokja. Gary megmenti az óvatlan másik gyerek életét, aki az elektromos hosszabbítóba egy kulcsot akart bedugni. Azonban kisebb baleset történik, amiért a fotós hibáztatják és kirúgják. Kénytelen beadni a két fényképezőgépét zálogházba. Azonban a múzeumban olyan ember is jelen volt, aki nem akar címlapra kerülni, így egy volt bokszolót küld a fotósra, hogy szerezze meg tőle a film negatívját. A film azonban a gépben van (az meg a zaciban), így nem tudja odaadni. A verőember kést vesz elő, de ekkor megérkezik Gary és a járdán megállva felveszi a fotóst az autójába, majd elhajt. A verőember látja az étterem nevét a kocsi hátulján, így mire Gary hazaér, a lakása fel van dúlva és a verőember tőle követeli a fénykép negatívját. A macska megzavarja a támadót, Gary behúz neki egyet, és a tetőn, majd a létrán lemenekül az utcára és elbújik a szemetesben. A verőemberért egy autó jön és a múzeumban lefotózott ember vezeti. Gary 800 dollárért kiváltja a fotós fényképezőgépét a zálogházból és visszaadja a fotósnak. Visszamennek az újság szerkesztőségébe, és egy kolléganő beengedi őket az előhívó laborba. Itt a felvételeket megnézve, felismernek rajta egy férfit, egy milliomost, akinek zűrös pénzügyi akciója volt, majd a jachtja balesetet szenvedett, és a férfi eltűnt. Eddig a hivatalos verzió az volt, hogy a férfi meghalt. A két veszélyes alak megkeresi a fotós menyasszonyát, és az életét fenyegetve azt követelik a fotóstól, hogy az edzőteremből vigyék el nekik a bokszolás gyakorlásához használt bőrzsákot. Gary és a fotós ezt meg is teszik, ekkor kiderül, hogy a zsákhoz erősített lánc platinát tartalmaz. Azonban az idősebb férfi (a milliomos) utasítást ad a társának, hogy ölje meg a három tanút, addig ő a hajójához megy és elhelyezi benne az értékes láncot. A verőember nem akarja megölni a tanúkat. Nem lehet tudni, mit találtak ki, de a verőember visszamegy a főnökéhez, mintha elvégezte volna a rá bízott gyilkolást. Az elveszi tőle a fegyvert és ráfogja a férfira. Ekkor a többiek akcióba lépnek, és egy vakus felvétellel elvakítva a férfit, lefegyverzik. Megérkezik a rendőrség és a férfit letartóztatják. A fotós menyasszonya az esküvőjüket kezdi tervezgetni... |      |                                |                  |                                                         |                      |
| 74 | 6    | „Wild Card”                    | Kevin Dowling    | Josh Appelbaum, André Nemec                             | 1999. október 30.    |
| Patrick, a csapos váratlanul felmondja az állását. Gary elfogadja, de Patricknek valamiért az a benyomása, hogy Gary, a főnöke neheztel emiatt, és mindenképpen ki akarja engesztelni, ezért követi Garyt és közbeavatkozik, amivel minduntalan újabb galibákat okoz neki. Például Gary megmenti egy autószerelő életét, de Patrick egy véletlen mozdulattal legurít egy drága autót egy emelvényről, ami nekiütközik a falnak és összetörik. Az újság arról ír, hogy egy elhagyott raktárban tartott buliban tűz fog keletkezni, amiben 4 ember meghal. Patrick meghallja, hogy rave partiról van szó, amiken rendszeresen részt szokott venni. Nem derül ki, hogyan, de Garynek sikerül a rendőrséggel lezáratnia a helyszínt, még a buli megkezdése előtt. Patrick azonban (mivel segíteni szeretne) elmegy egy haverjához, aki a buli szervezői között van, és módosíttatja vele a helyszínt, hogy „ne történjen meg a baj”, amiről úgy tudja, hogy a főnöke a hatodik érzékével előre megérez. Az újság ekkor már 16 áldozatról ír, akik vagy a tűzben haltak meg, vagy füstmérgezésben. A tragédia helyszínét azonban már nem tudja Gary elolvasni, mert a Patrick által ablakmosáshoz használt vödör víz a fejére borul egy létra tetejéről, így elmegy átöltözni. Ezalatt Patrick elmegy, hogy összepakolja a holmiját, és oda sem figyelve elviszi Gary újságját is, amit a csomagoláshoz akar felhasználni. Gary visszatér a szárítkozásból és átöltözésből és keresi az újságot, mivel a tragédia helyszínét még nem tudta elolvasni. Marissa megjegyzi, hogy az újságot Patrick vihette el. Gary elrohan Patrick lakására, ahol már minden össze van pakolva és felrakva a költöztetéshez használt teherautóra. Az összes dobozt kinyitják, hátha abban van az újság, de egyikben sincs. Végül Patricknek eszébe jut, hogy egyetlen dobozt expressz csomagként adott fel. Odarohannak, de az ügyintéző nem akarja őket beengedni, mivel Patrick nem tudja a csomag azonosítószámát. Gary berohan a raktárba, ahol hegyekben állnak a szállításra váró csomagok és keresni kezdik Patrick csomagját. Hamarosan fegyveres biztonsági emberek üldözik őket. Elbújnak egy helyen, amiről később kiderül, hogy egy teherautó csomagtere, ami elindul, hogy a repülőtérre szállítsa a csomagokat. Szerencsére a csomagok közt megtalálják Patrick csomagját, benne pár személyes holmival és Gary újságjával. Gary gyorsan elolvassa a cikket egy zseblámpa fényénél. A kocsiról azonban csak a célállomáson tudnak leszállni, és igyekeznek vissza a buli módosított helyszínére (az áldozatok száma változatlanul 16). Patrick ismeretsége révén kis nehézség után bejutnak a parti helyszínére. Gary a szokásos módon nem tudja elmagyarázni, hogy itt baj lesz, és tűz fog kiütni, és rövid úton kidobják. Patrick közben ráébred, hogy végig ő volt a balul végződő események elindítója egy-egy véletlen, apró beavatkozással (lásd: káoszelmélet, ami többször szóba kerül köztük). A haverja közben megérkezik a buliba, és elmondja neki, hogy a költöztető teherautóval kellett idejönnie, mert a kocsija megsérült egy hülye balesetben (Patrick előtt felvillannak az események a garázsban). Gyorsan kimegy az utcára, és elindul a teherautóval, mert tudja, hogy az a változás, amit ő okozott és sejti, hogy az lehet az újabb baj helye is. Gary közben azt olvassa, hogy egy pultos fiú volt az áldozat, amikor felrobbant egy teherautó. Utánarohan a kigördülő autónak, és beugrik Patrick mellé, majd felszólítja, hogy ugorjon ki, azzal kiugrik. Patrick kicsit késve reagál, mert egy kutya került az autó útjába, ami hamarosan felrobban és kigyullad. Patrick erősen füstösen, de épségben kerül elő, és azt kezdi magyarázni, hogy ez jel volt a számára, hogy a főnökének szüksége van rá, és itt kell maradnia. Gary többször elmondja neki, hogy ki van rúgva, de Patrick ezt viccnek fogja fel. |      |                                |                  |                                                         |                      |
| 75 | 7    | „Fatal Edition, Part 1”        | Gary Nelson      | Jeff Pinkner                                            | 1999. november 6.    |
| Az epizód 1. része. Az újság azt írja, hogy egy oknyomozó riporter, egy Frank Scanlon nevű, súlyosan megsérül és kómába esik. Gary odarohan, ahol éppen a könyvét dedikálja, majd követi az utcán. Egy elegáns autóból kiszálló férfi golfütővel akarja megverni a riportert, de Gary ráveti magát és a férfit őrizetbe veszik. Scanlon a szerkesztőségben megtudja, hogy a megmentője, egy bizonyos Gary Hobson már több baleset és szerencsétlenség helyszínén látható volt, ezért gyanús neki, mert nem hisz az emberek önzetlenségében. Scanlon másnap reggel felkeresi Garyt az étteremben, hogy beszélgessenek, de Gary egy eset miatt elsiet. Egy autótelepen egy lakókocsi elszabadul, és letarolja az őrbódét, benne egy törpe termetű őrrel. Gary még időben érkezik, és kirántja a kis termetű férfit a székéből, aki rémülten elrohan. A bódé összetörik. Scanlon bemegy érdeklődni a rendőrségre Hobson ügyei iránt. Washington nyomozó a védelmére kel, mivel az ő feleségét is megmentette a vízbefulladástól (aminek előidézéshez Hobsonnak nem lehetett köze). Az újság címlapja megváltozik: Frank Scanlont meggyilkolták. Washington nyomozó este felkeresi Hobsont az étteremben, és figyelmezteti rá, hogy Scanlon nem fog leszállni róla. Korábban Marissa is erre hívta fel Gary figyelmét. Gary megemlíti a nyomozónak, hogy esetleg nem lenne rossz ötlet Scanlont rendőri védelem alá helyezni, mivel sok haragosa van, ehhez azonban nincs konkrét fenyegető ok. Frank Scanlon megérkezik a kocsijával a kikötőbe egy elhagyatott helyre. Az újság azt írja, hogy este 10 óra körül ölhették meg. Gary úgy gondolja, hogy mivel még csak 8:15 van, még időben odaér, bár Marissa le akarja beszélni róla. Hobson valóban odaér még 9 előtt, de Frank Scanlon már a kocsija közelében a földön élettelenül fekszik, előtte egy pisztoly (később kiderül, hogy azzal ölték meg, egyetlen lövéssel a szívébe). Hobsont a helyszínen elfogják. Hobson vállalkozik a hazugságvizsgálatra, azonban ez rossz döntésnek bizonyul, mert a „titkol-e valamit?” kérdésre „nem”-mel válaszol, a műszer pedig erősen kileng, ami azt jelzi, hogy nem mondott igazat. Hobson nagy bajba kerül, mert ő a gyilkosság egyetlen gyanúsítottja. Marissa meglátogatja Hobsont, aki már azt latolgatja, hogy az újság bajba akarta őt sodorni, mert 10 órát írt, de Scanlont már 8 óra körül lelőhették. Marissa rámutat, hogy ez a téves információ inkább a rendőrségtől származhat, és az újság nem akar neki bajt. Másnap reggel Hobsont kihallgatásra viszik a bíróságra, ahol a folyosón egy másik vádlott megtámad egy ügyvédet és az őrséget is. Közben Gary mellett megjelenik a rőt szőrű macska és az újság, ami azt írja, hogy „Egy őrizetes a bíróság emeleti ablakán át megszökött”. Gary fogja magát és (bízva az újságban) kiugrik a nyitott ablakon egy éppen ott álló teherautó tetejére. Gary felhívja Marissát, hogy vásároljon egy fogót, amivel a bilincset le tudják vágni. Közben a rendőrség nagy erőkkel keresi Hobsont. Még Brigatti nyomozó is kételkedni kezd benne, akinek a lakására Hobson este beoson, mert nincs hová mennie, és az utcán nem csak keresik, hanem hideg is van. Hobson elmondja neki, hogy az autótelepen az egyik őr tudhat valamit az üggyel kapcsolatban. Brigatti azonban előírás szerint erősítést akar kérni és fegyvert fog rá, de nem lövi le. Hobson csalódottan elmegy. A rendőrség bűnjel raktárában valaki felveszi Hobson kesztyűjét és néhány lövést ad le egy céltáblára a Frank Scanlon mellett talált fegyverrel. Hobson védekezése ugyanis az volt, hogy ő nem lőhetett, mert a lőpor nyomott hagyott volna a kesztyűjén. A titokzatos kéz gondoskodott róla, hogy a lőpor nyoma rajta legyen a kesztyűn. |      |                                |                  |                                                         |                      |
| 76 | 8    | „Fatal Edition, Part 2”        | Gary Nelson      | Doris Egan                                              | 1999. november 13.   |
| Az epizód 2. része. Az újság azt írja, hogy a parkolóőrt megölik, ezért Gary odarohan. Valóban rálőnek egy elhaladó gépkocsiból, de Gary megmenti. Az autó hátulja jellegzetesen eltérő színűre van festve. Gary találkozik a fotós újságíróval, és megkéri rá, hogy csináljon másolatokat az oknyomozó újságíró anyagairól (mivel azokat valaki letörölte a számítógépéről). Miközben az írásokat kényelmesen olvasgatni kezdik az újság parkolóházában, a rendőrség riasztást kap róluk. Szétválnak és így sikerül elmenekülniük, bár Garyt majdnem elkapják a nyomdában. Gary információkat ad át Brigattinak faxon (mintha az anyja küldte volna). Brigatti a hullaházba megy, ahol a nyilvántartás gyanúsan van vezetve pont azoknál az eseteknél, amiknél gyilkosság gyanúja merült fel, de balesetnek lettek lezárva. A kórboncnok Brigattit elkábítja egy injekcióval és a kocsijának a csomagtartójába teszi. Gary azt olvassa az újságban, hogy két nyomozót megöltek egy akció során. Egy vonatpályaudvaron egy korrupt rendőrnyomozó meg akarja ölni Washington nyomozót (akit előzetesen lábon lő), majd Brigatti nyomozót is. Gary közbeavatkozik, leteperi a nyomozót. Ekkor megérkezik a rendőrség és őrizetbe veszik a korrupt rendőrnyomozót és a kórboncnokot. Marissa aggódott Gary miatt, ezért idejön. Gary megnyugtatja egy öleléssel. Brigatti is gyengéd pillantást vet rá, amit Gary viszonoz. |      |                                |                  |                                                         |                      |
| 77 | 9    | „Weather Girl”                 | Mel Damski       | Alex Taub                                               | 1999. november 20.   |
| Gary reggel megnézi a tévében az időjárás jelentést, és mivel az időjárást bejelentő hölgy erősen téved, mert az újság szerint hirtelen eső lesz, ezért Gary a tévéstúdióhoz megy, ahol a parkolóban sikerül beszélnie vele. A hölgy persze nem hiszi el, mivel napos idő van, de hamarosan elered az eső. Az újság azt írja, hogy a halottasházban egy ember meg fog fulladni egy koporsóban. Gary Phil bácsit találja a helyszínen, aki „gyakorlásképpen” befeküdt egy koporsóba (ami belülről nem nyitható). Phil bácsi el van keseredve, mert a virslis kocsijával már más valaki dolgozik, és ő haszontalannak érzi magát. Gary elkap egy tizenévest, aki gördeszkával majdnem beleesik a tóba. Gary jóakaratból alkalmazza Phil bácsit az éttermében mint pincért, azonban a Phil bácsi által választott háttérzene és a saját éneklése elijeszti a vendégeket. Gary véletlenül összefut a csillagvizsgálónál a meteorológusnővel, aki iskolásoknak tart előadást a légkörről. A hölgy megkérdezi, hogy most milyen idő lesz, mire Gary viharos szelet jósol a tó felől, ami perceken belül valóságossá válik, a hölgy piros sálját is elfújja. Gary azt javasolja Phil bácsinak, hogy menjen a Chicago Memorial Hospital-ba dolgozni, mint önkéntes, akinek az a feladata, hogy javítsa a betegek hangulatát. Ez sikerül is Phil bácsinak, de Gary hamarosan arról olvas, hogy a kórházban egy önkéntes gondatlansága miatt robbanás tört ki és hárman meghaltak. Odarohan, és sikerül elzárnia az oxigénpalack csapját, amit Phil bácsi nem zárt el elég jól, amikor lufikat fújt fel a palackkal. Gary visszaviszi a piros sálat a fiatal hölgynek a tévéstúdióba és mivel éppen adásban van, Gary kézjelekkel tudatja vele, hogy pontosan milyen lesz az idő. A napsütéses idő ellenére havazást mond be. Kint utoléri Garyt és nemsokára valóban havazni kezd. Gary azzal magyarázza meg a „képességét” az idővel kapcsolatban, hogy az egyik kulcscsontja egy sportsérülés után nem forrt össze rendesen, ezért megérzi, hogy milyen idő lesz. A következő napokban reggel mindig felhívja a bemondó hölgyet, és ellátja pontos információkkal. Randevúzni kezdenek. Gary a „majdnem robbanás” után átviszi Phil bácsit egy gyorsétterembe, ahol azonnal fel is veszik. Phil bácsi itt is bajt okoz, mert a megszokottól erősen eltérő zenét tartalmazó kazettát rak be a magnóba, ami a többieknek nem tetszik és dulakodás közben kisebb tűz üt ki. Gary időben odaér, mert itt meg gázrobbanás várható, ezért mindenkit kizavar az utcára, és a gázrobbanás be is következik. Egyik nap az újságkiadónál technikai probléma miatt nincs időjárás jelentés az újságban, ezért Gary reggel nem tud mit mondani a hölgynek, aki emiatt összezavarodik és megharagszik Garyre. Gary utána többször próbálja felhívni és üzenetet is hagy neki, de választ nem kap rá. Végül a hölgy egyik reggel elmegy Gary lakására és próbál kedves lenni hozzá, masszírozni kezdi a „fájó” kulcscsontot, de hirtelen mérges lesz, hogy Gary azonnal mondja meg, milyen idő lesz, majd elmegy. Gary Phil bácsival mászkál a városban, próbálja felhívni a bemondó hölgyet, de az nem jön a telefonhoz. Az újság azt írja, hogy a város közös karácsonyfáját, amit aznap állítanak fel a munkások, ledönti egy hirtelen széllökés, és több munkás súlyosan megsérül a balesetben. A munkások persze nem hiszik, hogy hirtelen erős szél kerekedne, mivel szélcsendes idő van, ellenben a brigádvezető azt mondja, hogy ha az időjárás-jelentésben is bemondják, akkor elhiszik, mert „az a hölgy mindig eltalálja, milyen idő lesz”. Gary ezért kénytelen megint bemenni a tévéstúdióba, ahova magával viszi Phil bácsit is. A bemondó hölgy össze-vissza ellentmondó információkat mond az időjárásról, majd bevallja, fogalma sincs, milyen idő lesz, és hirtelen otthagyja az élő adást. A kínos adásszünetben a rendező azt kéri, hogy „beszéljen valaki”, ezért Phil bácsi átveszi a stafétabotot. Gary kis táblákra egy-egy szót ír fel, amit szerencsére Phil bácsi észrevesz és hangosan felolvas. Gary jelzi neki, hogy beszéljen a karácsonyfáról, amit a szél le fog dönteni. A munkások szünetet tartanak a fa körül ülve, és nézik az adást egy kis hordozható tévén. Az utolsó pillanatban el tudnak ugrani a ledőlő fa elől. Rebeca, a bemondó hölgy másnap felkeresi Garyt az étteremben, és lényegében búcsút vesz tőle, mert rájött, hogy csak kihasználta Garyt az általa adott információk miatt (ami mindig pontos volt). Állást kapott egy dallasi tévécsatornánál, ahol a közlekedési hírekkel fog foglalkozni. Gary a hírekben már azt látja, hogy Phil adja elő az időjárási információkat az ő sajátos módján: zenével, énekléssel... |      |                                |                  |                                                         |                      |
| 78 | 10   | „Run, Gary, Run”               | Scott Paulin     | Carla Kettner                                           | 1999. december 18.   |
| Egy görög férfi szeme végzetes sérülést fog szenvedni, ezért Gary Marissával együtt odamegy abba az étterembe, ahol Marissa ismer valakit, így kaphatnak asztalt. A görögök üres tényérokat dobálnak egyenként, amiket Gary igyekszik elapni, hogy azoktól senki ne sérüljön meg. Azonban az utolsó leesik a földre és eltörik, megvágva Gary kezét. Egy készséges hölgy bekötözi a kendőjével, és táncba hívja Garyt, bár annak semmi kedve hozzá. Marissa egy idő után megunja a dolgot, mivel másnap reggel be kell fizetnie valamit a postán, amit Gary elvállalt, de elfelejtett. Másnap Gary fejfájósan ébred, és az újságban azt olvassa, hogy Marissa végzetes autóbalesetet szenvedett, amikor egy piroson áthajtó autós elgázolta. A kocsijával nem tud elindulni, kerékbilincset tettek rá, mert nem fizette be időben a parkolási díjat. Futva indul tovább, egy parkon keresztül futva egy kutya támadja meg, aki megszerzi az egyik cipőjét. Egy taxihoz ér, amibe ugyanakkor egy szőke nő is beszáll, akiről később kiderül, hogy orvos. Egy darabig együtt utaznak, de a nőt felhívják telefonon, hogy egyik páciensének allergiás reakciója lett egy diós szendvicstől. Így a nő visszafordítja a taxit, hogy odamenjen. Ezért Gary kénytelen hamarabb kiszállni. Megpróbál egy békésen kávézgató férfit rávenni, hogy elvigye a kocsijával, de kiderül, hogy nincs nála a pénztárcája. Gary arra gondol, hogy beugrik a kocsiba és elhajt vele, de egy rendőr éppen ott van és kiszállítja a kocsiból. Gary egy üvöltéssel ébred, mert nem ért oda időben, és Marissát elgázolták. Ugyanaz a nap kezdődik! Szinte minden ugyanúgy kezdődik, de most nem felejt el pénztárcát vinni. A kocsiját már lebilincselték, így azt nem tudja használni. A taxiban ugyanúgy ott van a szőke hölgy, és ugyanahhoz az esethez hívják, így Gary kiszáll. A férfit az utóval majdnem rá tudja venni, hogy elvigye 50 dollár ellenében, de ekkor az az ötlete támad, hogy inkább a rendőrhöz fordul, hogy az vigye el. Elindulnak, de a rendőrnek gyanús lesz Gary viselkedése, és zavaros magyarázata „a barátjáról, aki balesetet fog szenvedni”, ezért kiszállítja a kocsiból. Gary rohanni kezd, odaér a helyszínre, és kiabálással sikerül is felkeltenie annak a sofőrnek a figyelmét felkeltenie, aki elgázolta volna Marissát. Azonban most őt üti el egy világoskék színű kisteherautó. Másnap már fehér kötéssel a kezén ébred, és eszébe jut, hogy előző nap leárazással tudott venni egy Reebok sportcipőt, így most azt veszi fel. Rohanással kezd és kicsit hamarabb a parkba érve figyelmezteti a férfit, hogy dió van a szendvicsben, és futás közben kikapja a kezéből. A férfi kutyája most is utána szalad, de Gary odadobja neki a szendvicset, így a kutya nem üldözi tovább (és nem kaparintja meg a cipőjét). A taxiba ezúttal egyedül száll be, és a doktornő nem kap sürgős hívást, így ő gyalog indul el. Gary sietésre ösztönzi a sofőrt, azonban egy rendőr leállítja őket. A sofőr és a kocsi adatait ellenőrizve kiderül, hogy rablásban való részvételért körözés alatt áll, így nem mehetnek tovább. Gary kiugrik, és egy virágbolt előtt őrizetlenül hagyott biciklire pattan fel (a korábbi két esetben a biciklis elesett, amikor előtte kinyílt egy autó ajtaja). Így Gary időben odaér a posta előtti végzetes kereszteződésbe, észreveszi Marissát, odarohan hozzá, és átöleli. Gary azt javasolja, hogy sétáljanak, és reggelizzenek meg valahol. Közben elnézést kér, hogy nem figyelt oda eléggé arra, amit Marissa kért tőle. |      |                                |                  |                                                         |                      |
| 79 | 11   | „Rose”                         | Julia Rask       | Lorin Wertheimer                                        | 2000. február 19.    |
| Gary egy eset helyszínére siet egy poroltóval, hogy megakadályozza két ember tűzhalálát egy motelszobában. Azonban ugyanazt a párt Crumb magánnyomozó is figyeli (akit Gary ismer még rendőrségi nyomozó korából) és fényképeket készít róluk, amikor külön-külön megérkeznek. Gary megakadályozza a nagyobb tüzet, a pár azonban elslisszol, mielőtt a kompromittáló képek elkészülhettek volna róluk. Gary jobb keze kissé megég, ezért Crumb felajánlja, hogy menjenek az irodájába és ad rá jeget. Egy fiatal, zavarodottan viselkedő, vörös, göndör hajú nő lép be az irodába, és Crumb segítségét kéri, mert valószínűleg ütés érhette a fejét, elvesztette a memóriáját és az iratait, pénz sincs nála. Gary észreveszi, hogy a hölgy bal füle közelében egy római „II”-re emlékeztető tetoválás van. Crumb sajnálkozását fejezi ki, de neki a napidíja 500 dollár, és mivel arra nem számíthat, ezért kitessékeli a hölgyet. Gary vitatkozik egy darabig Crumbbal, majd utána akar menni a nőnek, de nem látja sehol. Másnap azt írja az újság, hogy egy ismeretlen fiatal nő a folyóba fulladt. Gary visszamegy Crumbhoz, aki kelletlenül felkel, majd mivel Gary felfogadja az eset nyomozására, együtt elindulnak, hogy megtalálják a nőt. Egy hajléktalan szállón kapnak egy fülest, hogy a nő ott aludt, és hogy merre mehetett. Odamennek és Gary véletlenül pont belefut, amikor a nő elájul. Elmondja Garynek, hogy egy férfi üldözte. Kiderül, hogy napok óta nem evett, ezért egy közeli bisztróba mennek, ahol a pincérnő felismeri a nőt, automatikusan kihoz neki egy ital, de csak annyit tud róla, hogy rendszeresen viszkit kér szódával. A nő belekóstol, de nem ízlik neki. Az utcán sétálgatnak, mert Gary feltételezi, hogy a nő esetleg a környéken lakik és a környezetről beugrik neki valami emlék. Az újságos is felismeri a nőt, és „Rose”-nak szólítja, továbbá megjegyzi, hogy tartozik neki 28 dollárral a cigaretta miatt, amit ott szokott vásárolni. A nő hirtelen azt mondja: „A nevem Rose Archer”. Gary hazaviszi magához, ahol a nő ruhástól elalszik. Gary felhívja telefonon Crumbot, hogy a név alapján próbálja beazonosítani a nőt. Mivel még mindig időnként szédülés tör rá, ezért Gary elviszi egy orvoshoz, aki megállapítja, hogy csúnya ütés érte a tartkóján, de a memóriáját egy erős érzelmi sokk blokkolja, aminek „disszociatív kihagyás” a neve és átmeneti állapot. Crumb információkat kap a nőről: lopás, zsarolás, sikkasztás, ... a philadelphiai rendőrség körözést adott ki ellene. Crumb egy faxot is kap a nő képével. Crumb az étterem irodájában durván beolvas a nőnek, és felsorolja az ellene felhozott vádakat. Gary félrehívja Crumbot, hogy beszéljen vele, mivel úgy gondolja, hogy Crumb azért viselkedik így, mert a barátnője, akiben megbízott, átverte, ezért azt gondolja, hogy mindenki ilyen. Crumb tagadja ezt és mire visszamennek, a nő már nincs ott, így Crumb igazolva látja, hogy a nő szélhámos. Gary az utcán egész éjjel sétál és keresi a nőt, időnként az újságjába is belenéz, de a nő nem kerül elő és nincs róla hír. Másnap reggel Marissa is azon a véleményen van, hogy a nő megtalálása nem Gary felelőssége, és lehet, hogy Crumbnak igaza van és a nő egy bűnöző. Az újság azt írja, hogy „megfojtottak egy nőt az utcán” és a cikkben „Rosa Archer” fényképe van. Ezért Gary odarohan, és időben félrelök egy férfit, akit Rose-t fojtogatja. Egy közeli kis utcában meghúzzák magukat, így sikerül lerázni a nőt üldöző férfit. A nő nem ismeri fel Garyt. Egy közeli ivóba ülnek be. A nő elmondja, hogy a férfi a volt barátja, aki egy gengszter és 25.000 dollárt követel rajta, ami szerinte az övé. Gary kis gondolkozás után felajánlja, hogy odaadja neki a pénzt és egy bankból felveszi az összeget. Gary ismét elviszi az éttermébe a nőt. Amikor a nő köszön Marissának, az utána fordítja a fejét. A nő azt mondja, hogy szeretne lezuhagyozni. Gary javasolja, hogy vonják be a pénz átadásába Crumb nyomozót, aki ismerős az ilyen szituációkban, de a nő elhárítja a javaslatot. Gary lemegy a földszintre, ahol tájékoztatja Marissát. Megérkezik Crumb, és amikor meghallja, hogy Gary egyedül hagyta a nőt a 25.000 dollárral, felrohannak az emeletre, de a nőnek hűlt helye van és a pénz is eltűnt a táskával együtt. Marissa megjegyzi, hogy mintha két különböző ember lett volna, amikor másodszor találkozott vele, még a hangja is más volt. Gary figyelmét a macska próbálja felkelteni az újságban lévő horoszkóp iránt, ahol az „Ikrek”-nél pont olyan jel van, mint a nő fülénél lévő tetoválás. Gary rájön, hogy esetleg ikrekről van szó, azaz két nagyon hasonló nő létezik (a második dohányzott, de az első nem). Az utcán a 2. nő éppen cigarettát vásárol, amikor az 1. nő észreveszi ás látja, hogy taxiba száll, így ő is taxival megy utána. Gary és Crumb két különböző vasútállomásra mennek. A vasúti pénztárnál az 1. nő találkozik a 2. nővel. Kiderül, hogy az 1. nő neve „Lily”, testvérek, de a 2. nő nem akar vele beszélni. Gary észreveszi a két nőt, akik közül a 2. nő menekülésre fogja a dolgot és szaladni kezd a vonat mellett. Majd elesik és elejti a táskát. Gary vázolja a helyzetet az 1. nőnek (Lilynek), ami szerint Rose a testvérére irányította az őt üldöző férfi figyelmét, hogy őt ölje meg maga helyett. Rose egy pisztolyt vesz elő. Azonban váratlanul feltűnik Rose volt barátja, Jess, aki Garyt követte. Jess-nél is fegyver van, és a pénz átadását követeli Rose-tól. Lilynek eszébe jut, hogy egy templomba akart bemenekülni, de a lépcsőn elesett és ott verte be a fejét. Jess és Rose is magának akarja apénzt és egymásra lőnek, de egyikük sem hal meg. Megérkezik a rendőrség és a mentők és mindkét sérültet elszállítják. Lily ismét Gary szállásán aludt, de másnap reggel az irodájában elbúcsúzik tőle. Lent, a bárhelyiségben feltűnik Crumb és elismeri, hogy nem jól ítélte meg a nőt és Garynek volt igaza. Azonban az eset lezárásaképpen emlékezteti Garyt a napidíja kifizetésére. |      |                                |                  |                                                         |                      |
| 80 | 12   | „Snow Angels”                  | Sander Stern     | Josh Appelbaum, André Nemec                             | 2000. február 26.    |
| A hirtelen hóesés és hideg miatt 17 ember hal meg. Egy fiú egy hóbuckában fog meghalni, amibe beleugrott, de Gary kimenti. A hajléktalanok a hideg miatt fokozott veszélyben vannak, ezért Gary riasztja azt az embert, Earl-t, aki rendszeresen élelmet hoz nekik. A hajléktalanok aznap este a hajléktalan szállóra mennek, emiatt nem fagynak meg az utcán. Gary az éttermébe irányítja Earl-t, hogy Marissa élelmet adjon neki a hajléktalanok számára. Egy négytagú családot egy háziúr ki akar rakni az utcára, mivel nem tudnak fizetni a lakásért. Gary odamegy, és ad pénzt, amennyivel tartoznak, hogy maradhassanak. Gary kocsija elakad egy hóbuckában, ezért gyalog megy tovább. Egy idős hölgyhöz hősugárzót visz „nyeremény gyanánt”, ami nélkül a hölgy megfagyott volna. Az újság azt írja, hogy a „jó szamaritánus” meghalt, miközben másoknak segített. Gary odamegy, amikor a világítóablak leszakad és a férfira esik. Beszélgetnek és a férfi elmondja, hogy nem volt mindig ilyen jó ember, egyszer rá is lőtt valakire. Az újság azt írja, hogy egy férfi meghalt infarktusban, miközben a kocsija kulcsát akarta kiásni. Garynek ez ismerősen hangzik, mivel a férfi érzéketlenül beszélt vele (ő akarta a négytagú családot kirakni az utcára), ezért Gary a férfi kocsijának a kulcsát a hóba dobta. Gary otthagyja a haldokló Earl-t, aki arra biztatja, hogy mentse meg azt a másik férfit, hiszen Gary már hívta őhozzá a mentőket. Gary otthagyja a dzsekijét, mivel Earl nagyon fázik. A másik férfit sikerül kórházba vinnie, ahol meg is műtik, de új szívre lenne szüksége. Earl ugyanoda bekerül, de mire a kórházba érnek vele, már meghalt. Az újság azt írja, hogy a jótékony szamaritánus a szívét adta egy másik betegnek. A férfit megoperálják, megkapja Earl szívét és úgy néz ki, hogy életben marad. Megkéri Garyt, hogy meséljen neki Earl-ről, akitől a szívét kapta. |      |                                |                  |                                                         |                      |
| 81 | 13   | „Gifted”                       | Kevin Dowling    | Dianne Messina Stanley, James Stanley                   | 2000. március 4.     |
| Gary elkap egy fiút, aki leesett egy fáról, így a fiú nem bénul le. Vele van egy osztálytársa, egy vörös hajú lány, aki figyelmeztette, hogy ne másszon fel. A kislányt nevelőszülei nevelik, szülei meghaltak. A nevelőszülők folyamatosan aggódnak, mert nem tudják, hogy a lány merre jár. Gyakran bejelentik a rendőrségen az eltűnését. Este a kislány ablakánál megjelenik a vörös szőrű macsak, aki Garyhez az újsággal együtt szokott megérkezni. A kislány befogadja éjszakára, de reggelre a macska eltűnik, és Garynél jelenik meg. Az újság iskolabusz és kamion ütközéséről ír, így Gary odarohan. A kislány is a buszon utazik, és kéri a sofőrt, hogy álljon meg, „mert baj fog történni”, de a sofőr nem hallgat rá. A kamion vezetője egy palackból iszik valamit, és nem veszi észre a Stop-táblát, ahol meg kellene állnia. Gary azonban felkészült erre és a zsebében lévő teniszlabdát a kamion szélvédőjére dobja, majd a Stop-táblára mutat, aminek hatására a sofőr lefékez, és elkerüli a balesetet az iskolabusszal. Gary észreveszi a vörös hajú kislányt a buszon, és az is látja őt. A nevelőszülőknek dönteniük kell a lány sorsáról, mert az apát áthelyezték Denverbe, és a lányt csak akkor vihetik, ha már hivatalosan örökbe fogadták. A macska ismét meglátogatja a kislányt és az ágyában alszik. Még reggel is ott van, de akkor elindul valamerre (Gary lakásához), így a kislány odáig követi. Gary a szülőket emlegeti, ami a lánynak nem tetszik, így elmegy. A nevelőanya az iskolába megy, ahol találkozik a kislánnyal és kérdőre vonja. Gary megment egy férfit attól, hogy egy üvegtáblába sétáljon, amit épp akkor szállít két munkás a járdán. Majd hirtelen feltűnik a vörös macska és eltűnik valamerre, így Gary követi. A macska ahhoz a házhoz megy, ahol a kislány a lépcsőn ül. A kislány a szüleiről mesél, akik őt Svájcba akarják küldeni taníttatni. A kislány minden ok nélkül azt mondja Garynek: „Vigyázzon a repülőre!” Gary egy építkezéshez siet, ahol munkások nagy fémcsöveket mozgatnak, az egyik elszabadul, és majdnem elkaszál a zebrán egy gyerekkocsit toló apukát. Egy érkező teherautónak is erősen fékeznie kell, hogy ne ütközzön az elguruló csővel. A teherautó oldalára egy repülőgép van felfestve. Gary Marissával töpreng azon, hogy lehet, hogy a kislány előre látta a „repülőt”, amivel „vigyázni kell”, és a kamionnal történt „majdnem balesetről” is tudott előre. A kislány azt hiszi, hogy a nevelőszülők vissza akarják őt adni, ezért éjszaka kimászik az ablakon. A macska követi. Másnap reggel az újság nincs ott Gary ajtaja előtt, ezért elmegy a nevelőszülők házához, akik akkor veszik észre, hogy a kislány nincs otthon. Elmondják neki, hogy a kislány szülei autóbalesetben haltak meg, amikor az apja részeg volt. A „Kurasek” névre Gary felfigyel. A baleset három éve történt, benne volt az újságban is, ami először még hét halottat írt. A kislány éjszaka egy templomban aludt a széksorok között. Csodálkozva veszi észre, hogy a macska közelében egy újság is van. Gary megtalálja a lányt, aki egy templom előtti lépcsőn üldögél. A lány bemegy a templomba, mert nem akar Garyvel beszélni, ő azonban utánamegy. Elmondja neki, hogy tud a lány képességéről, hogy lát olyan dolgokat, amik be fognak következni, és ezt a képességet ő „adottság”-nak nevezi. A lány szerint ez inkább átok, mivel ő saját magát hibáztatja a szülei halála miatt. Megpróbálta többször is figyelmeztetni az apját, aki részegen vezetett, de az durván elhallgattatta. Gary megerősíti, hogy ez adottság, és nem tud mindenkit megmenteni, ha az nem hallgat rá. Egy fekete-fehér visszatekintésből kiderül, hogy Gary három évvel korábban az újság alapján időben odaért ennek a balesetnek a helyszínére, és elhelyezett egy közlekedési terelő csíkot (ennek hatására az újságban az áldozatok száma kettőre csökkent, a két szülőre). Gary próbálta lebeszélni a férfit a további vezetésről, sőt a kocsi kulcsát is sikerült elvennie tőle, de a férfi a feleségétől erőszakkal megszerezte a pótkulcsot és tovább hajtott. A kislány becsatolta a biztonsági övet és életben maradt. A kislány végre megérti, hogy ezt a képességet máshogy kell kezelnie. Gary az újságját keresi, amit megtalál egy alvó apáca arcára borítva. Az újság azt írja, hogy egy romos házban meghalt egy férfi, és Gary felismeri a nevelőapa fényképét. Amikor a lány megfogja Gary karját, világos lesz számára, hogy mi fog történni. A szülők ugyanis azt feltételezték, hogy a kislány esetleg a régi házukban bújt el, amit már le akarnak bontani. A férfi bemegy a házba a feleségével, és a férfi alatt beszakad a padló. Majdnem lezuhan a pincébe, de Gary odaér és felhúzza. A kislány örül, hogy mindketten épségben vannak és megöleli őket. A szülők másnap reggel elutaznak a „lányukkal” és hálálkodnak Garynek a kedvező változásért a lány viselkedésében. Csak annyit tudnak, hogy ők ketten beszélgettek a templomban. A kislány vidáman elbúcsúzik Garytől. Megígéri neki, hogy „még találkozni fognak”, de részleteket nem árul el. Majd a macskától is búcsút vesz. |      |                                |                  |                                                         |                      |
| 82 | 14   | „Performance Anxiety”          | Gary Nelson      | Doris Egan                                              | 2000. március 11.    |
| Gary az újság mellé egy személyes meghívót kap. Egy brit akcentussal beszélő férfi fogadja, aki néhány kérdést tesz fel neki, majd útjára bocsátja. Az éttermi irodában egy ismeretlen férfi jelenik meg, aki New York-ból jött, ahol ugyanaz volt a feladata, mint Gary-nek Chicagóban: megkapta a másnapi újságot, és embereket mentett meg. Azonban néhány hete nem jött az újság. A férfi nagy nehezen bevallja, hogy a saját hasznára fordította az információkat, amikor egy tőzsdei művelettel jelentős összegre tett szert. Azt is hozzáteszi, hogy emiatt egy cég csődbe ment (de őt ez nem izgatja túlságosan). A férfi úgymond „segíteni” akar Gary-nek, ezért elkíséri. Az iroda, ahol Gary-t az angol akcentussal beszélő férfi fogadta, nyomtalanul eltűnt. Gary egyedül megy tovább, de a New York-i férfi kiszedi Marissából, hogy hová ment. Egy ruhatisztítóban közösen megmentenek egy férfit. Másnap reggel Gary azt veszi észre, hogy az újság nincs a szokott helyén, hanem a New York-i férfinál van, aki éppen akkor száll be a kocsijába. A férfi fogadásokat köt egy erre szakosodott irodában, és mindig nyer. Egy fiatal, szemüveges férfi szintén fogad a lóversenyen a saját szisztémájával, és kis ideig úgy tűnik, hogy nyert, de a lovat utólag kizárják a versenyből. Kollégái már pakolják a holmijukat, mivel a kutatásukat nem tudják tovább finanszírozni. A New York-i férfi egy kereszteződéshez megy, ahol a jelzőlámpák meghibásodtak, így több ember meg fog halni. A férfi eleinte jól irányítja a forgalmat, majd káosz alakul ki, az autók összekoccannak. A férfi észreveszi, hogy egy nő figyeli és fényképezi őt. Gary megtalálja a férfit egy hídon, akinél az újságja van, és szeretné visszakapni tőle, de dulakodásuk közben az újság a vízbe esik. Az újságból csak egy fecni marad Gary kezében, amin az áll, hogy egy kutató meghal. Mivel a teljes cikk nincs meg, Gary csak tippelni tudja a városnegyedet, ahol az eset történhetett. Mindketten odamennek. Ugyanaz a fiatalember az érintett, aki nem nyert a lóversenyen. Mivel a cégük csődbe ment (a New York-i férfi tőzsdei manipulációja miatt), kilakoltatja őket a tulajdonos, a holmijuk egy része a pincébe kerül. A gondatlan szállítás miatt a pincében tűz üt ki, a fiatal férfi veszélybe kerül, mert nem akarja otthagyni a prototípust, amit kifejlesztettek. A New York-i férfi bemegy érte, és Gary-vel együtt kimenti, majd a prototípust is kihozza. Senki nem hal meg a tűzben. A New York-i 100.000 dolláros csekket ad nekik, hogy a kutatásukat folytatni tudják. A New York-i férfi még másnap reggel 6:30-kor is megjelenik Gary ajtaja előtt, és átadja neki az újságot. Hirtelen kutyaugatást hallanak, egy drótszőrű foxi van Gary ajtaja előtt és egy Daytonban megjelenő újság (Ohio állam). A férfi úgy gondolja, hogy ez neki van szánva, és boldogan elmegy az újsággal (a kutya követi). Gary az ablakból észreveszi ugyanazt a férfit keménykalapban, aki őt a beszélgetésre hívta be. |      |                                |                  |                                                         |                      |
| 83 | 15   | „False Witness”                | Ian Barry        | Eric Tuchman                                            | 2000. március 25.    |
| Gary egy közlekedési baleset helyszínére siet, amiben egy tízéves kislányt elütött volna egy autó. Gary elragadja a kislányt, közben az autó sofőrje félrerántja a kormányt és az autó papírdobozoknak ütközik, majd megáll. Két fiatal fiú ül benne, és mindkettő elmenekül, hátrahagyva a kocsit. Gary csak az anyósülésről kiszálló fiút tudja megnézni alaposabban, amikor az őfelé fordul. Gary vállalkozik rá, hogy közreműködik egy fantomkép elkészítésében. A rendőrség körözést ad ki ellenük, nem csak az egy ellopott autó miatt, hanem mert ez egy nagyobb hálózat, amiben a tolvajok leadják valahol a járműveket, ahol alkatrészekre szedik őket és továbbértékesítik, ami valakiknek jó jövedelmet biztosít. Mivel a két tolvajnak nem sikerült az autót leszállítani, másikat követel rajtuk az átvevő. Azonban a fiatalabb fiúnak haza kell mennie, mert a bátyjánál lakik és ő várja otthon. Miguel Díaz, a Sun fotóriportere is felbukkan a rendőrség épületében, mivel a fiatal fiú az ő öccse, Joey, akit más latin-amerikaiakkal együtt „begyűjtöttek”, hogy a szemtanú (Gary) azonosíthassa az elkövetőt, akit látott. Miguel elmondja Garynek, hogy próbál az öccsére figyelni, de sejti, hogy rossz társasága van, pedig szabadidejében tehetségesen rajzol. Azonban a rajzolással egyelőre nem tud pénzt keresni, ezért Miguel bevitte a Sun szerkesztőségébe, ahol a fiú a belső postát szállítja ide-oda, ami unalmas és keveset fizető munka. A fiúnak már voltak kisebb „ügyei”, kihágás, lopás New York-ban, ezért Miguel áthozta magához, hogy jobban szem előtt legyen. Ha most bűnrészesnek találják a fiút cserbenhagyásos gázolásban, akkor börtönbe kerülhet az előélete miatt. Gary persze felismeri a fiút, de úgy dönt, hogy ad neki egy esélyt, ezért azt mondja a rendőröknek, hogy nem ismerte fel az öt személy közül. Gary a folyosón próbál a fiú lelkére beszélni, hogy mondja el a bátyjának, mit csinált, de a fiú ezt nem teszi meg. Azonban másnap azt írja az újság, hogy egy autó tulajdonosa lelőtte az autótolvajt és közlik Joey fényképét. Gary odarohan a helyszínre. Ezúttal az idősebb fiú rábízza Joey-ra az autó felnyitását, de megszólal az autó riasztója és a tulaj megjelenik egy pisztollyal, és egyenesen Joey-ra céloz, aki a vezetőülésben ül, és az indítással bajódik, mivel elvágta a vezetékeket, hogy elhallgattassa a riasztót. Gary elrántja a tulajt, amikor lőni akar, így a lövés csak az egyik ajtó üvegét töri ki. Azonban az idősebb fiú rálő a tulajra és mellkason lövi. A két fiú elszáguld az autóval. A férfi kórházba kerül. Azonban az átvevőjük nem veszi át a kocsit, mivel a rendőrség már körözi őket. A fiúk csak Miguel lakására tudnak menni, hogy ott egy kis pénzt találjanak, amit magukkal tudnának vinni. Miguel hazaérkezik, és kérdőre vonja az öccsét, közben a másik fiú hátulról leüti. A fiúk elmenekülnek Miguel kocsijával. Armstrong rendőrnyomozó hamarosan megérkezik Miguel lakásában, és tőle megtudja a kocsi típusát és rendszámát, amire körözést adnak ki. Egy járőr észreveszi az elhaladó autót. A fiúk megállnak egy benzinkútnál, ahol megtankolnak, de közben odaér néhány rendőrautó. Gary is megjelenik a helyszínen, őt az idősebb fiú a pisztolyával túszul ejti, és betuszkolják az épületbe. Gary tudja, hogy onnan nincs kiút, de ismét próbál Joey lelkére beszélni, hogy próbálja feladni ezt az életmódot. Az idősebb fiú hisztérikusan reagál a rendőrség közléseire, és amikor Joey azt mondja, hogy ő nem megy vele, akkor kituszkolja Garyt az ajtón, miközben szorosan maga előtt tartja. Joey felkap egy villáskulcsot az üzletből és le akarja vele ütni az idősebbiket, de az egyik rendőr ezt fegyvernek véli, és rálő Joey-ra. Gary fellöki a fegyverest, a rendőrök pedig leteperik. Joey kórházba kerül, kisebb sérüléssel. A vallomása alapján az autók átvevőjétt sikerült a rendőrségnek elkapnia és az autólopással foglalkozó hálózatot felderíteni, így Joey - bár börtönbe kell vonulnia - enyhébb büntetésre számíthat. Gary az éttermében azon gondolkozik, hogy ha az első esetnél feladja a fiút a rendőrségen, kevesebb büntetéssel úszta volna meg. |      |                                |                  |                                                         |                      |
| 84 | 16   | „The Play's the Thing”         | Deborah Reinisch | Michael Katz                                            | 2000. április 8.     |
| Gary egy színházi lámpa leeséséből eredő személyi sérülést hárít el egy vetődéssel, amivel a földre viszi az érintett színésznőt, így a lámpa nem esik rá. Kiderül, hogy amatőr színjátszókról van szó, akik között ott van Crumb is (korábbi nyomozó és Gary egykori alkalmazottja). A rendezőnő megpróbálja Garyt beszervezni a szereplők közé, de neki nincs kedve hozzá. Egy asztalos keze megsérülne a fűrészgéptől, amikor megijed egy póktól, de Gary időben odaér és kihúzza a zsinórt a konnektorból. Azonban amikor visszadugja és a gép hirtelen elindul, a gépben lévő deszka az éppen kiérkező pizzafutár mellkasának vágódik (később kiderül, hogy három bordája eltört). Mivel a pizzafutár is amatőr színjátszó, aki az egy héten belül bemutatandó Shakespeare-darabban játszik, Gary kénytelen beugrani helyette, bár a szövegtanulás rosszul megy neki. Az újság gyújtogatásról ír a színházban, de Gary időben odaér és a lábával eltapossa a lángokat, de a lába megsérül. Az újság másnap is gyújtogatásról ír a színházban, ezúttal Crumb megy a helyszínre, mondván, hogy Gary-nek pihentetnie kell a lábát. Kiderül, hogy az egyik színjátszó okozta a tüzeket, mert nagyon lámpalázas, és csak annyit szeretett volna, hogy az előadás elmaradjon. Az újság újabb színházi hírt közöl: a rendezőnőt valaki megtámadta a lakásában. Gary odamegy és egy konkurens rendezőt talál a helyszínen, aki a nőre támadt. A nő már összepakolta a bőröndjeit és távozni készült. A másik rendező megtudta róla, hogy a nő szélhámos, aki már több amatőr társulatot átvert más városokban, különféle indokokkal pénzt kért tőlük (például kosztümökre, amik nem készültek el), és a jegyekből befolyt összeget is magával vitte. Együtt visszamennek a színházba, mivel aznap este van a Szentiván-éji álom bemutatója. A rendezőnő mindent bevall, de a színtársulat nem akarja lemondani az előadást, személyes okokból, hiszen ők felkészültnek érzik magukat, és a legtöbbjüknek rokonai, ismerősei, barátai vannak a nézők között. Az előadást megtartják és amikor Gary titokban rápillant az újságra, hogy nincs-e benne rossz hír, az előadásukról olyan címmel jelenik meg tudósítás, hogy „bájos alakítás” volt. |      |                                |                  |                                                         |                      |
| 85 | 17   | „Blind Faith”                  | Jim Quinn        | Jeff Pinkner                                            | 2000. április 22.    |
| Az újság azt írja, hogy három fiatal meghalt egy robbanásban, amikor egy elhagyott raktárban polgárháborús lőszert találtak. Gary odamegy és próbálja lebeszélni a fiúkat, akik a lőszert egymásnak dobálják, mert azt gondolják, hogy az nem fog felrobbanni, csak Gary magának akarja megszerezni. Végül odadobják neki, és a lőszer Gary közelében felrobban. Gary emiatt átmenetileg megvakul. A kórházban beszélget egy 8-9 éves fiúval, akinek az anyukáját másnap fogják műteni. A fiú szeretne virágot venni az édesanyjának, de véletlenül találkozik a három nagyobb fiúval (akik a robbanásnál ott voltak), akik pénzt követelnek tőle. A fiú nem akarja odaadni, hiszen a nála lévő kevés pénzt (kevesebb mint 9 dollárt) virágra szeretné költeni. A fiúk üldözni kezdik, ezért bemenekül egy elhagyott raktárépületbe, ahol egy irodai helyiségben bezárkózik, azonban a nagyobb fiúk kívülről eltorlaszolják az ajtót. Ahogy elmennek, cigarettára gyújtanak, amit egyikük pár szippantás után eldob. Ettől kicsivel később néhány rongydarab lángrakap. Marissa hazakíséri Garyt és a szobájában alszik a kanapén. Gary másnap reggel mindenképpen meg akarja tudni, mi van az újság címlapján, ezért azt találja ki, hogy a nála dolgozó orosz csapost kéri meg a szalagcímek felolvasására. Ebből kiderül, hogy egy 9 éves fiú eltűnt. A fiú nevét is közli a cikk, amiből kiderül, hogy ez az a fiú, akivel Gary a kórházban beszélgetett. A csapossal odakísérteti magát, de a fiú elment a kórházból virágot venni. Gary és a csapos a közelben nézelődnek, de a csapos csak a három nagyobb fiút veszi észre. Gary felismeri az egyiküket a hangjáról, mire a fiúk futni kezdenek. Az egyiket a csapos kergeti. Gary magára marad az utcán, amikor meghallja a macska nyávogását, aki az újságját „szokta hozni”. A macska hangja után menve odaér az épülethez, aminek a második emeletén a fiú beragadt az egyik szobába. A fiú észreveszi Garyt és az ablakból próbálja irányítani, hogy merre menjen. Gary felmegy az emeletre és kiszabadítja a fiút. Amikor lefelé akarnak menni, észlelik, hogy a lépcsőházban elég nagy tűz van. Ezért visszamennek, és Gary azt mondja a fiúnak, hogy valamelyik ablaknál keressen tűzlépcsőt. Ezt többszöri próbálkozásra meg is találja, és lemegy rajta. A fiú a három nagyobb fiútól kér segítséget, hogy Garyt is ki kellene hozni, de erre csak egyikük, Cameron hajlandó. Cameron felfelé vezeti Garyt, mert lejjebb a tűz nagyobb és arra már nem tudnak menni. Végül a tetőről át kell ugraniuk a szomszédos ház tetejére, ami viszonylag közel van és az ugrás sikerül. Gary közben eltávolította a szeméről a kötést és lassan látni kezd. A kisfiú meglátogatja az édesanyját a kórházban, aki túl van a műtéten. Váratlanul Cameron jelenik meg egy csokor virággal, amiről azt mondja, hogy a kisfiú küldte az anyjának. |      |                                |                  |                                                         |                      |
| 86 | 18   | „Occasionally Amber”           | Kyle Chandler    | Lawrence Meyers                                         | 2000. április 29.    |
| |      |                                |                  |                                                         |                      |
| 87 | 19   | „Mel Schwartz, Bounty Hunter”  | Todd Pfeiffer    | Alex Taub                                               | 2000. május 6.       |
| |      |                                |                  |                                                         |                      |
| 88 | 20   | „Time”                         | Mel Damski       | Carla Kettner                                           | 2000. május 13.      |
| |      |                                |                  |                                                         |                      |
| 89 | 21   | „Everybody Goes to Rick's”     | Gary Nelson      | James Stanley, Dianne Messina Stanley, Lorin Wertheimer | 2000. május 20.      |
| |      |                                |                  |                                                         |                      |
| 90 | 22   | „Luck o' the Irish”            | Gary Nelson      | Sean Clark                                              | 2000. május 27.      |
| |      |                                |                  |                                                         |                      |